# Liste der Kulturdenkmale in Großenhain

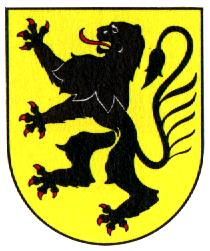
Stadtwappen

In der Liste der Kulturdenkmale in Großenhain sind die Kulturdenkmale der sächsischen Stadt Großenhain verzeichnet, die bis September 2024 vom Landesamt für Denkmalpflege Sachsen erfasst wurden (ohne archäologische Kulturdenkmale). Die Anmerkungen sind zu beachten.
Diese Aufzählung ist eine Teilmenge der Liste der Kulturdenkmale im Landkreis Meißen.

## Aufteilung
Wegen der großen Anzahl von Kulturdenkmalen in Großenhain werden die Kulturdenkmale in den Ortsteilen in Teillisten aufgeführt.
| Kulturdenkmale in Großenhain -… |
| ------------------------------- |
| Bauda                           |
| Colmnitz                        |
| Folbern                         |
| Görzig                          |
| Krauschütz                      |
| Nasseböhla                      |
| Rostig                          |

| Kulturdenkmale in Großenhain -… |
| ------------------------------- |
| Skassa                          |
| Skäßchen                        |
| Skaup                           |
| Strauch                         |
| Stroga                          |
| Treugeböhla                     |

| Kulturdenkmale in Großenhain -… |
| ------------------------------- |
| Uebigau                         |
| Walda-Kleinthiemig              |
| Weßnitz                         |
| Wildenhain                      |
| Zabeltitz                       |
| Zschauitz                       |

## Großenhain
| Bild                                    | Bezeichnung | Lage                                                                 | Datierung | Beschreibung | ID       |
| --------------------------------------- | --- | -------------------------------------------------------------------- | --- | --- | -------- |
|                                         | Denkmalschutzgebiet Altstadt Großenhain (Vorschlag) | (Altstadt) (Karte)                                                   | Nach 1744 | Denkmalschutzgebiet Altstadt Großenhain (Vorschlag) | 08959275 |
| Weitere Bilder                          | Stadtpark (Sachgesamtheit) | Am Stadtpark (Karte)                                                 | 1875–1887 | Sachgesamtheit Stadtpark, mit folgenden Einzeldenkmalen: drei Brücken (siehe 08959274, 08958193 und 08958192) und Denkmal für Friedrich Ludwig Jahn (08958194) sowie mit den Sachgesamtheitsteilen: Gaststätte und Parkanlage einschließlich Großgrün, Bepflanzung, Wegeführung, Bachläufen und sonstigen Gewässern (Gartendenkmal); gestalterisch anspruchsvolle und bemerkenswerte Parkanlage, landschaftsgestaltend, gartenkünstlerisch und ortsgeschichtlich von Bedeutung | 09301068 |
|                                         | Wilhelminenbrücke über den Röderflutgraben im Stadtpark (Einzeldenkmal zu ID-Nr. 09301068) | (Flurstück 992/3) (Karte)                                            | Um 1891 | Einzeldenkmal der Sachgesamtheit Stadtpark; im Zusammenhang mit Stadtparkanlage landschaftsgestaltendes Element. Stahlträgerkonstruktion auf Natursteinpostamenten, schmiedeeisernes Gitter ohne Wappen, aber mit Schriftzug Wilhelminenbrücke, je vier Sandsteinbegrenzungspfeiler. | 08959274 |
| Direkt Bild zu diesem Denkmal hochladen | Denkmal für Turnvater Jahn im Stadtpark (Einzeldenkmal zu ID-Nr. 09301068) | (Flurstück 997/3) (Karte)                                            | Nach 1891 | Einzeldenkmal der Sachgesamtheit Stadtpark; ortshistorisch von Bedeutung. Grobbehauener, nach oben abgerundeter Granitblock, aus dem Stein herausgearbeitete polierte Granitfläche mit Inschrift „Friedrich Ludwig Jahn/ Der Turnverein Großenhain/ 1846–1906“ und patiniertes Kupfermedaillon mit Jahns Büste. | 08958194 |
|                                         | Steinbogenbrücke über den Röderflutgraben im Stadtpark (Einzeldenkmal zu ID-Nr. 09301068) | (Flurstück 992/3) (Karte)                                            | Um 1891 | Einzeldenkmal der Sachgesamtheit Stadtpark; landschaftsgestaltendes Element im Stadtpark. Brücke aus Naturstein mit Natursteinbrüstung. | 08958193 |
|                                         | Eckhardtbrücke über den Röderflutgraben im Stadtpark (Einzeldenkmal zu ID-Nr. 09301068) | (Flurstück 992/3) (Karte)                                            | Um 1891 | Einzeldenkmal der Sachgesamtheit Stadtpark; im Zusammenhang mit Stadtparkanlage landschaftsgestaltendes Element. Stahlträgerkonstruktion auf Natursteinpostamenten, schmiedeeisernes Gitter mit Wappen bezeichnet mit „Ed. Eckhardt Brücke“, je vier Sandsteinbegrenzungspfeiler. | 08958192 |
| Direkt Bild zu diesem Denkmal hochladen | Stadtmauer und Ringanlage (Sachgesamtheit) | (Altstadt) (Karte)                                                   | Um 1500 (Stadtmauer); 19. Jahrhundert (Promenadenring)                                                                      | Sachgesamtheit Stadtmauer und Ringanlage, mit den Einzeldenkmalen: Stadtbefestigungsanlage (08958495), Stadtmauerturm, so genannter Pulverturm (08958283, Topfmarkt) sowie Promenadenring (Gartendenkmal); gartenhistorisch und stadtentwicklungsgeschichtlich von Bedeutung. Zur Entwicklung der Ringpromenade (nach Schuberth, Chronik der Stadt Großenhain, Großenhain 1887–1892): - 1835 Abriss des Wildenhainer Tores, Auffüllung des Stadtgrabens beiderseits des Tores, Aufmauerung des Brunnens, Bepflanzung mit Linden und Sträuchern - 1836 Beseitigung von Zwinger und Graben zwischen Naundorfer Tor und Schloss, Bepflanzung mit Linden, zum Teil Verkauf an angrenzende Grundstücke - 1838 Beginn Niederreißung Dresdner Torwacht- und Schreiberhaus sowie Turm - 1841 Beginn Abbruch der Stadtmauer zwischen Dresdner und Meißner Tor und Auffüllung des Grabens - 1847 Beschluss, Zwinger und Graben zwischen Meißner und Wildenhainer Tor zu beseitigen und nach Straßenverbreiterung sowie Linden- und Kastanienpflanzung zu verkaufen - 1853 Niederlegung der Einfriedung des aufgefüllten und verpachteten Stadtgrabens zwischen Dresdner und Meißner Tor und Anlage von Promenaden - 1856 – 1858 Herstellung der Promenade unter Bürgermeister Schickert durch Glöckner Schumann nach Zeichnung von Senator Hegemeister - 1857 Lindenpflanzung zwischen Meißner und Wildenhainer Tor - Es muss bereits vorher eine Begrünung der Wallanlagen stattgefunden haben. Auf der Karte von 1802 sind Baumpflanzungen, Garten und ein Weinberg zu erkennen. Die eigentliche Umgestaltung zur Parkanlage erfolgte dann ab 1853 (vergleiche hierzu Plan von 1865). | 09303913 |
| Direkt Bild zu diesem Denkmal hochladen | Stadtbefestigungsanlage (Einzeldenkmal zu ID-Nr. 09303913) | (Altstadt) (Karte)                                                   | Um 1500 | Einzeldenkmal der Sachgesamtheit Stadtmauer und Ringanlage; stadtentwicklungsgeschichtlich von Bedeutung. 3 m – 5 m hohe Bruchsteinmauer, die den alten Stadtkern noch teilweise umgibt, so in der Carl-Maria-von-Weber-Allee, Beethovenallee, Mozartallee und Franz-Schubert-Allee. | 08958495 |
| Direkt Bild zu diesem Denkmal hochladen | Mietshaus in geschlossener Bebauung | Albertstraße 23 (Karte)                                              | 1888–1889 | Weitgehend original erhaltene zeittypische Bebauung der Stadterweiterung, Gründerzeitfassade, gegenüber der Husarenkaserne, stadtentwicklungsgeschichtlich und baugeschichtlich bedeutend. Die 1888–1889 erbaute Albertstraße 23 in Großenhain gehört zu einer Reihe von gestalterisch vergleichbaren Wohnbauten des Historismus (Albertstraße 25, 27 und 29), die seit Anfang der 1880er Jahre als städtebauliches Pendant zur Husarenkaserne entstanden waren. Als zweigeschossige Gebäude sollten sie sich dem Kasernenkomplex offenbar gleichzeitig unterordnen. Aus dem Zusammenhang mit der genannten Nachbarbebauung ergibt sich eine stadtentwicklungsgeschichtliche Bedeutung. Aus der Zeitzeugenschaft für die historistische Architektur Ende des 19. Jahrhunderts resultiert ihr bauhistorischer Wert. | 09306582 |
| Direkt Bild zu diesem Denkmal hochladen | Mietshaus in geschlossener Bebauung | Albertstraße 25 (Karte)                                              | 1886–1887, bezeichnet mit 1887                                                                                              | Weitgehend original erhaltene zeittypische Bebauung der Stadterweiterung, Gründerzeitfassade mit Mittelerker, baugeschichtlich und städtebaulich von Bedeutung. Sandsteinsockel, darüber zweigeschossiger Putzbau mit aufwendiger Putzgliederung, breites Gurtgesims, Erker im ersten Obergeschoss auf Konsolen, mit gesprengtem Dreiecksgiebelabschluss, ionische Pilaster, Blendbalustrade, stark profiliertes Traufgesims, Dachausbau, Mansarddach, originale Haustür | 08958224 |
| Direkt Bild zu diesem Denkmal hochladen | Mietshaus in geschlossener Bebauung | Albertstraße 27 (Karte)                                              | 1884–1886 | Weitgehend original erhaltene zeittypische Bebauung der Stadterweiterung, mittenbetonte Gründerzeitfassade, baugeschichtlich und städtebaulich von Bedeutung. Polygonsockel, darauf zweigeschossiger Putzbau mit aufwendiger horizontaler Putzgliederung, Gurtgesims, Eingangsbereich betont durch risalitartigen Vorsprung über zwei Geschosse, Dachausbau, Mansarddach, originale Haustür. | 08958225 |
| Direkt Bild zu diesem Denkmal hochladen | Mietshaus in geschlossener Bebauung in Ecklage | Albertstraße 29 (Karte)                                              | 1884–1886 | Weitgehend original erhaltene zeittypische Bebauung der Stadterweiterung, gründerzeitliche Putzfassade, städtebaulich von Bedeutung. Polygonsockel, darüber zweigeschossiger Bruchsteinbau (rechtwinkliger Grundriss) mit aufwendiger Putzgliederung, Sandsteingewände in beiden Geschossen, im Erdgeschoss mit Segmentbogen und geradem Abschluss, im Obergeschoss profiliert, profiliertes Traufgesims, originale Haustür, scharriertes Sandsteintürgewände. | 08958226 |
| Direkt Bild zu diesem Denkmal hochladen | Beamtenwohnhaus | Am Bobersberg 1c (Karte)                                             | 1928/1929 | Villenartiges Bauwerk, Einflüsse neuer Sachlichkeit, Innenausstattung zum Teil erhalten, baugeschichtlich von Bedeutung. Eingeschossig und ausgebautes Dachgeschoss, Fenstersprossung im originalen Sinne, getrepptes Traufgesims, Mansarddach Biberschwanzdeckung mit originalen Ausbauten, hinten Erker, innen originale Türen inklusive Klinken. | 08955336 |
| Weitere Bilder                          | Stadtfriedhof Großenhain (Sachgesamtheit) | Am Friedhof 34 (Karte)                                               | Mitte 19. Jahrhundert | Sachgesamtheit Stadtfriedhof Großenhain mit folgenden Einzeldenkmalen: Feierhalle und Friedhofsverwaltung (mit Anbau), Denkmal für die Gefallenen des Ersten und Zweiten Weltkrieges, OdF-Gedenkstein und Gedenkstein für gefallene italienische Soldaten, 22 Grabanlagen, 15 Grabmale, eine Caritasstatue sowie Friedhofseinfriedung (siehe 08958469), Friedhofsgestaltung (Gartendenkmal) sowie Friedhof mit Soldatenfriedhof als Sachgesamtheitsteil; Feierhalle in neoklassizistischem Stil, einheitlich angelegter Stadtfriedhof mit aus regelmäßigen Kompartimenten zusammengesetztem Wegesystem und Baumbepflanzung, von ortsgeschichtlicher Bedeutung. Hier ruhen eine unbekannte Zahl Sowjetbürger, Polen und Deutsche, die in Gefangenen-, Arbeits- und Straflagern 1944/45 ums Leben gekommen sind. Es ist nur die Zahl der Polen, 62, bekannt. Sie wurden an verschiedenen Stellen nach hier umgebettet. Auf dem Gemeinschaftsgrab Gedenkmauer mit ehrender Inschrift. Material Sandstein, Höhe ca. 220 cm, errichtet 1948/49. | 09302323 |
| Weitere Bilder                          | Feierhalle und Friedhofsverwaltung (mit Anbau), Denkmal für die Gefallenen des Ersten Weltkrieges und Denkmal für die Gefallenen des Zweiten Weltkrieges, OdF-Gedenkstein und Gedenkstein für gefallene italienische Soldaten, 22 Grabanlagen, 15 Grabmale, eine Caritasstatue sowie Friedhofseinfriedung (Einzeldenkmale zu ID-Nr. 09302323) | Am Friedhof 34 (Karte)                                               | 1720–1937 (Grabmale); 2. Hälfte 19. Jahrhundert (Feierhalle); Ende 19. Jahrhundert (Verwaltung); nach 1918 (Kriegerdenkmal) | Einzeldenkmale der Sachgesamtheit Stadtfriedhof Großenhain; Feierhalle in neoklassizistischem Stil, einheitlich angelegter Stadtfriedhof mit aus regelmäßigen Kompartimenten zusammengesetztem Wegesystem und Baumbepflanzung, von historischer Bedeutung als Hauptfriedhof der Stadt Großenhain, die Denk- und Grabmale von hohem stadt- und ortshistorischem Zeugniswert. - Feierhalle: eingeschossiger Putzbau mit großen Rundbogenfenstern, an der Giebelseite Vorhalle mit dreijochiger Arkade auf Pfeilern, darüber Dreiecksgiebel, flache Ecklisenen, profiliertes Kranzgesims, Satteldach - Friedhofsverwaltung (mit Anbau): zweigeschossiger Putzbau, profiliertes Gurt- und Kranzgesims, Putzgliederung, Walmdach mit Fledermausgaupen und anschließendem eingeschossigem Putzbau mit großen Rundbogenfenstern, Putzgliederung, profiliertem Gurt- und Kranzgesims, Okulus im Giebel, Satteldach - Denkmal für die Gefallenen des Ersten Weltkrieges, mit Grabanlage: Granitsockel, darauf Pyramidenaufbau aus Granit, Inschrift „Den im Weltkrieg 1914–1918 Gefallenen“, rechts und links des Denkmals einzelne Grabplatten - Soldatenfriedhof der Gefallenen des Zweiten Weltkriegs, mit Gedenkstein: Sockel, darauf flacher Steinblock mit Abdeckplatte, Vorderseite mit angedeuteten Sonnenstrahlen und Inschrift „Den Gefallenen zum Gedächtnis/ Den Lebenden zur Mahnung/ 1939–1945“ - Soldatenfriedhof: zahlreiche Einzelgrabstätten mit leicht geschweiften Holzkreuzen (mit Namen der gefallenen Soldaten) - dazu Efeubepflanzung (keine Einzeldenkmale) - Denkmal für die Opfer des faschistischen Arbeits- und Straflagers - Gedenkstein für gefallene italienische Soldaten - Einfriedung: Bruchsteinmauer, verputzt, Haupteingangsbereich mit flankierenden Pfeilern mit profilierten Abdeckplatten und seitlichen gemauerten Rundbogendurchgängen, schmiedeeisernes Tor - Grabstätten | 08958469 |
| Weitere Bilder                          | Kompensierscheibe | Am Rollfeld (Karte)                                                  | Wohl nach 1930 | Bestandteil des ehemaligen Militärflughafens, außerordentliches Zeugnis der Geschichte der Luftfahrttechnik, letztes Beispiel dieser Art in Deutschland. Nach oben hin offener runder Fundamentschacht (2 m tief) aus Stahlbeton, mit Zahnkranz für nicht mehr vorhandene Holzplatte, Zahnkranz ehemals durch Elektromotor angetrieben, zurzeit mit Regenwasser geflutet, Betonteile der ehemaligen Windrose mit Koordinaten (Betonring mit verschiedenen Gradeinteilungen) sind abgebrochen, aber geborgen worden. - Funktion dieser Scheibe: Einordnung der Flugzeuge, insbesondere vor Langstreckenflügen, durch dieses Navigationssystem - Zur Einlagerung geborgene Teile: - Mittellager der Kompensierscheibe - 14 hölzerne Laufräder (Durchmesser ca. 30 cm, Breite 20 cm) - 3 m bis 4 m Messingband - 2 m bis 3 m Entwässerungsschlauch - 2/3 eines Zahnrads aus Aluminium - Meterstück Zahnkranz aus Aluminium - ein Deckel aus Aluminium (45 cm × 45 cm) - eine Antriebswelle (Schnecke) - ein Gehäuse eines Getriebes (50 cm × 10 cm × 50 cm) aus Aluminium - ein Gehäuse eines E-Motors, aufgeschraubt auf einen Holzbalken (30 cm × 40 cm × 30 cm) | 08958245 |
| Weitere Bilder                          | Ehemalige Werfthalle oder Hangar | Am Rollfeld 1 (Karte)                                                | Um 1937 | Bestandteil des ehemaligen Militärflughafens, eine der wenigen vollständig erhaltenen Flugzeughallen Deutschlands, militärhistorisch von besonderer Relevanz für Großenhain. Langgestreckte Halle mit weit überspanntem segmentbogenartigem Dach, originale Deckenkonstruktion, originale Türen und Tore, Standardbau (noch in Brandis-Waldpolenz, Merseburg und Perleberg vorhanden). | 08958237 |
| Direkt Bild zu diesem Denkmal hochladen | Verwaltungsgebäude, Lagerhaus und Einfriedung eines ehemaligen Militärdepots (Militärdepot und Heulager des Husarenregiments Großenhain) | Am Speicher 102 (Karte)                                              | Um 1890 | Signifikantes Zeugnis der militärischen Vergangenheit Großenhains mit bau- und ortshistorischer Bedeutung - Verwaltungsgebäude: über Polygonal-Bruchsteinsockel und aufgelockertem Grundriss zweigeschossiger Putzbau, Fenster- und Türgewände aus Sandstein, Zierfachwerk am Giebel und Obergeschoss bzw. Drempel, Dachlandschaft mit Mansard- und Krüppelwalmdach, bauzeitliche Haustür - Lagerhaus: viergeschossiger, langgestreckter Gebäuderiegel aus mehreren Bauphasen, mit Bruchstein verkleidetes Sockelgeschoss mit segmentbogigen Toreinfahrten und Okuli in grob behauenen Gewänden, drei Obergeschoss verputzt, segmentbogige Fensteröffnungen mit Ziegelstürzen, bauzeitliche Fenster und Vergitterung, flachgeneigtes Satteldach mit zeltdachbekrönten Aufsätzen, im Inneren tragendes Stahlsäulen- und Trägergerüst mit Holzdielung - Einfriedung: hoher schmiedeeiserner Zaun über Polygonalmauerwerksockel mit verputztem Torpfosten | 08959272 |
| Direkt Bild zu diesem Denkmal hochladen | König-Albert-Mühle: Mühle und Mühlenturm (Nr. 25a/b) sowie historische Sonnenuhr am Nebengebäude (Nr. 27) | Am Stadtpark 25a, 25b, 27 (Karte)                                    | Bezeichnet mit 1922, im Kern älter                                                                                          | Ortsgeschichtlich von Bedeutung. Mühlenanlage auf U-förmigem Grundriss um Hof gruppiert, jetzt viergeschossiger Bau, profiliertes Gurt- und Kranzgesims, im dritten und vierten Obergeschoss Blendarkaden mit Pilastern aufgeputzt, Krüppelwalmdach, Dachausbau, zur Flussseite stark geglättete Fassade, Turm mit flacher Putzgliederung und Walmdach, Biberschwanzdeckung, Hauptbau auf hakenförmigem Grundriss, zur Hofseite Putzgliederung erhalten, Eckbetonung durch Putznutung. Die restlichen Gebäude ohne Denkmalwert, aber mit historischer Sonnenuhr (Hausnummer 27), saniert. | 08958415 |
| Weitere Bilder                          | Wasserturm | Am Wasserturm 3 (Karte)                                              | 1930–1931 | Zeugnis für Wasserversorgung des Stadtgebietes, technikgeschichtlich und baugeschichtlich von Bedeutung. Hoher Putzbau auf quadratischem Grundriss, im unteren Drittel quadratische Fenster mit Klinkerumrahmung, im oberen Drittel drei zusammengefasste Fenster mit Klinkerumrahmung, kräftiges Kranzgesims mit Zahnschnittklinkern, Zeltdach, Eingangsbereich mit Klinkerumrahmung, zum Wohnhaus umgebaut. Der ca. 20 Meter hohe, quadratische Wasserturm wurde 1930/31 im Stil der Neuen Sachlichkeit errichtet. Den weiß gefassten, verputzten Ziegelbau krönt ein spitzes Zeltdach mit Wetterfahne. Ursprünglich war der Turm nur sehr sparsam über quadratische Fenster im unteren Drittel und zu Dreiergruppen zusammengefasste Fensterbänder mit Klinkerrahmung im Bereich des Wasserbehälters belichtet. Im Zuge der Umnutzung zum Wohnhaus im Jahr 2000 wurde die Fassade mit zusätzlichen, größeren Fenstern versehen, die sich stilistisch durch ihre Klinkerrahmung an den Bestand anpassen. Der Eingangsbereich ist mit einem breiten Rahmen aus roten Klinkern sowie einem profilierten Sturz besonders betont. Als Zeugnis der kommunalen Wasserversorgung zu Anfang des 20. Jahrhunderts ist der Wasserturm technikgeschichtlich von Bedeutung. Zugleich kommt ihm eine baugeschichtliche Bedeutung zu. | 08958165 |
| Direkt Bild zu diesem Denkmal hochladen | Mietshaus in Ecklage | Amtsgasse 1 (Karte)                                                  | Um 1880 | Weitgehend original erhaltener Bau der Gründerzeit in markanter Lage, baugeschichtlich und städtebaulich von Bedeutung. Sockel, darüber zweigeschossiger Putzbau, im Obergeschoss mit Ziegelverblendmauerwerk, abgeflachte Ecke mit Giebelaufbau, profiliertes Gurtgesims, profilierte Steingewände, Eckrustizierung, Dachausbau, originale Haustür. | 08958300 |
| Direkt Bild zu diesem Denkmal hochladen | Wohnhaus in geschlossener Bebauung | Amtsgasse 5 (Karte)                                                  | Um 1900 | Zeittypisches Gebäude, im Reformstil, baugeschichtlich und städtebaulich von Bedeutung. Dreigeschossiger Putzbau mit seitlicher Tordurchfahrt, darüber leicht konvex gewölbte Fensterachsen über beide Geschosse, Giebelabschluss mit Putzgliederung, im Erdgeschoss Sandsteinrustizierung und Gurtgesims, in den Obergeschoss Putzgliederung, zwischen erstem und zweitem Obergeschoss Zwischendach. | 08958293 |
| Direkt Bild zu diesem Denkmal hochladen | Türgewände mit Schlussstein | Amtsgasse 10 (Karte)                                                 | Bezeichnet mit 1834 | Relikt der ursprünglichen Fassadengestaltung, Sandsteinportal, handwerklich-künstlerisch von Bedeutung. Scharriertes Sandsteintürgewände mit Schlussstein, dieser bezeichnet mit 1834. | 08958291 |
| Direkt Bild zu diesem Denkmal hochladen | Wohnhaus in offener Bebauung | An der Bergbrauerei 5 (Karte)                                        | 2. Hälfte 19. Jahrhundert                                                                                                   | Weitestgehend original erhaltener zeit- und landschaftstypischer Bau, baugeschichtlich von Bedeutung. Zweigeschossiger Putzbau mit Sandsteingewänden in beiden Geschossen und einfacher Putzgliederung als Gurtgesims und Ecklisenen, zum Teil originale Fenster und Winterfenster, Satteldach, Biberschwanz-Kronendeckung. | 08958197 |
| Weitere Bilder                          | Mietshaus (mit zwei Hausnummern), mit ehemaliger Wasserkunst | An der Wasserkunst 2, 4 (Karte)                                      | Bezeichnet mit 1773 (Wasserkunst); 2. Hälfte 19. Jahrhundert (Mietshaus)                                                    | Technisches Zeugnis für die städtische Wasserversorgung aus dem Röder-Mühlgraben, Wohnhaus in markanter Lage mit baugeschichtlicher und städtebaulicher Bedeutung. Wohnhaus dreigeschossiger Putzbau auf verwinkeltem Grundriss, Erdgeschoss Putznutung, an Giebelseite Erker über drei Geschosse (inklusive Dachausbau), profiliertes Gurtgesims im Erdgeschoss, im ersten Obergeschoss profilierte Steingewände, und Sohlbänke, profiliertes Kranzgesims, Dachausbau, Mansarddach, bereits erneuerte, stark profilierte Fenster in allen Bereichen, im Grundwerk befindlicher Sandstein, bezeichnet mit „J.G.W – O.Z. / AU. 1773“. | 08958319 |
|                                         | Wohnhaus in geschlossener Bebauung | Apothekergasse 1 (Karte)                                             | Mitte 18. Jahrhundert | Mit Laden, Teil der marktplatznahen Bebauung, städtebaulich von Bedeutung. Zweigeschossiger Putzbau mit profilierten Segmentbogen-Steingewänden im Erdgeschoss, profiliertes Gurtgesims, originale Tür, Dachhäuschen, Satteldach, im Keller Gewölbe. | 08958436 |
|                                         | Wohnhaus in geschlossener Bebauung | Apothekergasse 2 (Karte)                                             | 1744 (Dendro) | Putzbau mit Segmentbogenportal, Teil der barocken Neubebauung nach dem Stadtbrand von 1744, baugeschichtlich und stadtentwicklungsgeschichtlich von Bedeutung. - Vorderhaus: zweigeschossiger Putzbau mit profilierten Steingewänden im Erdgeschoss, Stichbogentürgewände mit Schlussstein, profiliertes Kranzgesims spricht für ehemals freistehendes Gebäude, Eingangsbereich mit Gewölbe weitestgehend unverändert erhalten, barocke Stuckdecke in einem Obergeschoss-Raum, originaleTürbeschläge und Haspen, vermutlich mittelalterlicher Keller (2 Tonnen und spitzbogige Öffnungen zum Gang) - Hinterhaus (vor 2011 abgebrochen), rechtwinkliger Anbau (19. Jahrhundert) zum Hof: zweieinhalbgeschossiger Massivbau mit quadratischen Fensterformaten, diese Öffnungen, Geschosshöhen nehmen nicht Bezug auf Vorderhaus, deshalb innen Treppen zur Überbrückung, Keller 1 Tonne | 09300217 |
| Direkt Bild zu diesem Denkmal hochladen | Wohnhaus in geschlossener Bebauung | Apothekergasse 3 (Karte)                                             | Nach 1744 | Schlichter Putzbau, Teil der barocken Neubebauung nach dem Stadtbrand von 1744, baugeschichtlich und stadtentwicklungsgeschichtlich von Bedeutung. Dreigeschossiger Putzbau, im ersten und zweiten Obergeschoss Sandsteinfenstergewände, profiliertes Kranzgesims, Satteldach, im Inneren Tuchhalle und Gurtkappengewölbe erhalten. | 08958464 |
|                                         | Wohnhaus in geschlossener Bebauung | Apothekergasse 4 (Karte)                                             | Nach 1744 | Zweigeschossiger Putzbau mit Segmentbogenportal, weitgehend original erhaltenes Gebäude als Zeugnis des Wiederaufbaus nach dem Stadtbrand von 1744, baugeschichtlich und städtebaulich von Bedeutung. Zweigeschossiger Putzbau mit Sandsteintür- und Fenstergewänden, Schlussstein, Satteldach mit Dachausbau. Analog der Apothekergasse 2 handelt es sich bei der Nummer 4 um ein charakteristisches barockes Bürgerhaus das kurz nach dem verheerenden Brand von 1744 entstanden ist, mit Sicherheit 1745 (siehe Nummer 6, Datierung hier im Scheitelstein über der Eingangstür). Dabei hat sich auch das Innere weitgehend im originalen Zustand erhalten. Im Erdgeschoss finden sich noch Teile einer Stuckdecke aus der Entstehungszeit. Original ist auch das markante Treppenhaus mit Sandsteinstufen und einem Bogen, der sich zum Eingangsbereich öffnet. Darüber hinaus stammen die tiefen, korbbogenförmigen Mauerbögen hinter den Fenstern aus der Mitte des 18. Jahrhunderts. Die Denkmaleigenschaft der Apothekergasse 4 in Großenhain ergibt sich somit vor allem aus dem Zeugniswert als barockem Bürgerhaus aus der Mitte des 18. Jahrhunderts und aus der Tatsache, dass der schlichte, zweigeschossige Bau mit axialer Gliederung und Korbbogenportal weitestgehend authentisch auf uns überkommen ist. Abgesehen davon gehört das hier zu beurteilende Objekt zu den noch erhaltenen Bürgerbauten Großenhains, die nach dem großen und verheerenden Brand von 1744 offenbar nach einem einheitlichen Reglement errichtet wurden. Damit verweist es auf ein für die Entwicklung der Stadt bedeutsames Ereignis und ist somit von herausragendem ortsgeschichtlichem Wert. | 09302409 |
| Direkt Bild zu diesem Denkmal hochladen | Wohnhaus in geschlossener Bebauung | Apothekergasse 5 (Karte)                                             | Bezeichnet mit 1744 | Teil der barocken Neubebauung nach dem Stadtbrand von 1744, Fassade später überformt, baugeschichtlich und stadtentwicklungsgeschichtlich von Bedeutung. Zweigeschossiger Putzbau mit Putznutung über beide Geschosse, im Erdgeschoss Segmentbogenfenster und -türen (eine mit Schlussstein, bezeichnet mit „JDK 1744“), profiliertes Gurt- und Kranzgesims, im Obergeschoss Putzornamentik unter profilierten Sohlbänken, über den fenster Schlusssteine, aus Diamantquader gearbeitet, Satteldach, im Inneren Tonnengewölbe. | 08958463 |
|                                         | Wohnhaus in geschlossener Bebauung | Apothekergasse 6 (Karte)                                             | Bezeichnet mit 1745 | Zweigeschossiger Putzbau mit Sandsteintürgewände, Teil der barocken Neubebauung nach dem Stadtbrand von 1744, baugeschichtlich und stadtentwicklungsgeschichtlich von Bedeutung. Sandsteintürgewände mit Schlussstein, dort bezeichnet mit 1745 | 08958447 |
|                                         | Wohnhaus in Ecklage und in geschlossener Bebauung (bestehend aus zwei Gebäudeteilen Schloßstraße 5 und Apothekergasse 8, nur Gebäudeteil an der Ecke Schloßstraße unter Schutz) | Apothekergasse 8 (Schloßstraße 5) (Karte)                            | Bezeichnet mit 1745 | Mit Laden, Teil des einheitlich gestalteten Straßenzuges des 18. Jahrhunderts in markanter Ecklage, baugeschichtlich und städtebaulich von Bedeutung. Zweigeschossiger Putzbau mit 8:4 Achsen, betonter Eckbereich durch eingezogene Ecke mit Kielbogen, Segmentbogentür mit Schlussstein, dort bezeichnet mit 1745, Segmentbogensteingewände im Erdgeschoss, Fenster mit zum Teil gerader Bedachung im Obergeschoss, Sohlbänke auf Konsolen, unter Traufgesims Rundbogenfries, Dachhäuschen, Walmdach. | 08958423 |
| Direkt Bild zu diesem Denkmal hochladen | Wohnhaus in Ecklage und in geschlossener Bebauung | Apothekergasse 13 (Karte)                                            | Mitte 18. Jahrhundert | Markant gelegen, Teil der barocken Neubebauung nach dem Stadtbrand von 1744, baugeschichtlich und städtebaulich von Bedeutung. Zweigeschossiger Putzbau, im Erdgeschoss profilierte Segmentbogengewände, Segmentbogentür, 10:6 Achsen, Dachhäuschen, Walmdach, Biberschwanzdeckung, die hinteren fünf Achsen in der Apothekergasse mit feiner Putzgliederung über beide Geschosse, profiliertes Gurt- und Kranzgesims. | 08958424 |
|                                         | Gedenkstein für die Errichtung der Großenhain-Priestewitzer Eisenbahn | Bahnhofstraße (Karte)                                                | Nach 1912 | Verkehrs- und ortshistorisch von Bedeutung. Großer Natursteinblock (in einen Steingarten eingebettet), darauf rundes Metallmedaillon mit Inschrift „Zur Erinnerung an die Erbauung der Großenhain-Priestewitzer Eisenbahn und ihren Begründer Bürgermeister Schickert 1862–1912“. | 08958326 |
|                                         | Postgebäude mit Nebengebäude und zwei Toranlagen | Bahnhofstraße 1 (Karte)                                              | Bezeichnet mit 1888–1889 | Repräsentativer und aufwendig gestalteter Bau der Gründerzeit, baugeschichtlich, ortsgeschichtlich und straßenbildprägend von Bedeutung. Stattlicher, reich gegliederter zweigeschossiger Massivbau auf rechteckigem Grundriss, zwei seitliche flache Risalite über beide Geschosse mit Drillingsfenstern und Terracottareliefs mit Putten, im Erdgeschoss Putzrustizierung, Segmentbogenfenster und Sohlbänke auf Konsolen, profiliertes Gurtgesims, im Obergeschoss Klinkerverblendmauerwerk, Rechteckfenster mit gerader Bedachung, darüber Reliefbänder aus farbigem glasiertem Terracotta (florale Ornamentik) profiliertes Kranzgesims mit Guttae, darunter mittig angeordnete Uhr, seitlich des Gebäudes je eine Toranlage mit Putzrustizierung und Bekrönung durch Fialen. | 08958274 |
| Weitere Bilder                          | Empfangsgebäude des Bahnhofs (Cottbusser Bahnhof, ehemals Leipziger Bahnhof) | Bahnhofstraße 4 (Karte)                                              | 1862 | In Kubatur und Wand-Öffnungs-Verhältnis weitgehend ursprünglich erhaltener Putzbau der Gründerzeit, baugeschichtlich, ortshistorisch und verkehrsgeschichtlich von Bedeutung. - Empfangsgebäude: klassizistischer dreiteiliger massiver Bau, Mittelteil (fünf Achsen) verbindet die beiden kubischen Seitenrisalite mit je drei Achsen, mit flachem Walmdach, im Erdgeschoss Rundbogenstil, im Obergeschoss gerade Fensterstürze, zwei Eingänge inklusive Freitreppen sind noch vorhanden, der dritte fehlt, die Treppe desgleichen, Fenster mit zum Teil noch alter Sprossung, v. a. Schienenseite, dort auch noch Lisenengliederung (mit Kämpfern) in der Mittelachse; vorn bekrönte Uhr im Dachbereich der Mittelachse, innen nichts oder kaum Originales vorhanden - Lokschuppen (Abbruch 2007): massiv, allseits von Gleisen umgeben, ist Besonderheit, 3x10 Achsen, Schmalseiten Rundbogenstil, Langseiten Segmentbögen, flaches überstehendes Satteldach, dadurch Anklänge an den zeitgen. Schweizerstil | 08955618 |
| Direkt Bild zu diesem Denkmal hochladen | Bürgersteig | Berliner Straße (Karte)                                              | 18. Jahrhundert | Seltenes Beispiel eines noch erhaltenen angeböschten Granitpflasterfußweges, von stadtentwicklungs- und verkehrsgeschichtlicher Bedeutung. Angeböschter Fußweg mit Granitpflastersteinen und Granitplatten. | 09302550 |
| Direkt Bild zu diesem Denkmal hochladen | Türgewände mit Schlussstein | Berliner Straße 1 (Karte)                                            | Bezeichnet mit 1744 | Sandsteinportal, Relikt der ursprünglichen Bebauung nach dem Stadtbrand von 1744, handwerklich-künstlerisch von Bedeutung. Sandsteintürgewände mit Schlussstein, im Segmentbogen Inschrift „Der Herr ist mein Hort und mein Heil“, im Schlussstein bezeichnet mit „JRS 1744“, in der Mitte Relief eines Handschuhs, historisches Türblatt. | 08958411 |
|                                         | Wohnhaus in Ecklage und in geschlossener Bebauung | Berliner Straße 2 (Karte)                                            | Bezeichnet mit 1745 | Mit Laden, im Kern barockes Gebäude mit gründerzeitlicher Putzfassade, baugeschichtlich und städtebaulich von Bedeutung. Zweigeschossiger Putzbau mit betonter Ecknutung, profilierte Steingewände im Erdgeschoss, profilierte Sandsteintürgewände mit Schlussstein, dort bezeichnet mit 1745, originale Tür, Putzgliederung im Obergeschoss, Walmdach. | 08958399 |
| Direkt Bild zu diesem Denkmal hochladen | Wohnhaus in geschlossener Bebauung | Berliner Straße 3 (Karte)                                            | Mitte 18. Jahrhundert | Putzbau mit Segmentbogenportal, weitestgehend original erhaltenes Gebäude innerhalb des Straßenzuges, baugeschichtlich und städtebaulich von Bedeutung. Zweigeschossiger Putzbau mit Sandsteinfenstergewänden in beiden Geschossen, im Erdgeschoss Segmentbogenfenster und -tür mit Schlussstein (im Segmentbogen auf der rechten Hälfte noch Reste einer Inschrift „...ADIUTORIUM...“), profiliertes Gurtgesims, Kranzgesims, Dachhäuschen, Satteldach, Biberschwanz-Kronendeckung. | 08958398 |
| Direkt Bild zu diesem Denkmal hochladen | Türgewände mit Schlussstein | Berliner Straße 6 (Karte)                                            | Bezeichnet mit 1744 | Sandsteinportal, Relikt der Bebauung nach dem Stadtbrand von 1744, handwerklich-künstlerisch von Bedeutung. Sandsteintürgewände im Schlussstein bezeichnet mit 1745, im Segmentbogen bezeichnet mit „DORIA PROTECTORIS“. | 08958397 |
| Direkt Bild zu diesem Denkmal hochladen | Wohnhaus in geschlossener Bebauung | Berliner Straße 7 (Karte)                                            | Bezeichnet mit 1745 | Mit Laden, gründerzeitliche Putzfassade, im Kern barock, eines der ältesten original erhaltenen Gebäude im Stadtkern nach dem Brand, baugeschichtlich und städtebaulich von Bedeutung. Zweigeschossiger Putzbau mit profilierten Steingewänden im Erdgeschoss, Segmentbogentürgewände mit Schlussstein, dort bezeichnet mit 1745, profiliertes Gurtgesims, im Obergeschoss Putzgliederung. | 08958396 |
| Direkt Bild zu diesem Denkmal hochladen | Wohnhaus in geschlossener Bebauung | Berliner Straße 10 (Karte)                                           | Bezeichnet mit 1744 | Mit Laden, Putzbau mit schönem Türportal, Teil der alten Stadtstruktur nach dem Brand von 1744, baugeschichtlich und städtebaulich von Bedeutung. Zweigeschossiger Putzbau, profiliertes Gurt- und Kranzgesims, im Obergeschoss Putzgliederung, steiles Satteldach, Sandsteintürgewände, Türblatt 19. Jahrhundert, im Schlussstein bezeichnet mit „DFS 1744“. | 08958477 |
| Direkt Bild zu diesem Denkmal hochladen | Wohnhaus in geschlossener Bebauung | Berliner Straße 12 (Karte)                                           | Nach 1744 | Authentisch erhaltenes Gebäude, ehemals mit Gaststätte, das kurz nach dem Stadtbrand errichtet wurde, baugeschichtlich und städtebaulich von Bedeutung. Zweigeschossiger Putzbau, im Erdgeschoss Putznutung, profilierte Sandsteingewände, Segmentbogentürgewände aus Sandstein, zwischen Erdgeschoss und Obergeschoss Putzband mit Inschrift „Restauration Robert Beckert“, profiliertes Gurtgesims, hohes Satteldach. | 08958395 |
| Direkt Bild zu diesem Denkmal hochladen | Wohnhaus in geschlossener Bebauung | Berliner Straße 14 (Karte)                                           | Nach 1744 | Mit Laden, Teil der Bebauung nach dem Stadtbrand, baugeschichtlich und städtebaulich von Bedeutung. Zweigeschossiger Putzbau, im Erdgeschoss Segmentbogenfenster, profilierte Segmentbogentür, originale Haustür, profiliertes Gurtgesims, im Obergeschoss profilierte Steingewände, sieben Achsen, Kranzgesims mit Zahnschnitt, hohes Satteldach. | 08958394 |
| Direkt Bild zu diesem Denkmal hochladen | Wohnhaus in Ecklage und in geschlossener Bebauung | Berliner Straße 15 (Karte)                                           | Ende 16. Jahrhundert (Gebäudeteil); 2. Hälfte 19. Jahrhundert (Wohnhaus)                                                    | Gründerzeitliche Putzfassade, mit Gebäudeteil aus der Renaissance, eines der ältesten erhaltenen Häuser der Stadt, baugeschichtlich und städtebaulich von Bedeutung. Zweigeschossiger Putzbau mit abgeflachter Ecke und achtachsigem erhaltenem Renaissance-Baukörper, im jüngeren Teil im Erdgeschoss Putznutung, profiliertes Gurtgesims, im Obergeschoss profilierte Steinfenstergewände, profiliertes Kranzgesims, Walmdach, Biberschwanz-Kronendeckung, Renaissance-Anbau mit profilierten Sandsteinfenstergewänden, Kranzgesims mit Zahnschnitt. | 08958392 |
|                                         | Wohnhaus in Ecklage und in geschlossener Bebauung | Berliner Straße 19a (Karte)                                          | Im Kern wohl 16. Jahrhundert; nach 1744                                                                                     | Durch markante Lage von straßenbildprägender Wirkung, baugeschichtlich und städtebaulich von Bedeutung, ein Grundstück mit Neumarktgasse 16 und 16a. Zweigeschossiger Putzbau, 4:4 Achsen, Segmentbogenfenster im Obergeschoss, Segmentbogentür mit Schlussstein, profiliertes Gurtgesims, im Obergeschoss gerader Fensterabschluss, profilierte Steingewände, Dachausbau, an Seite zur Neumarktgasse eingeschossiger Volutengiebel mit reicher Dekoration und Muschelbekrönung, Walmdach, im Inneren noch Renaissancedecken erhalten. | 08958506 |
|                                         | Wohnhaus in geschlossener Bebauung | Berliner Straße 20 (Karte)                                           | Um 1880 | Beispiel des gründerzeitlichen Stadtausbaus in Formen des Spätklassizismus, städtebaulich von Bedeutung. Dreigeschossiger Putzbau, im Erdgeschoss und ersten Obergeschoss Pilastergliederung, zwei profilierte Gurtgesimse, im zweiten Obergeschoss profilierte Steingewände, Fenster mit gerader Bedachung und Sohlbänken auf Konsolen, mächtiges Kranzgesims, auf Konsolen lagernd, Dachhäuschen, Satteldach. | 08958457 |
|                                         | Kulturhaus | Berliner Straße 36 (Karte)                                           | 1952–1957, im Kern älter | Weitgehend authentisch erhaltenes, zeittypisches Gebäude von bau- und ortsgeschichtlicher Bedeutung. Massiver zweigeschossiger Putzbau über U-förmigem Grundriss, mit profilierten Fenstergewänden in beiden Geschossen, im Obergeschoss Rundbogenfenster, originale Eingangsbereiche, originale Innenausstattung (Lampen, Treppengeländer, Eintrittskartenhäuschen u. a.). Laut Aussage von H. Heerde (ehrenamtlicher Denkmalpfleger Landkreis Riesa-Großenhain) gab es an dieser Stelle einen Vorgängerbau von 1869, C. F. Riemer. | 08958261 |
| Direkt Bild zu diesem Denkmal hochladen | Wohnhaus in offener Bebauung | Berliner Straße 59 (Karte)                                           | Um 1930 | Zeittypischer Bau mit Art-Déco-Dekoration, außerhalb des Altstadtbereichs, baugeschichtlich von Bedeutung. Polygonsockel, zweigeschossiger Putzbau mit Auslucht an einer Gebäudeecke, auf nahezu quadratischem Grundriss, an Auslucht Reliefplatte, Dachausbau, Fledermausgaupen, Walmdach, Biberschwanzdeckung. | 08958410 |
| Direkt Bild zu diesem Denkmal hochladen | Villa | Berliner Straße 61 (Karte)                                           | Um 1915 | Zeittypischer Bau im Reformstil, aus der Phase der Stadterweiterung, baugeschichtlich von Bedeutung. Zweigeschossiger Putzbau, eine Seite mit Auslucht, eine Seite mit rückspringender Fassade, überdachter Eingangsbereich auf zwei Säulen mit Würfelkapitell, im oberen Bereich Balkon, Mansarddach, zur Straßenseite mit konvexem Dachausbau, Biberschwanzdeckung. | 08958408 |
| Direkt Bild zu diesem Denkmal hochladen | Villa mit Einfriedung | Berliner Straße 62 (Karte)                                           | Um 1880 | Zeittypischer, reichgegliederter Gründerzeitbau in der Nähe des Berliner Bahnhofs, baugeschichtlich von Bedeutung. Sockelgeschoss, darüber zweigeschossiger Putzbau mit flachem zweiachsigem Mittelrisalit und Balkon mit Balustrade im Erdgeschoss sowie Balkon mit schmiedeeisernem Zaun im Obergeschoss, der auf einer Säule und drei Pfeilern ruht, in beiden Geschossen profilierte Steingewände, im Erdgeschoss gerade Bedachung und Sohlbank auf Konsolen, im Obergeschoss Segmentbogen- bzw. Dreiecksgiebelbedachung auf Konsolen und Blumengirlanden, geschweifter Giebel mit seitlichen Pyramiden. | 08958409 |
| Direkt Bild zu diesem Denkmal hochladen | Ehemaliges Armenhaus (heute Wohnhaus) | Bobersbergstraße 14 (Karte)                                          | Bezeichnet mit 1807 | Baugeschichtlich und sozialgeschichtlich von Bedeutung. Zweigeschossiger Putzbau mit Sandsteinfenstergewänden, Wand-Öffnung-Verhältnis intakt, Segmentbogen mit Schlussstein erhalten, dieser mit Monogramm, darüber Krone und zwei Akanthuswedel, unten bezeichnet mit 1807, Walmdach. | 08958508 |
| Direkt Bild zu diesem Denkmal hochladen | Altenheim mit Park, Einfriedung und Luftschutzkeller | Bobersbergstraße 18 (Karte)                                          | Um 1900 (Altenheim); vor 1945 (Bunker)                                                                                      | Beispiel für zeittypische Bauweise im sozialen Pflegebereich, baugeschichtlich und sozialgeschichtlich von Bedeutung. Dreigeschossiger massiver Putzbau mit drei vorspringenden zweiachsigen Risaliten, Erdgeschoss Polygonmauerwerk, die zwei Obergeschoss verputzt, Risalit im Giebel mit Zierfachwerk mit Andreaskreuz und Krüppelwalmdach, Biberschwanzdeckung, im Inneren weitgehend original erhalten (Friese, Türen, Fenster). Vorn: kräftig profilierte Eingangsportale. Einfriedung: Bruchsteinmauer (saniert). Unterkellerte Wiese vor dem Pflegeheim – Luftschutzkeller mit Belüftungsschächten sowie Gänge abgedeckt, vermutlich vor dem Zweiten Weltkrieg. Der 2000 völlig umgebaute benachbarte Komplex des Heims (kein Denkmal) entstand laut Datierung 1868. | 08958213 |
| Direkt Bild zu diesem Denkmal hochladen | Wohnhaus in Ecklage und in geschlossener Bebauung | Braugasse 2 (Karte)                                                  | Mitte 18. Jahrhundert | Vermutlich ehemals Gasthof, ortsgeschichtlich von Bedeutung. Massiver, breitgelagerter dreigeschossiger Putzbau mit 8:6 Achsen, profiliertes Kranzgesims an Frontseite, im Erdgeschoss Segmentbogenfenster (vermutlich ehemals Gastraum), stehende Dachhäuschen, Walmdach. | 08958347 |
| Direkt Bild zu diesem Denkmal hochladen | Wohnhaus in offener Bebauung | Braugasse 3 (Karte)                                                  | Um 1910 | Singuläres Beispiel für Fassadengestaltung im Reformstil mit neobarockem Dekor, baugeschichtlich von Bedeutung. Zweigeschossiger Putzbau, zwischen den Geschossen zurückgelegte Putzfelder mit floraler Ornamentik, unter profiliertem Kranzgesims Schmuckband aus gekehlten Keramikfeldern, betonter Eingangsbereich durch aufwendig gestaltetes Eingangsportal mit neobarocken Schmuckformen, bauzeitliches Türblatt, Mansarddach, Biberschwanzdeckung. Gebäude bis September 2008 irrtümlich unter Nummer 5 in der Denkmalliste geführt. | 08958440 |
| Direkt Bild zu diesem Denkmal hochladen | Ehemalige Kelterei | Carl-Maria-von-Weber-Allee 12 (Karte)                                | 19. Jahrhundert | Zum Gut Stroga zugehörig, ortsgeschichtlich und wirtschaftsgeschichtlich von Bedeutung | 08959271 |
| Weitere Bilder                          | Fabrikgebäude der ehemaligen Tuchfabrik Johann Friedrich Caspari (am Walkdamm gelegen) | Carl-Maria-von-Weber-Allee 51 (Karte)                                | Bezeichnet mit 1903 | Putzbau mit Klinkergliederung, weitgehend original erhalten, baugeschichtlich und ortsgeschichtlich von Bedeutung, heute gewerbliche Nutzung. Dreigeschossiger Putzbau mit Lisenengliederung durch Klinker, horizontale Fassadengliederung durch Zahnschnitt und Deutsches Band, ornamentale Zuganker an den Lisenen, Kranzgesims, betonte Mitte durch großes Segmentbogenfenster mit Schlussstein, dort bezeichnet mit „J.F.C. 1903“. | 08958323 |
| Direkt Bild zu diesem Denkmal hochladen | Wohnhaus in halboffener Bebauung | Carl-Maria-von-Weber-Allee 71 (Karte)                                | 1. Hälfte 19. Jahrhundert                                                                                                   | Teil der alten Bebauung außerhalb des Stadtkerns, weitgehend original erhalten, baugeschichtlich und ortsgeschichtlich von Bedeutung. Polygonsockel, darauf schmaler zweigeschossiger Putzbau, Steingewände, profiliertes Gurtgesims, zum Teil originale Fensterläden, originale Winterfenster, originales Türblatt, seitlich angelegte Segmentbogeneinfahrt, Satteldach mit Walm, Biberschwanzdeckung. Laut ALK-Daten ohne Hausnummer. | 08958304 |
| Direkt Bild zu diesem Denkmal hochladen | Wohnhaus in halboffener Bebauung | Carl-Maria-von-Weber-Allee 71 (Karte)                                | Bezeichnet mit 1765 | Teil der alten Bebauung außerhalb des Stadtkerns, weitgehend original erhalten, rückwärtig Sandsteinportal mit Fisch-Relief und Datierung, baugeschichtlich und ortsgeschichtlich von Bedeutung. Zweigeschossiger Putzbau, Eingangsbereich mit profilierter gerader Bedachung und Putzfeld, Reste von Putzgliederung, Fenster im Obergeschoss mit Putzfaschen, zum Teil originale Fensterläden erhalten, originale Tür, rückwärtig Sandsteinportal mit Schlussstein, darauf Relief mit Fischmotiv und Datierung 1765. | 08958303 |
| Direkt Bild zu diesem Denkmal hochladen | Wohnhaus in halboffener Bebauung | Carl-Maria-von-Weber-Allee 81 (Karte)                                | Um 1870, linker Gebäudeteil wohl älter                                                                                      | Repräsentativer Bau mit aufwendiger gründerzeitlicher Fassadengliederung am Stadtring, baugeschichtlich und straßenbildprägend von Bedeutung. Zweigeschossiger Putzbau mit mittigem Turmbau, der durch Neorenaissanceformen gegliedert ist (Turmbau mit rechtem Gebäudeteil wohl eine Bauzeit), im Erdgeschoss Putznutung, profilierte Rundbogensteingewände, profiliertes Gurtgesims, im Obergeschoss Betonung der Fenster durch Pilaster, profiliertes Kranzgesims, Walmdach. Linker Gebäudeteil: Putznutung im Erdgeschoss, Blendbögen über den Fenstern, profiliertes Kranzgesims, Walmdach. | 08958301 |
| Direkt Bild zu diesem Denkmal hochladen | Mietvilla mit Einfriedung | Carl-Maria-von-Weber-Allee 85 (Karte)                                | Bezeichnet mit 1893 (in Wetterfahne)                                                                                        | Zeit- und ortstypisches Gebäude der Gründerzeit, mit rückwärtigem Turmanbau, Einfriedung besonders aufwendig, am Stadtring gelegen, bau- und stadtentwicklungsgeschichtlich von Bedeutung. Zweigeschossiger Putzbau mit profilierten Sandsteingewänden, im Erdgeschoss Rundbogenfenster, Erker im Erdgeschoss, Zwerchgiebel, teils Sattel-, teils Walmdach, rückwärtig Holzbalkon. Einfriedung: schmiedeeiserner Zaun und zwei Sandsteinpfeiler mit profilierten Abdeckplatten. 2002 umfänglich saniert, in Wetterfahne bezeichnet mit 1893 und 2002. | 08958318 |
| Direkt Bild zu diesem Denkmal hochladen | Mietshaus in halboffener Bebauung | Carl-Maria-von-Weber-Allee 87 (Karte)                                | Um 1910 | Gründerzeitliche Putzfassade mit Balkons, städtebaulich von Bedeutung. Massiver dreigeschossiger Putzbau mit profilierten Fenstergewänden, Erker über erstem und zweitem Obergeschoss mit seitlichen Balkonen, aufwendige seitliche Holzbalkone mit Farbglasfenstern, Satteldach mit Dachausbau. Fabrik (nach 2000 abgebrochen): dreigeschossiger Putzbau mit profiliertem Gurtgesims, Putzgliederung, originale Fenster mit Metallsprossen, flaches Dach, Fabrikgebäude. | 08958317 |
|                                         | Wohnhaus in halboffener Bebauung | Carl-Maria-von-Weber-Allee 89 (Karte)                                | Um 1840 | Weitgehend original erhaltener, aufwendig gestalteter Bau in straßenbildprägender Lage am Stadtring, baugeschichtlich von Bedeutung. Stattlicher zweigeschossiger Putzbau mit Mezzaningeschoss, aufwendige Putzgliederung komplett erhalten, im Erdgeschoss Putznutung, profiliertes Gurtgesims, im Obergeschoss profilierte Steingewände mit gerader Bedachung, originales Türblatt, Fensterläden im Erdgeschoss, im Mezzaningeschoss Okuli mit Pilastergliederung, Satteldach, Biberschwanzdeckung. | 08958322 |
| Direkt Bild zu diesem Denkmal hochladen | Wohnhaus (ehemaliger Schulbau) | Doernestraße 6 (Karte)                                               | Letztes Drittel 19. Jahrhundert                                                                                             | Gründerzeitlicher Klinkerbau, ortsgeschichtlich von Bedeutung. Über Polygonsockel zweigeschossiger Klinkerbau mit roten Schmuckziegeln als Wandgliederungselemente und im Fensterbereich, pilasterartige Gliederung zwischen den Fenstern, Gurtgesims, Walmdach, originale Haustür, 3:9 Achsen. | 08958206 |
| Weitere Bilder                          | Postmeilensäule | Dresdener Straße (Karte)                                             | Bezeichnet mit 1723; 2007 (Kopie)                                                                                           | Kursächsische Postmeilensäule (Sachgesamtheit); Kopie einer Distanzsäule, verkehrsgeschichtlich von Bedeutung. Aus Sandstein, in der typischen Form (mit Entfernungsangaben beschrifteter) Obelisk auf Sockel, mit Wappenstück sowie „AR“- Monogramm und Posthornzeichen. Die Säule ist eine Nachbildung der Torsäule vom Dresdner Tor, die 1741 aufgestellt wurde. Großenhain besaß ursprünglich vier Distanzsäulen, die jedoch im 19. Jahrhundert abgebrochen wurden. 2007 stellte man eine Kopie der Säule vom Dresdner Tor wieder auf. | 09304916 |
| Direkt Bild zu diesem Denkmal hochladen | Bürgersteig | Dresdner Straße (Karte)                                              | 18. Jahrhundert | Seltenes Beispiel eines noch erhaltenen angeböschten Granitpflasterfußweges, von stadtentwicklungs- und verkehrsgeschichtlicher Bedeutung. Angeböschter Fußweg mit Granitpflastersteinen und Granitplatten. | 09302553 |
| Direkt Bild zu diesem Denkmal hochladen | Reste eines Portals | Dresdner Straße 4 (Karte)                                            | Vermutlich um 1560 | Spolien als Zeugnis eines abgängigen Bürgerhauses und als Relikt der Renaissance von kunsthistorischer Bedeutung. Tympanonfeld mit Relief des Gottvaters über den Wolken, in der Rechten das Zepter, in der Linken die Weltkugel, Zwickel mit floralen Motiven eines ehemaligen Renaissanceportals, Sandstein, in sanierte Hauswand eingearbeitet. | 08958496 |
|                                         | Wohnhaus in geschlossener Bebauung | Dresdner Straße 5 (Karte)                                            | Mitte 19. Jahrhundert, im Kern wohl älter                                                                                   | Beispiel für vorgründerzeitliche Bebauung innerhalb des Straßenzuges, städtebaulich von Bedeutung. Zweigeschossiger Putzbau, im Erdgeschoss Ladenzone und zwei profilierte Segmentbogen-Fenstergewände, zwei profilierte Gurtgesimse, Obergeschoss mit Putznutung und Putzfaschen, Dachausbau, Satteldach. | 08958430 |
| Direkt Bild zu diesem Denkmal hochladen | Wohnhaus in geschlossener Bebauung | Dresdner Straße 8 (Karte)                                            | Um 1880 | Beispiel für gründerzeitliche Bebauung im Altstadtbereich,städtebaulich von Bedeutung. Dreigeschossiger Putzbau, Erdgeschoss Ladenzone, profilierte Fenstergewände, im ersten Obergeschoss mit Bedachung und Sohlbank, zwischen erstem und zweitem Obergeschoss kräftig profiliertes Gurtgesims, unter profiliertem Kranzgesims Blumenrosetten, Dachausbau, Satteldach. | 08958429 |
|                                         | Wohnhaus in geschlossener Bebauung (bauliche Einheit mit Schloßstraße 15) | Dresdner Straße 10 (Karte)                                           | Mitte 18. Jahrhundert | Baugeschichtlich und städtebaulich von Bedeutung | 08958721 |
| Direkt Bild zu diesem Denkmal hochladen | Wohnhaus in geschlossener Bebauung | Dresdner Straße 12 (Karte)                                           | Bezeichnet mit 1744 | Teil der barocken Stadtstruktur, hübsches Segmentbogenportal mit Brezel im Schlussstein, baugeschichtlich und städtebaulich von Bedeutung. Zweigeschossiger Putzbau mit Steingewänden (neu), Segmentbogentür mit Schlussstein, bezeichnet mit „JCK 1744“ und Brezel, gemalte Putzgliederung, profiliertes Kranzgesims, Dachausbau, Mansarddach. | 08958434 |
| Direkt Bild zu diesem Denkmal hochladen | Wohnhaus in Ecklage | Dresdner Straße 16 (Karte)                                           | Mitte 18. Jahrhundert | Mit Laden, markante Lage am Rande des Stadtrings, schlichter Putzbau, originale Ladenfront der Gründerzeit, baugeschichtlich und städtebaulich von Bedeutung. Zweigeschossiger Putzbau, 9:3 Achsen, einfache Putzgliederung, im Erdgeschoss profilierte Steingewände, im Erdgeschoss Portikusanlage mit vier Pilastern und korinthischen Kapitellen, Zahnschnitt im Gebälk und in Ädikula, Dachausbau, Walmdach. | 08958435 |
| Weitere Bilder                          | Wohnhaus (ohne Anbau), mit Torpfeiler | Dresdner Straße 18 (Karte)                                           | Um 1870, im Kern älter | Weitgehend original erhaltenes Gebäude mit aufwendiger Putzgliederung der Gründerzeit, baugeschichtlich und städtebaulich von Bedeutung. Zweigeschossiger Putzbau mit Putznutung im Erdgeschoss, profiliertes, unterbrochenes Gurtgesims, längsrechteckige Putzspiegel, 3:5 Achsen, an Frontseite zwischen den Fenstern Pilastergliederung mit reicher Ornamentik, profilierte Steingewände mit Fensterbänken auf Konsolen, Vorhangbogenmotiv als Bedachung, profiliertes Kranzgesims, Satteldach, eine Seite Walmdach, Torpfeiler, verputzter Pfeiler mit profilierter Abdeckplatte. | 08959270 |
|                                         | Wohnhaus in geschlossener Bebauung sowie zwei Nebengebäude und Pergola im Hof | Dresdner Straße 19 (Karte)                                           | Bezeichnet mit 1747 | Mit Läden, im Kern barockes Wohnhaus, Putzfassade zweite Hälfte 19. Jahrhundert, Teil der alten Stadtbebauung, baugeschichtlich und stadtentwicklungsgeschichtlich von Bedeutung. Zweigeschossiger Putzbau auf U-förmigem Grundriss, im Erdgeschoss Ladenzone verändert, Putzgliederung über beide Geschosse, profiliertes Gurt- und Kranzgesims, im Obergeschoss vermutlich Sandsteinfenstergewände, originale Fenster, oberhalb der Fenster vegetabile Putzgliederung, drei Dachhäuschen, Satteldach, Biberschwanz-Kronendeckung, Innenhof: mit originalem Tor und Türblatt. Innenraum: barocke Stuckdecke, originale historische Tür, zweibogige Pergola mit Zierwerk in der Bogenfüllung, darin je ein Medaillon mit dem Initial „B“. | 08958487 |
|                                         | Drei Fabrikhallen (ehemals Großenhainer Webstuhl- und Maschinenfabrik und VEB Textima Webstuhlbau Großenhain) | Dresdner Straße 22, 24 (Karte)                                       | Ende 19. Jahrhundert | Beispiel für gründerzeitliche Industriearchitektur in Großenhain, ortsgeschichtlich und ortsbildprägend von Bedeutung. Drei parallel angeordnete Fabrikhallen mit geschweiften Giebeln, Putzgliederung, Lisenengliederung an den Giebelseiten, Oberlichter auf geschweiften Dächern, Anbau aus Klinkern mit sieben tiefen Portalnischen, davon drei mit Rundbogenfenstern versehen, auch hier Oberlichter sowie drei Entlüftungsessen, Zahnschnittkranzgesims, zum Teil saniert. | 08958312 |
|                                         | Türgewände mit Schlussstein | Dresdner Straße 23 (Karte)                                           | Bezeichnet mit 1745 | Sandsteinportal, Relikt der Bebauung nach dem Stadtbrand von 1744, barocker Schlussstein mit floralem Schmuck, handwerklich-künstlerisch von Bedeutung. Scharriertes Sandsteintürgewände mit Schlussstein, darin Initiale und floraler Schmuck. | 08958501 |
| Direkt Bild zu diesem Denkmal hochladen | Gasthaus „Stadt Dresden“ in Ecklage | Franz-Schubert-Allee 1 (Karte)                                       | Um 1860/1870 | Stattlicher Bau in markanter Ecklage, gründerzeitliche Putzfassade, städtebaulich und ortsgeschichtlich von Bedeutung. Zweigeschossiger Putzbau, im Erdgeschoss Putznutung an den Ecken, 7:8 Achsen, im Erdgeschoss Segmentbogenfenster, Steingewände, profiliertes Gurtgesims, im Obergeschoss profilierte Steingewände und gerade Fensterbedachung im Wechsel mit Dreiecksbedachungen, profiliertes Kranzgesims, Walmdach mit Dachausbau. | 08958284 |
|                                         | Wohnhaus in halboffener Bebauung | Franz-Schubert-Allee 2 (Karte)                                       | 2. Hälfte 19. Jahrhundert                                                                                                   | Interessant gestaltete Putzfassade der Gründerzeit mit Drillingsfenster (Palladio-Motiv) im Giebel, baugeschichtlich und städtebaulich von Bedeutung. - Wohnhaus: zweigeschossiger Putzbau mit geschweifter, eingezogener Ecke, Putznutung an den Ecken, Sandsteinfenstergewände, am Giebel Putzgliederung, im Giebeldreieck Triforienfenster, Satteldach - Seitengebäude: zweigeschossiger Putzbau, Sandsteinfenstergewände, Segmentbogentür, Satteldach, Torpfeiler: Bruchstein, verputzt, Abdeckplatten - Einfriedung: Teil der alten Stadtmauer aus Bruchsteinmauerwerk, nach oben dreiecksförmig abschließend Nebengebäude im Hof sowie zwei Torpfeiler vor 2011 abgebrochen. | 08958458 |
| Direkt Bild zu diesem Denkmal hochladen | Schulgebäude (ohne Anbau) | Franz-Schubert-Allee 4 (Karte)                                       | 19. Jahrhundert | Als ehemaliges Bezirksarmenhaus und frühere Knabenschule von orts- und sozialgeschichtlicher Bedeutung. Stattlicher massiver dreigeschossiger Putzbau, 4:16 Achsen, Mezzaningeschoss, profilierte Steingewände, profiliertes Kranzgesims, Walmdach. | 08958492 |
| Weitere Bilder                          | Schulgebäude (mehrflügelige Anlage) mit angebauter Turnhalle (Bürgerschule, Goethe-Oberschule, Werner-von-Siemens-Gymnasium Großenhain) | Franz-Schubert-Allee 29 (Karte)                                      | 1890 | Größter Schulbau Sachsens, prächtiges Gründerzeitgebäude, baugeschichtlich, ortsgeschichtlich und straßenbildprägend von Bedeutung. Stattlicher dreigeschossiger Putzbau auf H-förmigem Grundriss, mit Anbau, dreiachsiger rustizierter Mittelrisalit mit drei großen, original erhaltenen rundbogigen Eingangstüren, darüber Rechteck- und große Rundbogenfenster, im ersten Obergeschoss Rechteckfenster, zum Teil mit Dreiecksgiebelabschluss und gerader Bedachung, profiliertes Gurtgesims, kräftig profiliertes Kranzgesims mit Zahnschnitt, Walmdach mit zwei oktogonalen Turmaufbauten. | 08958275 |
| Direkt Bild zu diesem Denkmal hochladen | Wohnhaus in geschlossener Bebauung | Franz-Schubert-Allee 41 (Karte)                                      | Mitte 18. Jahrhundert | Putzbau mit Segmentbogenportal, Teil der alten Ringbebauung, baugeschichtlich und städtebaulich von Bedeutung. Zweigeschossiger Putzbau, vier Achsen, im Erdgeschoss profilierte Steingewände, hohes Satteldach, Biberschwanz-Kronendeckung. | 08958479 |
| Direkt Bild zu diesem Denkmal hochladen | Wohnhaus in geschlossener Bebauung | Frauengasse 1 (Karte)                                                | Bezeichnet mit 1745 | Putzbau mit Segmentbogenportal, weitgehend original erhaltenes Gebäude, das unmittelbar nach dem Stadtbrand errichtet wurde, baugeschichtlich und städtebaulich von Bedeutung. Zweigeschossiger Putzbau mit Sandsteinfenstergewänden, Segmentbogentür mit Schlussstein, dort bezeichnet mit 1745, originale Fenster und Tür, Satteldach, Biberschwanz-Kronendeckung. | 08958375 |
| Direkt Bild zu diesem Denkmal hochladen | Türgewände mit Schlussstein | Frauengasse 4 (Karte)                                                | Bezeichnet mit 1747 | Sandsteinportal, Zeugnis für den Wiederaufbau nach dem Stadtbrand von 1744, handwerklich-künstlerisch von Bedeutung. Schlussstein farbig gefasst, bezeichnet mit „G.H.V. 1747“, Türgewände vermutlich unter Putz erhalten. | 08958482 |
| Direkt Bild zu diesem Denkmal hochladen | Wohnhaus in geschlossener Bebauung | Frauengasse 11 (Karte)                                               | Bezeichnet mit 1747 | Mit Laden, im Kern barockes Gebäude mit gründerzeitlicher Putzfassade und originaler Ladenfront, baugeschichtlich und städtebaulich von Bedeutung. Zweigeschossiger Putzbau mit Sandsteinfenstergewänden im Erdgeschoss, Putznutung im Erdgeschoss, im Obergeschoss Putzgliederung, kräftig profiliertes, unterbrochenes Kranzgesims, zum Teil mit Zahnschnitt, Schlussstein mit Volute am Segmentbogenportal, farbig gefasst, bezeichnet mit „R.O. / 1888 / 1747“. | 08958481 |
|                                         | Wohnhaus in Ecklage und in geschlossener Bebauung | Frauengasse 22 (Karte)                                               | Bezeichnet mit 1744 | Schlichter Putzbau, Segmentbogenportal mit reich verziertem Schlussstein, gehört zur alten Stadtteilbebauung Ecke Dresdner Straße und in Verlängerung der Schloßstraße, baugeschichtlich und städtebaulich von Bedeutung. Breitgelagerter zweigeschossiger Putzbau mit 4:4 Achsen, profiliertes Gurtgesims, aufgemalte Fassadengliederung, Segmentbogentür aus Sandstein mit reich verziertem Schlussstein, dort bezeichnet mit 1744, Dachausbau, Walmdach | 08958428 |
| Direkt Bild zu diesem Denkmal hochladen | Wohnhaus in Ecklage und in geschlossener Bebauung | Frauenmarkt 1 (Karte)                                                | Nach 1744 | Teil der Marktplatzbebauung nach dem Stadtbrand von 1744, baugeschichtlich und städtebaulich von Bedeutung. Breitgelagerter, massiver dreigeschossiger Putzbau mit 5:7 Achsen, Putznutung im Erdgeschoss, profiliertes Gurtgesims, profilierte Steingewände, Putzbänder zwischen den Fenstern in beiden Obergeschoss, hohes Walmdach. | 08958365 |
| Direkt Bild zu diesem Denkmal hochladen | Wohnhaus in geschlossener Bebauung | Frauenmarkt 2 (Karte)                                                | Bezeichnet mit 1747 | Weitgehend original erhaltenes, reich gegliedertes, barockes Gebäude, nach dem Stadtbrand von 1744 eines der ersten am Frauenmarkt, ehemaliges Bürgermeisterhaus, baugeschichtlich und ortsgeschichtlich von Bedeutung. Dreigeschossiger Putzbau mit sieben Achsen, im Erdgeschoss Putznutung, die mittlere der sieben Achsen als zweigeschossiger Rechteckerker mit Dreiecksgiebelabschluss betont, darin bezeichnet mit 1747, Pilastergliederung mit ionischen und korinthischen Kapitellen, zum Teil profilierte Fenstergewände mit gerader Bedachung auf vergoldeten Konsolen, profiliertes Gurtgesims, Wappen über Eingangsportal, sehr hohes Satteldach mit Biberschwanzdeckung. | 08958384 |
| Direkt Bild zu diesem Denkmal hochladen | Wohnhaus in geschlossener Bebauung | Frauenmarkt 3 (Karte)                                                | Bezeichnet mit 1897 | Mit Laden, zeittypisches gründerzeitliches Gebäude in unmittelbarer Nähe zum Hauptmarkt, Klinkerfassade, baugeschichtlich und städtebaulich von Bedeutung. Dreigeschossiger Putzbau, Erdgeschoss Putznutung, im ersten und zweiten Obergeschoss Klinkerverblendmauerwerk, profilierte Fenstergewände in beiden Geschossen, im ersten Obergeschoss gerade und Dreiecksgiebelbedachung, im zweiten Obergeschoss Rundbogenbedachung aus Klinkern, stark profiliertes Kranzgesims, eingeschossiger Volutengiebel als Dachausbau, im Giebel bezeichnet mit 1897, Satteldach. | 08958367 |
| Direkt Bild zu diesem Denkmal hochladen | Wohn- und Geschäftshaus in geschlossener Bebauung | Frauenmarkt 4 (Karte)                                                | Um 1910, nachträglich bezeichnet mit 1744, älterer Kern (?)                                                                 | Vermutlich ehemals Weinhandlung, weitgehend original erhaltenes und sehr dekorativ gestaltetes Gebäude, baugeschichtlich und städtebaulich von Bedeutung. Dreigeschossiger Putzbau mit vier Achsen, im Erdgeschoss Ladenzone mit Putzornamentfeldern über den Türen, im Schlussstein nachträglich bezeichnet mit 1744, profiliertes Gurtgesims, Lisenengliederung, mittige Lisene über beide Geschosse, unter den Fenstern im ersten Obergeschoss Masken, Fruchtornamentik als oberer Lisenenabschluss (Trauben, Ananas, Trauben sowie Eichhörnchen und Papagei), Mansarddach mit Dachgiebelausbau. | 08958385 |
| Direkt Bild zu diesem Denkmal hochladen | Wohnhaus in geschlossener Bebauung | Frauenmarkt 5 (Karte)                                                | Ende 19. Jahrhundert | Gründerzeitliche Putzfassade, zeittypisches Gebäude in unmittelbarer Nähe zum Hauptmarkt, baugeschichtlich und städtebaulich von Bedeutung. Dreigeschossiger Putzbau mit Mezzanin und Putznutung im Erdgeschoss, Putzgliederung in beiden Obergeschoss, Putzfaschen, neuer Dachausbau mit Giebelabschluss, saniert. | 08958368 |
| Direkt Bild zu diesem Denkmal hochladen | Wohnhaus (mit zwei Hausnummern) in geschlossener Bebauung | Frauenmarkt 6, 8 (Karte)                                             | 19. Jahrhundert | Gebäude mit aufwendiger Fassadengliederung als Teil der marktplatznahen Bebauung, baugeschichtlich und städtebaulich von Bedeutung. Dreigeschossiger Putzbau mit sieben Achsen, Erdgeschoss und erstes Obergeschoss Putznutung, profilierte Fenstergewände, zwischen erstem und zweitem Obergeschoss Putzspiegel mit Kartuschen und vegetabilen Ornamenten, im zweiten Obergeschoss drei Fenster mit aufgeputzter Dreiecksgiebelbedachung, profiliertes Gurtgesims, Kranzgesims mit Zahnschnitt, Dachausbau, Satteldach. | 08958387 |
| Direkt Bild zu diesem Denkmal hochladen | Wohnhaus in geschlossener Bebauung | Frauenmarkt 7 (Karte)                                                | Um 1910 | Mit Laden, weitgehend original erhaltener zeittypischer Bau in Marktplatznähe, baugeschichtlich und städtebaulich von Bedeutung. Dreigeschossiger Putzbau, im Erdgeschoss originale Ladenzone, erstes und zweites Obergeschoss mit Putzgliederung, flache Pilaster mit Fruchtgehängen, Dachausbau, Mansarddach, Biberschwanzdeckung. | 08958369 |
| Direkt Bild zu diesem Denkmal hochladen | Wohnhaus in geschlossener Bebauung | Frauenmarkt 11 (Karte)                                               | Bezeichnet mit 1745 (Portal); um 1880 (Wohnhaus)                                                                            | Mit Laden, gründerzeitlicher Klinkerbau mit älterem, barocken Portal, baugeschichtlich und städtebaulich von Bedeutung. Dreigeschossiger Bau, im Erdgeschoss Ladenzone Originalsubstanz des Gebäudes von 1745, die Obergeschoss mit Klinkerverblendmauerwerk, profilierte Steingewände, im ersten Obergeschoss Dreiecksgiebelbedachung, im zweiten Obergeschoss gerade Bedachung, Dacherker, Sohlbänke auf Konsolen, profiliertes Kranzgesims, Satteldach. | 08958371 |
| Direkt Bild zu diesem Denkmal hochladen | Wohnhaus in geschlossener Bebauung | Frauenmarkt 12 (Karte)                                               | Mitte 19. Jahrhundert, im Kern älter                                                                                        | Mit Laden, Teil der marktplatznahen Bebauung, gründerzeitliche Putzfassade, baugeschichtlich und städtebaulich von Bedeutung. Zweigeschossiger Putzbau, im Erdgeschoss Ladenzone mit Putzrustizierung, profiliertes Gurtgesims, im Obergeschoss profilierte Fenstergewände mit Bedachung und Sohlbank, darunter Putzspiegel, profiliertes Kranzgesims, Dachausbau, Satteldach. | 08958431 |
| Direkt Bild zu diesem Denkmal hochladen | Handelshaus in Ecklage und in geschlossener Bebauung (ehemals Handelshaus Hülsotter) | Frauenmarkt 14 (Karte)                                               | Nach 1744, im Kern wohl älter                                                                                               | Mächtiger zweigeschossiger Putzbau, Teil der alten Frauenmarktbebauung, baugeschichtlich und städtebaulich von Bedeutung. Mit 3:11 Achsen, im Erdgeschoss Rundbogenfenster, aufgemalte Putzgliederung als Putzspiegel unter Fenstern des Obergeschosses, im Obergeschoss Fenster mit gerader Bedachung, Fassade durch flachen Risalit gegliedert, Eingangsportal leicht hervortretend, hohes, mächtiges Walmdach. | 08958386 |
| Direkt Bild zu diesem Denkmal hochladen | Wohn- und Geschäftshaus (mit zwei Hausnummern) in geschlossener Bebauung | Frauenmarkt 26, 28 (Karte)                                           | Um 1900 | Beispiel für Gründerzeitbebauung im Altstadtkontext, weitgehend originaler Zustand, baugeschichtlich und städtebaulich von Bedeutung. Dreigeschossiger Bau, Erdgeschoss Ladenzone stark verändert, obere Geschosse in Klinkerverblendmauerwerk mit Steingewänden, Erker in der Mittelachse, Kranzgesims, Sohlbänke im zweiten Obergeschoss, Mansardgiebeldach. | 08958432 |
| Direkt Bild zu diesem Denkmal hochladen | Mietshaus in geschlossener Bebauung | Frauenmarkt 27 (Karte)                                               | Bezeichnet mit 1900 | Mit Laden, zeittypischer Gründerzeitbau mit Klinkerfassade in geschlossenem historischem Straßenraum, städtebaulich von Bedeutung. Dreigeschossiger Bau, im Erdgeschoss Ladenzone, die Obergeschoss mit Klinkerverblendmauerwerk, profilierte Steingewände, im ersten Obergeschoss Sohlbänke mit Putzspiegeln, gerade und Dreiecksgiebelbedachung, im zweiten Obergeschoss Segmentbedachung aus Klinkern, Mansarddach mit Giebelausbau, im Giebel bezeichnet mit 1900. | 08958372 |
| Direkt Bild zu diesem Denkmal hochladen | Wohnhaus in geschlossener Bebauung | Frauenmarkt 29 (Karte)                                               | Um 1914 | Singuläres Beispiel für späteren Jugendstil unter Reformstileinflüssen, baugeschichtlich von Bedeutung. Dreigeschossiger Putzbau, Fassadengliederung durch Rechteckfenster im ersten Obergeschoss und zwei seitliche, hervortretende Rechteckfenster im zweiten Obergeschoss sowie dort mittig angeordnetes Drillingsfenster mit Rundbögen, zwischen erstem und zweitem Obergeschoss Blattkränze aus Stuck, Satteldach, bauzeitliche Haustür. | 08958493 |
| Direkt Bild zu diesem Denkmal hochladen | Wohnhaus in geschlossener Bebauung | Frauenmarkt 30 (Karte)                                               | Um 1900 | Mit Ladenzone, Teil der gründerzeitlichen Neubebauung am unteren Frauenmarkt, städtebaulich von Bedeutung. Dreigeschossiger Putzbau, Erdgeschoss Ladenzone original erhalten, zwei profilierte Gurtgesimse, Putzgliederung, Dacherker, Satteldach, Zahnschnitt unter durchbrochenem Kranzgesims, originale Tür. | 08958433 |
| Direkt Bild zu diesem Denkmal hochladen | Gasthaus „Großenhainer Husarenstuben“ in geschlossener Bebauung | Frauenmarkt 31 (Karte)                                               | Nachträglich bezeichnet mit 1747                                                                                            | Teil der ursprünglichen Bebauung am Frauenmarkt nach dem Stadtbrand von 1744, ortshistorische Bedeutung. Zweigeschossiger Putzbau mit Putznutung im Erdgeschoss, Segmentbogentor mit Schlussstein, dort bezeichnet mit „Anno Domini 1747 MB zu Hayn“, Obergeschoss Putzgliederung, profilierte Steingewände, profiliertes Kranzgesims, steiles Satteldach mit Biberschwanz-Kronendeckung, zwei Dachhäuschen. | 08958373 |
| Direkt Bild zu diesem Denkmal hochladen | Wohnhaus in Ecklage und in geschlossener Bebauung | Frauenmarkt 33 (Karte)                                               | Nach 1744 | Markant gelegener Teil der alten Frauenmarktbebauung, baugeschichtlich und städtebaulich von Bedeutung. Zweigeschossiger Putzbau, 5:4 Achsen, im Obergeschoss Steingewände, im Inneren im Erdgeschoss Kreuzgratgewölbe erhalten, hohes Krüppelwalmdach. | 08958480 |
| Direkt Bild zu diesem Denkmal hochladen | Wohnhaus in Ecklage | Frohngäßchen 2 (Karte)                                               | Nach 1744 | Weitgehend original erhaltener Bau in markanter Lage im Altstadtkern, baugeschichtlich und städtebaulich von Bedeutung. Breitgelagerter zweigeschossiger Putzbau, 5:5 Achsen, im Erdgeschoss zum Teil profilierte Sandsteingewände, breites und hohes Walmdach, profiliertes Kranzgesims. | 08958484 |
|                                         | Relief an einem Wohnhaus | Gabelsbergerstraße 1 (Karte)                                         | Um 1580 | Original erhaltenes Relikt der einstigen Renaissancebebauung Großenhains, von orts- und kunstgeschichtlicher Bedeutung. Sandsteinrelief in einer Triumphbogenarchitektur, mit der Darstellung des gekreuzigten Christus, davor kniend der hl. Hieronymus in betender Haltung mit Löwen im Vordergrund, als Bekrönung zwei Fische, dazwischen Relief eines Christusschopfes (?). Wohnhaus ehemals mit Gaststätte Bayrischer Hof: An Stelle des heutigen Gebäudes stand ein 1540 errichtetes Brauhaus. Dieses Brauhaus ist 1865 abgebrannt und als „Bairische Bierstube“ wieder aufgebauten worden (laut Informationstafel am Haus). Den Wiederaufbau als Bierstube bestätigt die Bauakte zum Objekt im Stadtarchiv. Ein Umbauplan zeigt, dass beträchtliche Teile des Mauerwerkes im Erd- und Obergeschoss von 1865 stammen. Nur noch wenige Teile waren nach Beendigung des Umbaus älter, darunter ein Gewölbe im Erdgeschoss und Bereiche der Außenmauern in beiden Geschossen. Vieles von der älteren Substanz (einiges auch von der Substanz aus dem Jahre von 1865) ist in jüngerer Zeit, u. a. durch eine Modernisierung von 1924, verloren gegangen. Das trifft insbesondere auf das erwähnte Gewölbe zu. Möglicherweise ist es im Zusammenhang mit der Vergrößerung des Gastraumes entfernt worden. Nach dem hier dargelegten handelt es sich bei der Gabelsberger Straße 1 in Großenhain um einen baugeschichtlich und städtebaulich unbedeutenden Bau vor allem aus der zweiten Hälfte des 19. und frühen 20. Jahrhunderts. | 08958474 |
|                                         | Wohnhaus in halboffener Bebauung | Gabelsbergerstraße 2 (Karte)                                         | Vor 1745 | Teil der alten Ortsstruktur in Kirchnähe, baugeschichtlich und städtebaulich von Bedeutung. Zweigeschossiger Putzbau mit Putzgliederung im Erdgeschoss, profiliertes Gurt- und Kranzgesims, abgeflachte Ecke, zwei Okuli im Giebel, Satteldach. | 08958473 |
|                                         | Wohnhaus in geschlossener Bebauung | Gabelsbergerstraße 5 (Karte)                                         | Ende 16. Jahrhundert | Mit Renaissance-Sitznischenportal, eines der ältesten erhaltenen Häuser vor dem Stadtbrand von 1744, baugeschichtlich von Bedeutung. Zweigeschossiger Putzbau mit profilierten Fenstergewänden (zum Teil aus der Renaissance erhalten), Sitznischenportal mit Beschlagwerk und Zahnschnittarchivolte, im Wappen „WK“, historisches Türblatt, Satteldach. | 08958391 |
| Direkt Bild zu diesem Denkmal hochladen | Wohnhaus in geschlossener Bebauung | Gabelsbergerstraße 7 (Karte)                                         | Im Kern 16. Jahrhundert | Mit Ladenzone, eines der bei den Stadtbränden nicht vollständig zerstörten Gebäude in Großenhain mit historischer Bausubstanz aus dem 16. Jahrhundert, Putzfassade um 1900, baugeschichtlich und hausgeschichtlich von Bedeutung. Dreigeschossiger Putzbau, im Erdgeschoss Ladenzone, im ersten und zweiten Obergeschoss einfache Putzgliederung, profilierte Steingewände im ersten Obergeschoss, Putzfaschen im zweiten Obergeschoss, originale Haustür, Satteldach, enthält im Inneren Bausubstanz des 16. Jahrhunderts, z. B. profilierte und bemalte Holzbalkendecken. | 08958491 |
| Direkt Bild zu diesem Denkmal hochladen | Hochwassermarken bzw. Wasserstandsanzeiger an der Röder | Gerberdamm (Karte)                                                   | Bezeichnet mit 1828 (Hochwassermarke); bezeichnet mit 1880 (Hochwassermarke)                                                | Ortshistorische Bedeutung. Wassermarken, bezeichnet mit 1880, 1828 und 1977. | 08958315 |
| Direkt Bild zu diesem Denkmal hochladen | Gasthaus „Der Bergkeller“ (Ballhaus) mit Anbau, Terrasse und Freitreppe | Großraschützer Straße 1 (Karte)                                      | Um 1880 | Relikt der Vorstadtbebauung, baugeschichtlich und ortsgeschichtlich von Bedeutung. Zweigeschossiger Bruchsteinbau, verputzt, vorspringender Saalteil mit hohen Rundbogenfenstern, im Erdgeschoss Segmentbogenfenster, Reste von Putzgliederung, im linken Teil Rundbogen-Zwillingsfenster, Lisenengliederung, Gurtgesims, profiliertes Kranzgesims, Mansarddach. | 08958413 |
| Direkt Bild zu diesem Denkmal hochladen | Wohnhaus in geschlossener Bebauung | Gutenbergstraße 1 (Karte)                                            | Um 1890 | Zeit- und ortstypischer Bau der Gründerzeit, im Zuge der Stadterweiterung erbaut, städtebaulich von Bedeutung. Polygonsockel, zweigeschossiger Putzbau mit profilierten Steingewänden in beiden Geschossen, profiliertes Kranzgesims, originale Fenster, originales Türblatt, Dachausbau, mittleres Dachhäuschen mit seitlichen Voluten, Mansarddach. | 08958307 |
| Direkt Bild zu diesem Denkmal hochladen | Fabrikgebäude (ehemals Feilenhauerei Karpinski) | Gutenbergstraße 2 (Karte)                                            | Um 1890 | Zeugnis für Industrialisierung im Bereich der Stadterweiterung um 1900, ortsgeschichtlich von Bedeutung. Stattlicher dreigeschossiger Putzbau mit Lisenengliederung und Eckbetonung, Klinkergliederung zwischen Erdgeschoss und Obergeschoss, Zahnschnitt, 3:9 Achsen, Segmentbogengliederung aus Klinkern über den Fenstern im ersten und zweiten Obergeschoss, Zahnschnitt-Kranzgesims, Satteldach, originale Tür. Bau wurde laut Aussage von H. Heerde (ehrenamtlicher Denkmalpfleger Landkreis Riesa-Großenhain) ursprünglich als Kaserne erbaut. | 08958306 |
| Direkt Bild zu diesem Denkmal hochladen | Kasernengebäude (ehemals Kaserne der 5. Eskadron des Königlich-Sächsischen 1. Husarenregiments König Albert) | Gutenbergstraße 6 (Karte)                                            | Um 1860 | Orts-, landes- sowie militärgeschichtlich von Bedeutung. Zweigeschossiger Putzbau über rechtwinkligem Grundriss, mit flachem, übergiebeltem Mittelrisalit, an jedem Gebäudeteil Wand-Öffnung-Verhältnis intakt, Sandsteinfenstergewänden, zum Teil originale Fenster, originales Türblatt, Walmdach, Biberschwanzdeckung, Dachhäuschen. | 08958509 |
| Direkt Bild zu diesem Denkmal hochladen | Wohnhaus in geschlossener Bebauung | Gutenbergstraße 7 (Karte)                                            | Um 1870 | Einfaches, aber weitgehend original erhaltenes Beispiel der gründerzeitlichen Stadterweiterung, städtebaulich von Bedeutung. Polygonsockel, zweigeschossiger Putzbau mit Putzgliederung, profiliertes Gurtgesims, flacher Mittelrisalit, im Obergeschoss profilierte Fenstergewände mit geradem Dachabschluss, profiliertes Kranzgesims, Dachausbau, Mansarddach, Biberschwanzdeckung. | 08958254 |
| Direkt Bild zu diesem Denkmal hochladen | Wohnhaus in geschlossener Bebauung | Gutenbergstraße 9 (Karte)                                            | Um 1870 | Einfaches, aber weitgehend original erhaltenes Beispiel der gründerzeitlichen Stadterweiterung, städtebaulich von Bedeutung. Polygonsockel, darüber zweigeschossiger Putzbau mit Putzgliederung, profiliertes Gurtgesims, flacher Mittelrisalit, im Obergeschoss profilierte Fenstergewände mit geradem Dachabschluss, im Mittelrisalit Dreiecksgiebelabschluss, Dachausbau, über Risalit Dachhäuschen mit flankierenden Voluten, doppelte Biberschwanzdeckung. | 08958255 |
| Direkt Bild zu diesem Denkmal hochladen | Wohnhaus in geschlossener Bebauung | Gutenbergstraße 11 (Karte)                                           | Um 1870 | Einfaches, aber weitgehend original erhaltenes Beispiel der gründerzeitlichen Stadterweiterung, städtebaulich von Bedeutung. Polygonsockel, darüber zweigeschossiger Putzbau mit Putzgliederung, profiliertes Gurtgesims, im Obergeschoss profilierte Fenstergewände mit gerader Bedachung, im flachen Mittelrisalit Segmentbogenbedachung, Kranzgesims, Dachausbau, Mansarddach, originale Haustür. | 08958256 |
| Direkt Bild zu diesem Denkmal hochladen | Wohnhaus in geschlossener Bebauung | Gutenbergstraße 13 (Karte)                                           | Um 1900 | Einfaches, aber weitgehend original erhaltenes Beispiel der gründerzeitlichen Stadterweiterung, städtebaulich von Bedeutung. Polygonsockel, darüber zweigeschossiger Putzbau mit Putznutung im Erdgeschoss, originale Haustür, profiliertes Gurtgesims, flacher Mittelrisalit, im Obergeschoss Putzgliederung unter den Fenstern, profilierte Fenstergewände, Segmentbogenbedachung durch Klinker, Dachausbau, Mansarddach. | 08958257 |
| Direkt Bild zu diesem Denkmal hochladen | Hauptmarkt (Sachgesamtheit) | Hauptmarkt (Karte)                                                   | 2. Hälfte 19. Jahrhundert                                                                                                   | Sachgesamtheit Hauptmarkt mit folgendem Einzeldenkmal: Diana-Brunnen (09302586) und der Platz mit historischer Pflasterung als Sachgesamtheitsteil; Platzanlage mit gestalterischem Anspruch durch bewusste farbliche Kontrastierung, Brunnen zur Erinnerung an die Parforcejagden in der Großenhainer Gegend, künstlerisch, städtebaulich und ortsgeschichtlich von Bedeutung. Platzanlage: rotes Wildpflaster im eigentlichen Platzbereich, gerahmt von grauer Granitplatteneinfassung, graues Straßenpflaster mit gleichmäßiger Quaderung, Granitbordsteine und Fußwege mit rechtwinklig zum Bordstein verlegten Granitplatten. | 08958343 |
| Weitere Bilder                          | Diana-Brunnen (Einzeldenkmal zu ID-Nr. 08958343) | Hauptmarkt (Karte)                                                   | 1914–1916 | Einzeldenkmal der Sachgesamtheit Hauptmarkt; Brunnen zur Erinnerung an die Parforcejagden in der Großenhainer Gegend, künstlerisch von Bedeutung. Ovales Wasserbecken mit Natursteinbrüstung, an den Flanken auf Podesten zwei liegende Bronzehirsche, mittig im Brunnen angeordnetes Podest mit Masken, darüber (auf vier kannelierten Säulen ruhend) profilierte Abdeckplatte, darauf kniende Bronzestatue der den Bogen spannenden Jagdgöttin Diana. | 09302586 |
| Weitere Bilder                          | Rathaus | Hauptmarkt 1 (Karte)                                                 | 1875–1876; bezeichnet mit 1875 (Wetterfahne)                                                                                | Repräsentatives Bauwerk am Markt, Gründerzeitgebäude mit hohem Turm, Architekten: Oswald Haenel und Bruno Adam, Dresden, baugeschichtlich und ortsgeschichtlich von Bedeutung, siehe auch Dehio, S. 419. Stattliches dreigeschossiges Sandsteingebäude, Erdgeschoss durchgehend rustiziert, schlanker Turm risalitartig der Mittelachse des Baus vorgelegt, Turm von großen Rundbogenöffnungen mit Balkonen durchbrochen, darauf eichelförmige Haube nach dem Vorbild des Bautzener Reichenturmes, seitlich des Turmes je vier Achsen in einem dreigeschossigen Mittelbau, davon seitlich zwei niedrigere dreigeschossige Anbauten, Fenster im Erdgeschoss als Rundbogenfenster, in den Obergeschoss als Rechteckfenster, im zweiten Obergeschoss mit Dreiecksbedachung, profilierte Gurtgesimse, Kranzgesims mit Zahnschnitt, an den Ecken zweigeschossiger Erker auf Konsolen, abschließende Haube, Walmdach. | 08958342 |
|                                         | Wohnhaus in geschlossener Bebauung | Hauptmarkt 2 (Karte)                                                 | Bezeichnet mit 1747 | Mit Laden, prächtiges barockes Wohnhaus, aufwendig gestaltetes und zeittypisches Gebäude am Markt, baugeschichtlich und städtebaulich von Bedeutung. Breitgelagerter, stattlicher zweigeschossiger Putzbau, 8:4 Achsen, reiche Fassadengliederung, im Erdgeschoss Putznutung, profilierte Segmentbogen-Fenstergewände, im ersten Obergeschoss profilierte Steingewände mit Segmentbogenbedachung, profiliertes Gurtgesims, mittige Betonung der Fassade durch kräftige Kartusche und Ornamentbänder, profiliertes Türgewände mit Schlussstein, bezeichnet (Anker mit Schlange und M 1747), originale Tür, stehende Dachfenster, Walmdach. Im Inneren: Tonnengewölbe im Keller erhalten. | 08958332 |
| Direkt Bild zu diesem Denkmal hochladen | Ehemaliger Gasthof Goldene Kugel, heute Wohnhaus, in geschlossener Bebauung | Hauptmarkt 3 (Karte)                                                 | Bezeichnet mit 1744 | Mit Läden, entstanden als eines der ersten Gebäude am Markt nach dem Stadtbrand, baugeschichtlich, ortshistorisch und städtebaulich von Bedeutung, als Gasthof bereits im Mittelalter erwähnt. Dreigeschossiger Putzbau mit aufgemalter Putzgliederung, Segmentbogendurchfahrt mit originalem Tor, Putzfaschen in beiden Geschossen, profiliertes Gurt- und Kranzgesims, Satteldach. | 08958333 |
| Direkt Bild zu diesem Denkmal hochladen | Ehemaliger Gasthof Zum Goldenen Löwen (heute Wohnhaus) in geschlossener Bebauung und südliches Hofgebäude | Hauptmarkt 4 (Karte)                                                 | Nach 1744 (Gasthof); 2. Hälfte 19. Jahrhundert (Hofgebäude)                                                                 | Ortsbildprägender Teil der Marktplatzbebauung nach dem Stadtbrand, baugeschichtlich, ortshistorisch und städtebaulich von Bedeutung. - Gasthof/Wohnhaus: dreigeschossiger Putzbau mit acht Achsen, Putznutung im Erdgeschoss, profilierte Steinfenstergewände mit gerader Bedachung in beiden Obergeschoss, Putzspiegel, im Erdgeschoss betonter Eingangsbereich mit Ecknutung, Dachausbau, Satteldach - südliches Hof-Seitengebäude: mit Segmentbogenöffnungen und toskanischen Säulen, vermutlich ehemaliger Pferdestall | 08958334 |
| Direkt Bild zu diesem Denkmal hochladen | Wohnhaus in Ecklage und in geschlossener Bebauung | Hauptmarkt 5 (Karte)                                                 | Bezeichnet mit 1744 | Mit Ladenzone, repräsentatives barockes Wohnhaus, Teil der Marktplatzbebauung nach dem Stadtbrand 1744, baugeschichtlich und städtebaulich von Bedeutung. Dreigeschossiger Putzbau mit 1:8 Achsen, Erdgeschoss verändert, Pilastergliederung über drei Geschosse, im ersten Obergeschoss Putznutung, Fenster mit Kartusche bekrönt, Putzspiegel zwischen erstem und zweitem Obergeschoss, Korbbogenportal mit Schlussstein, bezeichnet mit 1744, Walmdach. | 08958339 |
| Direkt Bild zu diesem Denkmal hochladen | Wohnhaus in geschlossener Bebauung, mit Reliefplatte | Hauptmarkt 6 (Karte)                                                 | Nach 1744 überbaut (Wohnhaus); 2. Hälfte 19. Jahrhundert (Fassade); bezeichnet mit 1595 (Relief)                            | Gründerzeitliche Putzfassade, im Kern barockes Gebäude oder älter, Reliefplatte aus Sandstein (bezeichnet mit 1595), Teil der Marktplatzbebauung nach dem Stadtbrand 1744, baugeschichtlich und städtebaulich von Bedeutung. Dreigeschossiger Putzbau mit sechs Achsen, im Erdgeschoss Putznutung, profiliertes Gurtgesims, im ersten Obergeschoss kräftig profilierte Steingewände mit Sohlbänken auf Konsolen und teilweise Dreiecksgiebelbedachung, im zweiten Obergeschoss gerade Bedachung, Sohlbänke, Sandsteintafel mit Engel, bezeichnet mit 1595, Satteldach. | 08958340 |
| Direkt Bild zu diesem Denkmal hochladen | Wohnhaus mit Löwen-Apotheke (einschließlich ihrer Ausstattung) in Ecklage und in geschlossener Bebauung | Hauptmarkt 7 (Karte)                                                 | Nach 1744 | Schlichter Putzbau, baugeschichtlich und ortsgeschichtlich von Bedeutung. Dreigeschossiger breitgelagerter Putzbau mit zurückgesetztem Anbau, abgeflachte Ecke, insgesamt 3:12 Achsen, hohes Walmdach, im Keller Kreuzgewölbe, originale Apothekenausstattung im Inneren (Kachelöfen und Mörser). Unter Eingangstür Apothekenzeichen: goldener Löwe mit Glas und Schlange. | 08958383 |
| Direkt Bild zu diesem Denkmal hochladen | Schlussstein über einer Haustür | Heinrich-Heine-Straße 3 (Karte)                                      | Bezeichnet mit 1747 | Teil eines ehemaligen Sandsteinportals, aufwendig gestaltetes Relikt der ursprünglichen Portalgestaltung, handwerklich-künstlerisch von Bedeutung. Sandstein-Schlussstein, mit verschlungenem Buchstabenmonogramm und bezeichnet mit 1747. | 08958450 |
| Direkt Bild zu diesem Denkmal hochladen | Türgewände mit Schlussstein | Heinrich-Heine-Straße 5 (Karte)                                      | Bezeichnet mit 1745 | Sandsteinportal, weitestgehend original erhaltenes Gebäudeteil als Zeugnis des Wiederaufbaus nach dem Stadtbrand von 1744, handwerklich-künstlerisch von Bedeutung. Sandsteintürgewände als Segmentbogen mit Schlussstein, im Schlussstein bezeichnet mit 1745. | 08958449 |
| Direkt Bild zu diesem Denkmal hochladen | Schule (Fachschule für Sozialpädagogik) | Heinrich-Heine-Straße 8 (Karte)                                      | 1840 | Stattlicher Schulbau der Gründerzeit, von ortshistorischer Bedeutung. Stattlicher breitgelagerter, massiver dreigeschossiger Putzbau mit Betonung durch Ecknutung, Fassadengliederung durch zwei flache Risalite (einer davon als Eingangsbereich hervorgehoben durch vier Pfeiler), in den oberen Geschossen als Pilaster ausgebildet, Sandsteingewände, vier durchlaufende profilierte Gurtgesimse, zwei Giebelaufbauten, in einem Giebel bezeichnet mit 1903. | 08958377 |
| Direkt Bild zu diesem Denkmal hochladen | Wohnhaus in Ecklage und geschlossener Bebauung | Heinrich-Heine-Straße 9 (Karte)                                      | Um 1750 | Streng axial gegliederte Fassade, Walmdach, exemplarisches Beispiel für die barocke Bürgerhausarchitektur einer sächsischen Kleinstadt, bau- und ortsgeschichtlich bedeutend | 09307273 |
| Direkt Bild zu diesem Denkmal hochladen | Relief an einer Hausfassade | Heinrich-Heine-Straße 19 (Karte)                                     | Bezeichnet mit 1512 | Relikt eines Gebäudes vom Anfang des 16. Jahrhunderts im Altstadtkern, ortsgeschichtlich von Bedeutung. Pferderelief mit Reiter und Posthorn, in linker oberer Ecke bezeichnet mit 1512 (vermutlich nachträglich bezeichnet). Bis September 2008 irrtümlich unter Nummer 17 in der Denkmalliste. | 08958376 |
| Weitere Bilder                          | Herrenhaus des ehemaligen Rittergutes Zschieschen | Hermann-Zschoche-Straße 9 (Karte)                                    | 2. Hälfte 18. Jahrhundert                                                                                                   | Baugeschichtlich und ortsgeschichtlich von Bedeutung. Zweigeschossiger Bruchsteinbau, verputzt, Reste von Putzgliederung, Sandsteinfenstergewände, 3:8 Achsen, Kartusche unter Traufgesims, hohes Walmdach, originale Tür. | 08958229 |
| Direkt Bild zu diesem Denkmal hochladen | Wohnstallhaus eines ehemaligen Dreiseithofes | Hermann-Zschoche-Straße 18 (Karte)                                   | 1. Hälfte 19. Jahrhundert                                                                                                   | Teil der alten Ortsstruktur, baugeschichtlich von Bedeutung. Zweigeschossiger Bruchsteinbau, verputzt, Sandsteingewände in Erdgeschoss und Obergeschoss, zum Teil originale und Winterfenster erhalten, Krüppelwalmdach. | 08958198 |
| Direkt Bild zu diesem Denkmal hochladen | Wohnhaus in halboffener Bebauung | Herrmannstraße 12 (Karte)                                            | Um 1870 | Einfaches, aber weitgehend original erhaltenes Beispiel der gründerzeitlichen Stadterweiterung, städtebaulich von Bedeutung. Zweigeschossiger massiver Putzbau mit zwei seitlichen Risaliten, Betonung der Mitte durch flache, risalitartige Hervorhebung, an den Risaliten Putznutung über beide Geschosse, Gurtgesims, im Obergeschoss profilierte Fenstergewände, originale Fenster, Dachausbau, Mansarddach, rechter Seitenrisalit mit Tordurchfahrt. | 08958258 |
| Direkt Bild zu diesem Denkmal hochladen | Wohnhaus in geschlossener Bebauung | Herrmannstraße 14 (Karte)                                            | Um 1870 | Einfaches, aber weitgehend original erhaltenes Beispiel der gründerzeitlichen Stadterweiterung, städtebaulich von Bedeutung. Zweigeschossiger Putzbau mit flachem Mittelrisalit, Ecknutung, im Mittelrisalit Putznutung über beide Geschosse, Putz-Okuli und Segmentbogenbedachung im Obergeschoss, profilierte Fenstergewände in beiden Geschossen, im Obergeschoss gerade Bedachung mit Schlussstein, im Erdgeschoss Schlussstein als Diamantquader, Dachausbau, Satteldach. | 08958259 |
| Direkt Bild zu diesem Denkmal hochladen | Wohnhaus in Ecklage in geschlossener Bebauung | Herrmannstraße 15 (Karte)                                            | Um 1870 | Teil des städtebaulichen Ensembles der Gründerzeit, städtebaulich von Bedeutung. Ehemals mit Laden, zweigeschossiger Putzbau, im Erdgeschoss Putznutung, Segmentbogenfenster, originale Haustür, im Obergeschoss Putzgliederung durch flache Pilaster, profilierte Fenstergewände, im Eckbereich stärker profiliert, mit gerader Bedachung, abgeflachte Gebäudeecke, Dachausbau, Mansarddach. | 08958246 |
| Direkt Bild zu diesem Denkmal hochladen | Wohnhaus in geschlossener Bebauung | Herrmannstraße 17 (Karte)                                            | Um 1870 | Teil des städtebaulichen Ensembles der Gründerzeit, städtebaulich von Bedeutung. Zweigeschossiger Putzbau mit Mittelrisalit, Putznutung über beide Geschosse, Mittelrisalit mit aufgeputzter Eckquaderung, im Erdgeschoss gerade Fensterabschlüsse mit Segmentbogen-Putzaussparung, Obergeschoss gerade Fensterbedachung, originale Haustür, Dachausbau, Mansarddach. | 08958247 |
| Direkt Bild zu diesem Denkmal hochladen | Wohnhaus in geschlossener Bebauung | Herrmannstraße 18 (Karte)                                            | Um 1870 | Einfaches, aber weitgehend original erhaltenes Beispiel der gründerzeitlichen Stadterweiterung, baugeschichtlich und städtebaulich von Bedeutung. Erdgeschoss verputzt, Obergeschoss Klinkerverblendmauerwerk, profilierte Sandsteingewände in beiden Geschossen, Gurtgesims, kleiner Balkon im Obergeschoss auf Konsolen, im Obergeschoss Sandsteinbänder, originales Haustor, Dachausbau, Mansarddach. | 08958260 |
| Direkt Bild zu diesem Denkmal hochladen | Wohnhaus in geschlossener Bebauung | Herrmannstraße 19 (Karte)                                            | Um 1870 | Weitgehend original erhaltener Bau aus der gründerzeitlichen Stadterweiterungsphase, städtebaulich von Bedeutung. Zweigeschossiger Putzbau mit reicher Putzgliederung, Rundbogentor mit originalem Türblatt, originale Haustür, profiliertes Gurtgesims, im Obergeschoss gerade Fensterbedachung, auf Konsolen ruhend, Konsolen verziert mit Köpfen und floralen Stuckornamenten, unter den Fenstern Putzspiegel, profiliertes Kranzgesims, Dachausbau, Mansarddach. | 08958248 |
| Direkt Bild zu diesem Denkmal hochladen | Wohnhaus in geschlossener Bebauung | Herrmannstraße 21 (Karte)                                            | Um 1870 | Weitgehend original erhaltener Bau aus der gründerzeitlichen Stadterweiterungsphase, städtebaulich von Bedeutung. Polygonsockel, zweigeschossiger Putzbau, Erdgeschoss verputzt, mit Segmentbogenfenstern, Obergeschoss Klinkerverblendmauerwerk, profiliertes Gurtgesims, im Obergeschoss profilierte Sandsteingewände, im Wechsel Segmentbogen- und gerade Fensterbedachung, Dachausbau, Mansarddach. | 08958249 |
| Direkt Bild zu diesem Denkmal hochladen | Wohnhaus in geschlossener Bebauung | Herrmannstraße 23 (Karte)                                            | Um 1870 | Weitgehend original erhaltener Bau aus der gründerzeitlichen Stadterweiterungsphase, städtebaulich von Bedeutung. Polygonsockel, darüber zweigeschossiger Putzbau mit Putzgliederung, profilierte Fenstergewände mit geraden Bedachungen und Schlussstein in beiden Geschossen, Gurt- und Kranzgesims, originale Haustür und Segmentbogentor mit originalem Türblatt und Schlussstein, Inschrift „G.K.“, Dachausbau, Mansarddach. | 08958250 |
| Direkt Bild zu diesem Denkmal hochladen | Wohnhaus in halboffener Bebauung | Herrmannstraße 25 (Karte)                                            | Um 1870 | Weitgehend original erhaltener Bau aus der gründerzeitlichen Stadterweiterungsphase, städtebaulich von Bedeutung. Zweigeschossiger massiver Bau mit flachem Mittelrisalit, Erdgeschoss verputzt, Obergeschoss Klinkerverblendmauerwerk, im Obergeschoss profilierte Fenstergewände, Fenster mit Dreiecksgiebel und Segmentbogenbedachung, über Mittelrisalit Dreiecksgiebelabschluss, originales Haustor, Dachausbau, Mansarddach. | 08958251 |
| Direkt Bild zu diesem Denkmal hochladen | Villa und Einfriedung | Herrmannstraße 26 (Karte)                                            | Um 1907 | Weitgehend original erhaltenes Gebäude im Villenensemble Herrmannstraße, im Reformstil, baugeschichtlich von Bedeutung. Zweigeschossiger Putzbau mit zurückspringender Fassade, Fassadenvorsprung mit Kupferzwischendach, Steingewände, originale Fenster, Mansardgiebeldach mit Dachausbau, Einfriedung: geschwungener Steinsockel mit schmiedeeisernen Zaunfeldern. | 08958285 |
| Direkt Bild zu diesem Denkmal hochladen | Villa | Herrmannstraße 27 (Karte)                                            | Um 1880 | Weitgehend original erhaltenes Gebäude in gründerzeitlicher Villenbebauung, baugeschichtlich von Bedeutung. Sockelgeschoss, darüber zweigeschossiger Putzbau mit Auslucht als Mittelrisalit im Erdgeschoss, Auslucht reich gegliedert durch kannelierte Pilaster, Diamantquaderung, reich profilierte Fenstergewände mit vegetabilen Schlusssteinformen, darüber Triforienmotiv, oberer Abschluss Muschelmotiv und vegetabile Ornamente in barockisierenden Formen, flaches Walmdach. | 08958252 |
| Direkt Bild zu diesem Denkmal hochladen | Katholische Kapelle und Pfarramt, ehemalige Villa (Katholische Pfarrei St. Katharina) | Herrmannstraße 27b (Karte)                                           | 1907 | Stattlicher gründerzeitlicher Bau mit ortshistorischer Bedeutung, auch baugeschichtlich von Interesse. Polygonsockel, darüber massiver zweigeschossiger Putzbau mit seitlichem Treppenturm und rückwärtigem Kirchenraum, im Erdgeschoss profilierte rundbogige Steingewände, Farbglasfenster mit christlicher Symbolik, Auslucht im Erdgeschoss, darüber Balkon mit Steinbalustrade, im Obergeschoss profilierte Fenstergewände mit gerader Bedachung, geschweifter Giebelaufbau, Dachausbau, reiche Dachlandschaft, innen: originale Fußbodenfliesen, originale Türen. | 08958278 |
| Direkt Bild zu diesem Denkmal hochladen | Villa mit Einfriedung | Herrmannstraße 27c (Karte)                                           | Um 1915 | Weitgehend original erhaltenes Gebäude als Teil der Villenbebauung in der Herrmannstraße, baugeschichtlich von Bedeutung. Polygonsockel, darauf zweigeschossiger Putzbau, Putznutung an den Ecken, profilierte Steingewände in beiden Geschossen, im Erdgeschoss mit Schlussstein, im Erdgeschoss mittige Fensterzusammenfassung durch geschweifte Bedachung und Putzornamentik, Dachhaus mit Putzornamentik im Giebelbereich, Walmdach. Einfriedung: Mauer mit dazwischenliegenden eisernen Zaunfeldern. | 08958277 |
| Direkt Bild zu diesem Denkmal hochladen | Villa | Herrmannstraße 29 (Karte)                                            | 1880–1890 | Repräsentatives Gründerzeitgebäude, als Wohnhaus des von 1878 bis 1905 in Großenhain amtierenden Bürgermeisters Karl Alfred Herrmann von stadtgeschichtlicher Bedeutung. Sockelgeschoss, darüber eingeschossiger Putzbau mit Mittelrisalit, der in einen Dacherker mündet, seitlicher Eingangsbereich auf Postament mit Pilastergliederung, Rundbogenfenster und -tür, unter den Fenstern Putzspiegel, von kannelierten Pilastern gerahmte Rechteckfenster, gerade profilierte Bedachung, darüber Putzfeld mit vegetabilen Ornamenten und Rosetten, Sohlbänke auf Konsolen, im Risalit mit Balustrade, Mezzaningeschoss, Walmdach. | 08958279 |
| Direkt Bild zu diesem Denkmal hochladen | Verwaltungsgebäude und Nebengebäude im Hof (ehemals Amtshauptmannschaft, Landratsamt Block C) | Herrmannstraße 30 (Karte)                                            | Um 1880 | Repräsentativer Bau der Gründerzeit, baugeschichtlich und ortsgeschichtlich von Bedeutung. - Verwaltungsgebäude: Polygonsockel, darüber zweigeschossiger Klinkerbau über vielgliedrigem Grundriss, zur Straßenseite flacher Mittelrisalit mit durch Säulen und korinthische Kapitelle betonten Eingangsbereich, darüber Gebälk, auf dem der Balkon des ersten Obergeschosses ruht, profiliertes Türgewände im Rundbogenstil mit Schlussstein, originale Haustür, im Erdgeschoss durch Segmentbogen zusammengefasstes Doppelfenster mit profilierte Steingewänden, im Obergeschoss Doppelfenster mit gerader Bedachung und floralen Stuckornamenten, Volutengiebelaufbau (eine ähnliche Gliederung ist auch an den übrigen Gebäudeteilen zu beobachten), Dachausbau - Seitengebäude: eingeschossiger Putzbau mit Segmentbogenfensterrahmung aus Klinkern, Klinker-Schmuckbänder, Krüppelwalmdach, Biberschwanzdeckung, Dachhecht | 08958276 |
| Direkt Bild zu diesem Denkmal hochladen | Villa | Herrmannstraße 31 (Karte)                                            | Um 1900 | Ortstypischer gründerzeitlicher Bau mit einfacher Fassadengliederung in der Villenbebauung Herrmannstraße, baugeschichtlich von Bedeutung. Polygonsockel, darüber zweigeschossiger Bau mit zurückspringender Fassade, im Erdgeschoss Putzfassade und Steingewände, Gurtbänder, im Obergeschoss Klinkerverblendmauerwerk mit Eckrustizierung, profilierte Steingewände mit gerader Bedachung, profiliertes Kranzgesims, Mansardwalmdach mit Dachausbau. | 08958282 |
| Direkt Bild zu diesem Denkmal hochladen | Villa und Einfriedung | Herrmannstraße 33 (Karte)                                            | 1889/1890 | Repräsentatives Gründerzeitgebäude, als Wohnhaus des Besitzers des Baßlitzer Dampfziegelwerkes Karl Gustav Krebs von stadtgeschichtlicher Bedeutung. Sockel, darüber zweigeschossiger Klinkerbau mit Putznutung an den Ecken und reicher Putzgliederung, flacher Seitenrisalit zur Straße, im Erdgeschoss Auslucht, darüber Balkon, Betonung der Achse durch gesprengten Giebel, Dachhäuschen, profilierte Fenstergewände, profiliertes Gurt- und Kranzgesims mit Zahnschnitt, Mansarddach. Einfriedung: schmiedeeiserner Zaun mit drei Pfeilern aus Klinkern. | 08958280 |
| Direkt Bild zu diesem Denkmal hochladen | Villa | Herrmannstraße 35 (Karte)                                            | Um 1900 | Zeittypischer Gründerzeitbau innerhalb des Villenensembles Herrmannstraße, baugeschichtlich von Bedeutung. Sockel, darüber zweigeschossiger Putzbau mit Eckrustizierung, flacher Seitenrisalit, profilierte Fenstergewände, im Obergeschoss Wellengiebelbedachung über den Fenstern, profiliertes Gurt- und Kranzgesims, Kranzgesims auf Konsolen, Dachausbau, Mansarddach. | 08958281 |
| Direkt Bild zu diesem Denkmal hochladen | Ehemalige Reithalle der Kaserne (Einzeldenkmal zu ID-Nr. 09302212) | Husarenstraße 1, 3 (Karte)                                           | 1876–1885 | Einzeldenkmal der Sachgesamtheit Husarenkaserne; ortsgeschichtlich und militärgeschichtlich von Bedeutung. Eingeschossiger Baukörper auf längsrechteckigem Grundriss mit flachem Satteldach und hohen Rundbogenfenstern, diese zum Teil zugesetzt, ursprünglich am mittig gelegenen Eingang mit Dachaufbau versehen, dieser in jüngerer Vergangenheit entfernt. Gestaltung neuen Eingangsbereichs und Umbau des Inneren zur Turnhalle. | 08958417 |
| Weitere Bilder                          | Gedenktafel für die im Ersten Weltkrieg gefallenen Soldaten des Husarenregiments sowie Gedenktafel für die Gefallenen des Deutsch-Französischen Krieges 1870/71, beide an der äußeren Kirchenwand | Kirchplatz (Karte)                                                   | Nach 1871 (Gedenktafel Deutsch-Französischer Krieg); nach 1918 (Kriegerdenkmal Erster Weltkrieg);                           | Ortsgeschichtlich von Bedeutung. In Kirchwand eingelassene Steinplatte mit Namen der Gefallen, darüber mit Reiterrelief: Sandstein-Halbrelief mit Soldat und Pferd sowie zwei Wappen (Sachsen & ... ? = Löwen-Wappen). | 08958406 |
| Direkt Bild zu diesem Denkmal hochladen | Straßenpflaster | Kirchplatz (Karte)                                                   | 19. Jahrhundert | Verkehrs- und ortshistorische Bedeutung, diagonal gelegtes Kopfsteinpflaster aus Naturstein | 08958439 |
| Weitere Bilder                          | Marienkirche mit Ausstattung und Grabmal des Kirchenmusikdirektors Paul Gläser und seiner Frau Alma | Kirchplatz (Karte)                                                   | 1744–1748 (Kirche); 1755 (Kanzelaltar); 1776–1778 (Orgelprospekt); 1778 (Orgel)                                             | Bedeutender und einziger Kirchenbau der Stadtgemeinde Großenhain, mit originaler barocker Ausstattung von Johann George Schmidt, stadtgeschichtliche, kunstgeschichtliche, landschaftsbildprägende und architekturhistorische Bedeutung | 08958356 |
| Direkt Bild zu diesem Denkmal hochladen | Wohnhaus in geschlossener Bebauung und Ecklage am Markt, Reliefplatte an der Fassade, dazu zwei Anbauten sowie Torbogen zum Hof (ehemals Greifenapotheke) | Kirchplatz 2 (Karte)                                                 | 1577 (Wohnhaus, Apotheke bis 1604); bezeichnet mit 1583 (Relief)                                                            | Mit Läden, Anwesen in seiner heutigen Form vor allem aus dem 18. Jahrhundert, im Kern wohl ältester Bau in Marktplatznähe, zudem Teil der Bebauung des Kirchplatzes, baugeschichtlich und ortsgeschichtlich von Bedeutung. Hauptgebäude als dreigeschossiger Putzbau mit 6:7 Achsen, im Erdgeschoss Putznutung und Sandsteinfenstergewände, beide Obergeschosse mit flacher Pilastergliederung und profilierten Steingewänden, letztere im ersten Obergeschoss mit Rundbogenbedachung und Fächerornament, zwischen erstem und zweitem Obergeschoss Putzspiegel, Relief mit Inschrifttafel „Greifen-Apotheke. Die älteste privilegierte Apotheke in Hayn befand sich hier im 16. Jahrhundert“, dazu Wappen mit zwei Greifen sowie Mörser, dieser bezeichnet mit 1583, Mansarddach mit Dachfenster, im Erdgeschoss Laden mit Bogenöffnungen und Stuckdekor, spätes 18. und Ende 19. Jahrhundert (oder um 1900). Zeitungsartikel: kleiner Innenhof freigelegt, dabei kam Originalrelief der Greifenapotheke zum Vorschein. Diese war seit 1583 die älteste Stadtapotheke, altes Braurecht für Grundstück am Fuße der Marienkirche, hat schon 1688 bestanden. 1799 ist dann Firma Kirst und Co. gegründet worden: Weinhandlung mit Probierstube und Ladengeschäft, altes Handelshaus. Anbau zum Kirchplatz als dreigeschossiger, dreiachsiger Putzbau, im Erdgeschoss Putznutung, mittig Korb- oder Segmentbogentor mit Schlussstein, seitliche Türöffnung mit analogem Abschluss, beide aus Sandstein, originales Türblatt, im ersten Obergeschoss Putzfaschen (oder Sandsteingewände) und gerade Fensterbedachungen auf Konsolen, im zweiten Obergeschoss Sandsteinfenstergewände übermalt, gerade Bedachung, weiterer Anbau zeigt zum Hof, dazu seitlich angebaute Toreinfahrt. | 08958337 |
| Direkt Bild zu diesem Denkmal hochladen | Stadtmuseum (ehemalige Lateinschule) | Kirchplatz 4 (Karte)                                                 | 1556 | Eines der ältesten Häuser der Stadt, baugeschichtlich und ortsgeschichtlich von Bedeutung. Zweigeschossiger Putzbau mit Sandsteingewänden und Schlussstein, im Erdgeschoss profilierte Sandsteinfenstergewände, im Obergeschoss einfache Sandsteinfenstergewände, Fledermausgaupen, Walmdach, Biberschwanz-Kronendeckung. | 08958407 |
|                                         | Gebäudegruppe zweier Häuser (Nr. 5 Pfarrhaus), mit Vorgärten | Kirchplatz 5, 6 (Karte)                                              | Nach 1744 | Zwei gleichartig gestaltete, spätbarocke Häuser, Putzbauten mit Segmentbogenportal, beide Häuser wohl schon immer in Kirchenbesitz, Teil der historischen Stadtstruktur am Kirchplatz, baugeschichtlich von Bedeutung. Nummer 5 zweigeschossiger Putzbau mit Sandsteinfenstergewänden, im Erdgeschoss Fensterläden, Sandsteintürgewände mit Schlussstein, originales Türblatt, Dacherker, Satteldach, im Inneren barocke Teile. Bis auf straßenseitige Aufstockung Nummer 6 baugleich (Achsen, Eingang und Raumstruktur). Sandsteintürgewände mit Schlussstein, originales Türblatt, originale Klinke. Predigerhäuser der Großenhainer Marienkirche, Vorgärten markieren Stelle des einstigen Kirchhofes der Marienkirche, Stuckdecken im Inneren, originale Dachtragwerke. | 08958489 |
| Direkt Bild zu diesem Denkmal hochladen | Wohnhaus in geschlossener Bebauung | Kirchplatz 7 (Karte)                                                 | Nach 1744 | Bestandteil der markanten Häuserzeile an der Nordseite des Kirchplatzes, im Kern nach 1744, innen historische Strukturen und baugebundene Ausstattung aus dem 18. und 19. Jahrhundert, Rarität zweier Feuerstätten in Erd- und Obergeschoss, Anwesen baugeschichtlich und ortsgeschichtlich von Bedeutung | 09304678 |
|                                         | Wohnhaus in geschlossener Bebauung | Kirchplatz 10 (Karte)                                                | Mitte 19. Jahrhundert | Gründerzeitlicher Putzbau am Kirchplatz, mit Balkon, von städtebaulicher Bedeutung. Dreigeschossiger Putzbau, im Erdgeschoss Putznutung, Segmentbogentür mit originalem Türblatt, im ersten und zweiten Obergeschoss Putzgliederung durch seitliche flache Lisenen auf geputzten Quadern, im ersten Obergeschoss Fenster mit profilierter Bedachung und Sohlbank, Balkon auf Konsolen, schmiedeeisernes Gitter, im zweiten Obergeschoss Steingewände, profiliertes Kranzgesims. | 08958468 |
|                                         | Wohnhaus in geschlossener Bebauung | Kirchplatz 13 (Karte)                                                | Nach 1744 | Mit Laden, barockes Gebäude mit gründerzeitlicher Putzfassade, am Kirchplatz von städtebaulicher Bedeutung. Zweigeschossiger Putzbau, im Erdgeschoss Putznutung, Sandsteintürgewände mit Schlussstein (bezeichnet mit 1995), im Obergeschoss Putzfaschen, Putzspiegel unter den Fenstern, Sandsteinrosetten, profiliertes Kranzgesims, Satteldach mit Dachausbau. | 08958467 |
| Direkt Bild zu diesem Denkmal hochladen | Wohnhaus in Ecklage und in geschlossener Bebauung | Kirchplatz 14 (Karte)                                                | Nach 1744 | Mit Laden, am Kirchplatz markant gelegener Putzbau, von baugeschichtlicher und städtebaulicher Bedeutung. Zweigeschossiger Putzbau, 4:7 Achsen, Erdgeschoss Fenster mit Fensterläden, profiliertes Gurtgesims, im Obergeschoss profilierte Fenstergewände mit gerader Bedachung, profiliertes Kranzgesims, Walmdach. | 08958466 |
| Direkt Bild zu diesem Denkmal hochladen | Ehemalige Ingenieurschule Großenhain, heute in Fabrikgelände integriert | Kleinraschützer Straße 14 (Karte)                                    | Um 1890 | Ortsgeschichtlich von Bedeutung. Zweigeschossiger Putzbau mit Sandsteingewänden, Satteldach, Biberschwanzdeckung, an den Giebelseiten Gurtgesims, profiliertes umlaufendes Kranzgesims, saniert. | 08958166 |
| Direkt Bild zu diesem Denkmal hochladen | Fabrikantenwohnhaus (ehemalige Schule) | Kleinraschützer Straße 16 (Karte)                                    | Bezeichnet mit 1836 | Ursprünglich älteste Schule Großenhains, ortsgeschichtlich von Bedeutung. Eingeschossiger Putzbau, profilierte Steingewände, zum Teil originale Fenster mit Fensterläden, zur Straßenseite Betonung der Mitte durch Dreiecksgiebel, davor Balkon, auf zwei dorischen Säulen ruhend, Dachausbau, Mansarddach, Biberschwanzdeckung, im Giebel Okuli mit vegetabilem Schmuckkranz, Segmentbogentür mit Schlussstein, bezeichnet mit 1836. | 08958168 |
| Direkt Bild zu diesem Denkmal hochladen | Wohnhaus in halboffener Bebauung | Klostergasse 9 (Karte)                                               | Bezeichnet mit 1745 | Putzbau mit Segmentbogenportal, Teil der alten Stadtstruktur nach dem Stadtbrand, baugeschichtlich von Bedeutung. Zweigeschossiger Bruchsteinbau, verputzt, mit vier Achsen, im Erdgeschoss Fensterläden, Schlussstein bezeichnet mit „C.G.M. 1745“, im Obergeschoss Sandsteinfenstergewände, profiliertes Kranzgesims, Satteldach. | 08958471 |
| Direkt Bild zu diesem Denkmal hochladen | Wohnhaus in geschlossener Bebauung | Klostergasse 10 (Karte)                                              | Um 1870 | Zeittypischer Gründerzeitbau, weitgehend original erhalten, städtebaulich von Bedeutung. Dreigeschossiger Putzbau, Erdgeschoss Putznutung, profiliertes Gurtgesims, erstes Obergeschoss mit reicher Putzgliederung, Fenster mit gerader Bedachung und Schmuckkonsolen, Kranzgesims, Satteldach. | 08958360 |
| Direkt Bild zu diesem Denkmal hochladen | Wohnhaus in geschlossener Bebauung | Klostergasse 12 (Karte)                                              | Bezeichnet mit 1748 | Teil der barocken Neubebauung nach dem Stadtbrand von 1744, Fassade später leicht überformt, baugeschichtlich und stadtentwicklungsgeschichtlich von Bedeutung. Zweigeschossiger Putzbau, Sandsteintürgewände mit Schlussstein, dort bezeichnet mit 1748, fünf Achsen, spätere Überformung der Fassade (Ende 19. Jahrhundert), mit Sanierung Dachausbau, Satteldach | 09302416 |
| Direkt Bild zu diesem Denkmal hochladen | Wohnhaus in geschlossener Bebauung | Klostergasse 18 (Karte)                                              | Bezeichnet mit 1745 | Putzbau mit Segmentbogenportal, eines der ältesten, weitgehend original erhaltenen Gebäude nach dem Stadtbrand von 1744, baugeschichtlich von Bedeutung. Zweigeschossiger Putzbau mit fünf Achsen, originale Sandsteinfenster- und -türgewände unter dem Putz erhalten, im Schlussstein bezeichnet mit „JDH 1745“, profiliertes Kranzgesims, Satteldach, Biberschwanz-Kronendeckung. | 08958470 |
|                                         | Mietshaus in Ecklage und in geschlossener Bebauung | Klostergasse 23 (Karte)                                              | Um 1905, im Kern wohl älter                                                                                                 | Im Reformstil der Zeit um 1910, städtebaulich von Bedeutung. Dreigeschossiger Putzbau, abgeflachte Ecke, an Schmalseite zur Meißner Straße über beide Obergeschoss, Putznutung im Erdgeschoss, profiliertes Gurtgesims, Putzfaschen in beiden Obergeschoss, an Längsseite zur Klostergasse Sandsteinfenstergewände im ersten Obergeschoss (wohl älterer Bau integriert), zum Teil originale Fenster, reiche Dachlandschaft, Biberschwanzdeckung. | 08958328 |
| Direkt Bild zu diesem Denkmal hochladen | Türgewände mit Schlussstein | Klostergasse 24 (Karte)                                              | Bezeichnet mit 1747 | Sandsteinportal, Relikt der Fassadengestaltung als Zeugnis des Wiederaufbaus nach dem Stadtbrand von 1744, handwerklich-künstlerisch von Bedeutung. Scharrierter Segmentbogen aus Sandstein, mit Schlussstein, dieser bezeichnet mit „C.S.S. 1789 und 1747“. | 08958448 |
| Direkt Bild zu diesem Denkmal hochladen | Mietshaus in halboffener Bebauung | Kronenstraße 2 (Karte)                                               | Um 1890 | Zeittypischer gründerzeitlicher Klinkerbau in weitgehend original erhaltenem Bauzustand, baugeschichtlich von Bedeutung. Dreigeschossiger Bau, Erdgeschoss Putznutung, im ersten und zweiten Obergeschoss Klinkerverbundmauerwerk, flacher Mittelrisalit mit Dreiecksfensterbedachung im ersten Obergeschoss, sonst gerade Bedachungen, im zweiten Obergeschoss profilierte Steingewände mit Segmentbogen, aus Klinkern überfangen, im Mittelrisalit Rundbogen aus Klinker über den Fensterabschlüssen und florales Element, Satteldach. | 08958262 |
| Weitere Bilder                          | Kupferberg (Sachgesamtheit) | Kupferbergstraße 6 (Karte)                                           | 1894–1909 (Parkanlage); um 1900 (Bergbauanlage)                                                                             | Sachgesamtheit Kupferberg mit folgenden Einzeldenkmalen: Aussichtsturmruine auf dem Kupferberg, drei Kupferbergbauschächte und Friedhofsportal des ehemals auf dem Kupferberg befindlichen Urnenfriedhofs (08958364), die Bepflanzung auf dem Kupferberg (Waldpark = Gartendenkmal) sowie Ausflugsgaststätte als Sachgesamtheitsteil; ortsgeschichtlich von Bedeutung durch ehemaligen Kupferbergbau. Der mittlere Bereich des Berges wurde 1894 vom Verschönerungsverein der Stadt mit Anpflanzungen versehen, 1909 kamen größere Bereiche am Nord- und Südhang seitens der Stadtverwaltung hinzu. | 08958363 |
| Direkt Bild zu diesem Denkmal hochladen | Aussichtsturmruine auf dem Kupferberg, drei Kupferbergbauschächte und Friedhofsportal des ehemals auf dem Kupferberg befindlichen Urnenfriedhofs (Einzeldenkmale zu ID-Nr. 08958363) | Kupferbergstraße 6 (Karte)                                           | Um 1900 (Aussichtsturm und Schacht); ab 1922 (Friedhofsportal)                                                              | Einzeldenkmale der Sachgesamtheit Kupferberg; ortshistorische Bedeutung durch ehemaligen Kupferbergbau. - Aussichtsturmruine (Flurstück 233/5): Sockelgeschoss aus Bruchstein mit Eckquaderung, Gurtgesims, darüber Turmaufbau mit Fensteröffnung und Austritt, Steinkonsolenkranz im oberen Drittel, ruinös - Kupferbergbauschächte (Flurstück 233/6) - Friedhofsportal: Relikt einer Einfriedung um den ehemaligen Urnenfriedhof auf dem Kupferberg, zwei Torpfeiler aus Polygonmauerwerk mit je einer Nische (mit Urnen ausgestattet), pyramidale Pfeilerbedachung | 08958364 |
| Direkt Bild zu diesem Denkmal hochladen | Denkmal für Gotthold Ephraim Lessing | Lessingplatz (Karte)                                                 | Um 1920 | Ortsgeschichtlich von Bedeutung. Scharrierter Sandsteinsockel mit Inschrift „G.E. Lessing 1729–1781“, darauf Büste Lessings. | 08958357 |
| Direkt Bild zu diesem Denkmal hochladen | Wohnhaus in halboffener Bebauung | Lessingplatz 5 (Karte)                                               | Um 1800 | Weitestgehend original erhaltenes Gebäude am Altstadtring, baugeschichtlich von Bedeutung. Zweigeschossiger Putzbau, drei Achsen, Steingewände, im Erdgeschoss Fensterläden, profiliertes Gurt- und Kranzgesims, Satteldach, Dachfenster, Biberschwanz-Kronendeckung. | 08958462 |
| Direkt Bild zu diesem Denkmal hochladen | Wohnhaus in geschlossener Bebauung | Lindengäßchen 4 (Karte)                                              | Vor 1744 | Fachwerk-Wohnhaus, eines der wenigen Gebäude, die den Stadtbrand überstanden, singulär im Altstadtkern, baugeschichtlich von Bedeutung. Ehemals „Hinter Mauer“ im Naundorfer Viertel, Erdgeschoss massiv, Obergeschoss Fachwerk, Giebel massiv, Satteldach. | 08958374 |
| Direkt Bild zu diesem Denkmal hochladen | Türgewände mit Schlussstein | Lindengasse 3 (Karte)                                                | Bezeichnet mit 1794 | Sandsteinportal, Relikt der ursprünglichen Fassadengestaltung nach dem Stadtbrand von 1744, stammt von einem ehemaligen Objekt aus der Meißner Straße (befand sich vor Einbau im Museum), handwerklich-künstlerisch von Bedeutung. Sandsteintürgewände als Segmentbogen mit Schlussstein, dieser bezeichnet mit „C.M. 1794“. | 08958451 |
| Direkt Bild zu diesem Denkmal hochladen | Sandsteinrelief in einer Hausfassade | Lindengasse 9 (Karte)                                                | Wohl 16. Jahrhundert | Relikt der ursprünglichen Fassadengestaltung aus dem 16. Jahrhundert, stammt von einem ehemaligen Objekt aus der Meißner Straße (befand sich vor Einbau im Museum), künstlerisch von Bedeutung. Sandsteinrelief über der Haustür, 50 cm im Geviert, Darstellung des Heiligen Georgs mit der Lanze, den auf dem Rücken liegenden Drachen tötend, im rechten Zwickel Felsen, aus dessen Spitze Flammen entweichen, seitlich auf den Gewänden der Nische je ein Löwenkopf, der ursprünglich über dem Relief angebrachte Kinderengelskopf fehlt. | 08958441 |
| Direkt Bild zu diesem Denkmal hochladen | Korbbogen mit Schlussstein, neben Wohnhaus in einer Mauer | Lindengasse 11 (Karte)                                               | Bezeichnet mit 1856 | Sandsteinportal aus der Mitte des 19. Jahrhunderts, stammt von einem ehemaligen Objekt aus der Meißner Straße (befand sich vor Einbau im Museum), handwerklich-künstlerisch von Bedeutung. Korbbogen aus Sandstein, Schlussstein mit Initialen und bezeichnet mit 1856. | 08958452 |
| Weitere Bilder                          | Denkmal der ehemals in Großenhain stationierten sowjetischen Fliegerdivision (MiG-Denkmal) | Major-von-Minckwitz-Allee (Karte)                                    | Nach 1974 | Bestandteil des ehemaligen Militärflughafens, von hoher militär- und ortshistorischer Bedeutung als eines der wenigen Denkmale dieser Art. Verputzter Bruchsteinsockel, blau getüncht, mit kyrillischer Schrift und aufgeputztem Fliegerkopf, Inschrift „18. August 1974“, darauf – als einzige davon noch erhaltene Maschine – eine ausrangierte, aufsteigende silberfarbene MiG-17 der in der DDR stationierten sowjetischen Luftstreitkräfte. | 08958235 |
|                                         | Anlieferungs- und Verladehalle für Lebensmittel, Kasernengebäude | Major-von-Minckwitz-Allee 17 (Karte)                                 | Nach 1937 | Sogenannte Posthalle, Bestandteil des ehemaligen Militärflughafens, militär- und ortsgeschichtlich von Bedeutung. Eingeschossiger Putzbau auf rechteckigem Grundriss mit drei gerade abschließenden Toren mit Stahltüren, davor langgestreckte Betonrampe mit seitlichen Treppen, an rechter Frontseite ehemals verlegte Gleise für Verladung von Waren, die mit dem Zug kamen, originale Türen und Tore. | 08958238 |
| Direkt Bild zu diesem Denkmal hochladen | Wohnhaus in Ecklage und in geschlossener Bebauung | Marktgasse 1 (Karte)                                                 | Nach 1744 | Mit Laden, im Kern barockes Wohnhaus, Teil der Marktplatzbebauung nach 1744, baugeschichtlich und städtebaulich von Bedeutung. Zum Marktplatz: dreigeschossiger Putzbau mit sechs Achsen, im Erdgeschoss Putznutung und profilierte Steingewände, im ersten und zweiten Obergeschoss Putzfaschen, profiliertes Gurt- und Kranzgesims. Zur Marktgasse einfacher glattgeputzter Putzbau, Walmdach. | 08958341 |
| Direkt Bild zu diesem Denkmal hochladen | Wohnhaus in geschlossener Bebauung | Marktgasse 2 (Karte)                                                 | Nach 1744 | Mit Laden, im Kern barockes Wohnhaus, gründerzeitliche Putzfassade, Teil der Marktplatzbebauung nach dem Stadtbrand von 1744, baugeschichtlich und städtebaulich von Bedeutung. Dreigeschossiger Putzbau mit sechs Achsen, Putznutung im Erdgeschoss, in beiden Obergeschossen Putzgliederung, profilierte Fenstergewände, Putzbänder zwischen den Fenstern, Satteldach. | 08958366 |
| Direkt Bild zu diesem Denkmal hochladen | Türgewände mit Schlussstein und Türblatt | Marktgasse 12 (Karte)                                                | Bezeichnet mit 1748 | Schönes Sandsteinportal, Türblatt original erhalten, Bauteil in gutem Zustand, handwerklich-künstlerisch von Bedeutung. Segmentbogentürgewände aus Sandstein, Schlussstein bezeichnet mit „A.T. 1748“, originales Türblatt erhalten. | 08958519 |
|                                         | Denkmal für die Geschwister Scholl | Meißner Straße (Karte)                                               | 1966 | Zur Erinnerung an Hans und Sophie Scholl, antifaschistische Widerstandskämpfer der Weißen Rose, geschichtlich von Bedeutung. Scharrierter Sandsteinkubus mit Inschrift, davor drei Blumenkübel auf Sockeln. | 08958299 |
|                                         | Wohnhaus in geschlossener Bebauung | Meißner Straße 1 (Karte)                                             | 2. Hälfte 19. Jahrhundert, im Kern wohl älter                                                                               | Mit Ladenzone, Teil der marktplatznahen Bebauung, schöne Ladenfront, städtebaulich von Bedeutung. Zweigeschossiger Putzbau, Erdgeschoss Ladenzone durch genutete Pilaster unterteilt, profilierte Fenstergewände im Obergeschoss, Putzspiegel, Satteldach mit Dachausbau. | 08958382 |
| Direkt Bild zu diesem Denkmal hochladen | Wohnhaus in geschlossener Bebauung | Meißner Straße 2 (Karte)                                             | Um 1890 | Mit Laden, zeittypischer gründerzeitlicher Bau in der unmittelbaren Nähe des Marktes, städtebaulich von Bedeutung. Dreigeschossiger Putzbau, im Erdgeschoss Ladeneinbau mit von Pfeilern gerahmtem Eingangsbereich, originale Haustür, gerade Fensterbedachung, profiliertes Gurtgesims, Dachausbau, Mansarddach. | 08958330 |
|                                         | Türgewände mit Schlussstein | Meißner Straße 5 (Karte)                                             | Bezeichnet mit 1745 | Sandsteinportal, aufwendig gestalteter Schlussstein, Relikt der ursprünglichen Fassadengestaltung nach dem Stadtbrand 1744, handwerklich-künstlerisch von Bedeutung. Sandstein-Segmentbogen mit Inschrift „DOMINUS ADJUTOR mens“, aufwendig gestalteter Schlussstein, bezeichnet mit 1745. | 08958517 |
|                                         | Türgewände mit Türblatt | Meißner Straße 7 (Karte)                                             | 18. Jahrhundert | Schlichtes Sandsteinportal mit schöner Tür, Relikt aus dem 18. Jahrhundert, handwerklich-künstlerisch von Bedeutung. Sandsteintürgewände mit Segmentbogen und aufwendig gearbeiteter originaler Haustür, im oberen Teil Belichtungsfenster. | 08958499 |
|                                         | Wohnhaus in Ecklage und in halboffener Bebauung | Meißner Straße 9 (Karte)                                             | Mitte 18. Jahrhundert | Breitgelagerter Putzbau, baugeschichtlich und städtebaulich von Bedeutung. Breitgelagerter, massiver zweigeschossiger Putzbau mit Eckbetonung durch Putznutung, Dacherker, mächtiges Walmdach. | 08958381 |
| Direkt Bild zu diesem Denkmal hochladen | Wohnhaus in geschlossener Bebauung | Meißner Straße 11 (Karte)                                            | 19. Jahrhundert | Mit Laden, schlichter Putzbau mit originaler Ladenzone und aufwendigem Dachhäuschen, städtebaulich von Bedeutung. Im Erdgeschoss originale Ladenzone mit originaler Ausstattung der 1920er Jahre, Obergeschoss massiv, Dacherker mit Dreiecksgiebelabschluss, Satteldach. | 08958380 |
| Direkt Bild zu diesem Denkmal hochladen | Schlussstein | Meißner Straße 15 (Karte)                                            | Bezeichnet mit 1745 | Rest eines Sandsteinportals, Relikt des ursprünglichen Eingangsbereiches nach Stadtbrand von 1744, handwerklich-künstlerisch von Bedeutung. Schlussstein aus Sandstein, bezeichnet mit „JAM 1745“. | 08958498 |
| Direkt Bild zu diesem Denkmal hochladen | Türgewände mit Schlussstein | Meißner Straße 16 (Karte)                                            | Bezeichnet mit 1744 | Sandsteinportal, Relikt des ursprünglichen Eingangsbereiches nach Stadtbrand von 1744, handwerklich-künstlerisch von Bedeutung | 08958500 |
| Direkt Bild zu diesem Denkmal hochladen | Schlussstein | Meißner Straße 24 (Karte)                                            | Bezeichnet mit 1745 | Rest eines Sandsteinportals, Schlussstein mit Handwerkszeichen, Zeugnis für die Handwerkerzünfte und Hausmarken in Großenhain, ortsgeschichtlich und handwerklich-künstlerisch von Bedeutung. Sandstein-Schlussstein mit Hausmarke (ungeklärter Herkunft) und Kelch, darunter Jahreszahl 1745. | 08958485 |
| Direkt Bild zu diesem Denkmal hochladen | Wohnhaus in Ecklage und in halboffener Bebauung | Meißner Straße 25 (Karte)                                            | Nach 1744 | Neubebauung nach dem Stadtbrand von 1744 in markanter Ecklage am Altstadtring, baugeschichtlich und städtebaulich von Bedeutung. Massiver zweigeschossiger Putzbau, im Erdgeschoss verändert, zwischen Erdgeschoss und Obergeschoss Putzspiegel, farbiges Stuckornament über Fenster im Obergeschoss, großes Walmdach. | 08958327 |
|                                         | Wohnhaus in geschlossener Bebauung | Meißner Straße 26 (Karte)                                            | Mitte 18. Jahrhundert, später überformt                                                                                     | Im Kern barockes Gebäude nach dem Stadtbrand von 1744, Fassade um 1905 überformt, baugeschichtlich und städtebaulich von Bedeutung. Zweigeschossiger Putzbau mit aufwendiger Putzgliederung über beide Geschosse, originale Tür mit Schlussstein, Dachhäuschen, Biberschwanzdeckung. | 08958329 |
|                                         | Relief an einer Fassade | Meißner Straße 28 (Karte)                                            | Bezeichnet mit 1669 | Teil eines Gebäudes aus der Zeit vor dem Stadtbrand, in den Neubau von 1745 integriert, ortsgeschichtlich und handwerklich-künstlerisch von Bedeutung. Giebeldreieck mit Initialen „J.A.L.“, darunter Wappen, das von zwei Löwen in Seitenansicht gehalten wird, im Wappen bezeichnet mit 1745, darüber Initiale „W.L.“. | 08958502 |
| Direkt Bild zu diesem Denkmal hochladen | Wohnhaus in geschlossener Bebauung | Meißner Straße 32 (Karte)                                            | Mitte 19. Jahrhundert, später überformt                                                                                     | Charakteristisches Beispiel gründerzeitlicher Überformung älterer Bausubstanz, städtebaulich von Bedeutung. Zweigeschossiger Putzbau mit einfacher Putzgliederung im Obergeschoss, vier Achsen, profilierte Steingewände, über den beiden mittleren Fenstern Vorhangbogen-Motiv als Bedachung, darüber Festons mit Blüten, Dacherker und zwei Dachhäuschen, Satteldach. | 08958298 |
| Direkt Bild zu diesem Denkmal hochladen | Mietshaus in geschlossener Bebauung | Meißner Straße 38 (Karte)                                            | Um 1910 | Vorgängerbau vermutlich ehemals Waidhandelsort, Neubau im Reform- und Jugendstil, baugeschichtlich und städtebaulich von Bedeutung. Dreigeschossiger Putzbau, mit betonter Mitte durch Zwerchgiebel, im Giebeldreieck verschiefert, mittige Toreinfahrt mit profiliertem Steingewände und Jugendstil-Ornamentik, originales Türblatt, zwei seitliche Erker mit Haube, Balkone mit Jugendstil-Brüstung, Dachausbau, Mansarddach. | 08958297 |
| Direkt Bild zu diesem Denkmal hochladen | Amtsgericht, mit seitlicher Einfriedung | Meißner Straße 41 (Karte)                                            | Bezeichnet mit 1876 | Weitestgehend original erhaltenes, stattliches Gebäude der Gründerzeit, von baugeschichtlicher und ortshistorischer Bedeutung. Dreigeschossiger Putzbau mit 10:3 Achsen, zur Straßenseite zweiachsiger Mittelrisalit mit rundbogigem Eingangsportal, im Erdgeschoss Sandsteinrustizierung, rundbogige Fenster, im ersten und zweiten Obergeschoss profilierte Sandsteinfenstergewände, im ersten Obergeschoss Fenster mit Dreiecksgiebelbekrönung, im zweiten Obergeschoss Fenster mit gerader Bedachung, Betonung der Gebäudeecken durch Rustizierung, profiliertes Gurt- und Traufgesims, flaches Walmdach, bezeichnet mit MDCCCLXXVI (unter Kranzgesims). | 08958294 |
| Direkt Bild zu diesem Denkmal hochladen | Gefängnis, mit Einfriedungsmauer | Meißner Straße 41a (Karte)                                           | 1878 | Ortsgeschichtlich von Bedeutung. Dreigeschossiger massiver Putzbau auf T-förmigem Grundriss, scharrierte Sandsteinfenstergewände in allen drei Geschossen, alle Fenster vergittert, Eckrustizierung, Walmdach. | 08958289 |
| Direkt Bild zu diesem Denkmal hochladen | Wohnhaus in geschlossener Bebauung | Meißner Straße 46 (Karte)                                            | Bezeichnet mit 1822 | Wahrscheinlich ehemaliger Handwerksbetrieb, Relikt vorgründerzeitlicher Bebauung in gewandelter Umgebung, Strukturbestandteil ehemaliger Vorstadtbebauung, Gebäude im Straßenzug, baugeschichtlich von Bedeutung. Zweigeschossiger Putzbau mit einfacher Putzgliederung, Sandsteintürgewände mit Schlussstein, dort bezeichnet mit 1822, steiles Satteldach, im Erdgeschoss Ladeneinbau, originales Türblatt, innen originale Türen, großteils mit alten Schlössern, vorhanden, beide Geschosse mit Holzbalkendecken, große Teile der Wände (bis auf Fassade, diese vor langer Zeit im Obergeschoss massiv ersetzt) Fachwerk, einfacher stehender Dachstuhl. | 08958295 |
| Direkt Bild zu diesem Denkmal hochladen | Wohnhaus in ehemals geschlossener Bebauung | Meißner Straße 54 (Karte)                                            | Mitte 19. Jahrhundert | Einfaches, weitgehend authentisch erhaltenes Gebäude, im Zuge der Stadterweiterung an einer Ausfallstraße entstanden, stadtentwicklungsgeschichtlich von Bedeutung. Zweigeschossiger Putzbau mit Sandsteintürgewände, profiliertes Kranzgesims, Satteldach, doppelte Biberschwanzdeckung. | 08958305 |
| Direkt Bild zu diesem Denkmal hochladen | Wohnhaus in geschlossener Bebauung | Meißner Straße 72 (Karte)                                            | Um 1870 | Zeittypischer Bau in geschlossener Straßenbebauung, charakteristische gründerzeitliche Putzfassade im Stil des Spätklassizismus, baugeschichtlich von Bedeutung. Dreigeschossiger Putzbau, im ersten und zweiten Obergeschoss Putznutung an den Ecken, im ersten Obergeschoss profilierte Steingewände und Dreiecksgiebelbedachung mit floraler Ornamentik auch unter den Fenstern, im zweiten Obergeschoss profilierte Steingewände mit gerader Bedachung, in beiden Geschossen Sohlbänke, auf Konsolen ruhend, Kranzgesims auf Konsolen, Mansarddach mit Dachausbau. | 08958271 |
| Direkt Bild zu diesem Denkmal hochladen | Mietshaus in halboffener Bebauung | Meißner Straße 76 (Karte)                                            | Um 1905 | Weitgehend original erhaltenes Beispiel repräsentativer Gründerzeitbebauung, baugeschichtlich von Bedeutung. Dreigeschossiger massiver Putzbau, im Erdgeschoss Putznutung mit angedeutetem Polygonsockel, Fenster mit flachen Putzquadern umrandet, originale Tür, mittiger Rechteckerker über erstem und zweitem Obergeschoss, flache Pilastergliederung zwischen je zwei Fensterachsen, Dachhaus mit geschweiftem Giebel mit Okulus, rechts und links vom Erker je ein Balkon im ersten Obergeschoss, Mansarddach, Brandwand mit Putzgliederung. | 08958272 |
| Direkt Bild zu diesem Denkmal hochladen | Villa mit Toreinfahrt | Meißner Straße 80 (Karte)                                            | Um 1890 | Repräsentatives Gebäude im Stil des Späthistorismus, baugeschichtliche und ortshistorische Bedeutung. Geputzter Polygonsockel, darüber zweigeschossiger Putzbau mit abgerundeter Ecke, oberer Abschluss Sandsteinbrüstung, Eckbetonung durch Putznutung, rustizierte Sandsteingewände mit Schlussstein in beiden Geschossen, zwei rechtwinklig angeordnete geschweifte Giebelaufbauten mit Vasen, im Giebelabschluss ovale Okuli, Dachausbau, Walmdach, rückwärtig Terrasse, zwei Torpfeiler mit schmiedeeisernem Tor. Zu DDR-Zeiten Haus der Schuharbeiter, erbaut um 1875 durch die Tuchfabrikanten Gebr. Naundorf, in den 1930er Jahren im Besitz der Gebr. Römer. 1862 wurde die Firma Gebrüder Naundorf in Großenhain gegründet. 1918 kauften Adolf Römer, Zittau und Friedrich Römer, Löbau, die Firma. Seit 1943 Firma Gebr. Naundorf, Inh. Römer KG. 1946 zum Großenhainer Tuchfabrik Werk I, später VEB Vereinigte Tuchfabriken Ostsachsen. | 08958273 |
| Direkt Bild zu diesem Denkmal hochladen | Villa | Meißner Straße 84 (Karte)                                            | Um 1910 | Stattliches zeittypisches Gebäude mit Anklängen an den Schweizer Stil, baugeschichtlich von Bedeutung. Eingeschossiger Putzbau auf vielgliedrigem Grundriss, profilierte Steingewände, Holzbalkone, Dachausbau, reiche Dachlandschaft, im Giebel Zierfachwerk, Krüppelwalmdach, Biberschwanz-Kronendeckung. | 08958442 |
|                                         | Denkmal für die Opfer des Naziregimes | Mozartallee (Karte)                                                  | 1952 | Ortsgeschichtlich von Bedeutung. Großräumige, runde Anlage, rückwärtiger Abschluss durch Quadermauerwerk mit Eckpfeilern, darauf Steinkubus aus Porphyrtuff, mit Inschrift „Den Toten zu Ehren, den Lebenden zur Pflicht“, darauf kleiner Porphyrtuffkubus mit VVN-Zeichen. | 08958292 |
| Direkt Bild zu diesem Denkmal hochladen | Villa | Mozartallee 12 (Karte)                                               | Um 1910 | Stattlicher Bau in exponierter Lage am Altstadtring, baugeschichtlich von Bedeutung. Sockelgeschoss aus Klinkern (mit Fenstern), darauf zweigeschossiger Putzbau mit Zwischendach, zur Straßenseite Mittelrisalit über beide Geschosse, im Erdgeschoss mit konvexer Auslucht, profilierte Steingewände, Dachausbau mit Zierfachwerk, Mansardwalmdach. | 08958454 |
| Direkt Bild zu diesem Denkmal hochladen | Wohnhaus in halboffener Bebauung | Mozartallee 115 (Karte)                                              | Um 1890 | Beispiel für Stadterweiterung um 1900, mit aufwendiger Fassadengliederung, städtebaulich von Bedeutung. Polygonsockel, zweigeschossiger Putzbau mit Putzgliederung über beide Geschosse, profiliertes Gurtgesims, profilierte Fensterbekrönung im ersten Obergeschoss, Mansarddach mit Dachhäuschen, originale Tür. | 08958309 |
| Direkt Bild zu diesem Denkmal hochladen | Wohnhaus (ohne Anbau) in halboffener Bebauung | Mozartallee 121 (Karte)                                              | Bezeichnet mit 1798 im Kern; bezeichnet mit 1909                                                                            | Beispiel einer Gebäudeüberformung im Zuge der Stadterweiterung um die Jahrhundertwende, im Reformstil um 1910, städtebaulich von Bedeutung. Stattlicher zweigeschossiger Putzbau, Sandsteingewände, im Obergeschoss Putzgliederung, über den Fenstern Girlandenmotiv, Mansardgiebeldach mit Zwerchhaus, Kernbau mit sieben Achsen, Segmentbogentürgewände mit Schlussstein, bezeichnet mit „S. 1798“ und „A.B. 1909“. | 08958308 |
| Weitere Bilder                          | Fabrikantenvilla (mit Kunstsammlung), mit Villengarten (Gartendenkmal), Nebengebäude und Einfriedungsmauer (Zschillesches Haus) | Mozartallee 123 (Karte)                                              | 1881–1885, bezeichnet mit 1884                                                                                              | Repräsentative gründerzeitliche Villa, vielgestaltiger Bau mit bemerkenswerter Kunstsammlung des Tuchfabrikanten und Stadtrates Richard Zschille (1847–1903) innerhalb der Anlage, von kunst- und ortsgeschichtlicher Bedeutung. - Villa: stattlicher zweigeschossiger, reich gegliederter Putzbau mit profil-gerahmtem Schmuckband unter der Traufzone, dieses durch Erkerfenster durchbrochen, Dachausbau, Mansarddach, Anbau mit Eingangsbereich, Haustor mit schmiedeeisernen Beschlägen (2. Hälfte 18. Jahrhundert), im Obergeschoss hölzerne Verkleidung, seitlicher Turmanbau, an Rückseite Zierfachwerk, Wendelstein, an Rückseite der Villa eingelassener Brunnen mit Nischenfigur - Seitengebäude: Erdgeschoss massiv, Obergeschoss Fachwerk mit reichen Schmuckformen, Walmdach, eingeschossiger Anbau mit Dachausbau und Walmdach, im Inneren Renaissance-Balkendecke aus dem Magdalenenkloster, Renaissance-Portal aus dem Lindengäßchen 3 (Großenhain) - Ziehbrunnen im Hof bezeichnet mit 1579 - gotisches Tor (14. Jahrhundert), Säule aus Pompeji, schmiedeeisernes Gitter aus Aachen (18. Jahrhundert) - im Gartenbereich Teile der Einfriedungsmauer | 08958288 |
| Direkt Bild zu diesem Denkmal hochladen | Villa und Einfriedung | Mozartallee 125 (Karte)                                              | Um 1880 | Weitgehend original erhaltener Bau am Stadterweiterungsring, baugeschichtlich und städtebaulich von Bedeutung. Sockelgeschoss, darüber dreigeschossiger Putzbau mit flachem Mittelrisalit im Erdgeschoss und ersten Obergeschoss, große profilierte Rundbogensteingewände mit Schlusssteinen und Dreipassmotiv über den Fenstern, Gurtbänder, im zweiten Obergeschoss Zusammenfassung von drei und vier Fenstern mit Säulengliederung, Balkon mit schmiedeeisernem Zaun, Walmdach. Einfriedung: zwei Torpfeiler mit profilierter Bedachung sowie schmiedeeiserne Zaunfelder. | 08958287 |
| Direkt Bild zu diesem Denkmal hochladen | Bankgebäude in Ecklage, mit Einfriedung | Mozartallee 127 (Karte)                                              | Um 1880 | Ehemals Landwirtschaftsbank, heute Sitz der Sparkasse, repräsentativer Bau in markanter Ecklage, gründerzeitliche Klinkerfassade, von baugeschichtlicher und ortshistorischer Bedeutung. Sockelgeschoss, darüber zweigeschossiger Bau mit Klinkerverblendmauerwerk, flacher Mittelrisalit, Ecknutung, im Erdgeschoss Auslucht, reiche Fassadengliederung durch Putzbänder und -spiegel, stark betonter Eingangsbereich durch aufwendige barockisierende Portalrahmung (2. Bauphase), originale Tür, Walmdach, Zierfachwerk im Giebel, eingeschossiger Anbau um 1902 mit großen profilierten Rundbogenfenstern. Einfriedung: Ziegelmauerwerk mit Putzbändern sowie schmiedeeisernen Zaunfeldern, Ziegelpfeiler mit Bedachung. | 08958286 |
|                                         | Bankgebäude (mit fünf Hausnummern) in Ecklage | Mozartallee 141a, 141b, 141c, 141d, 141e (Karte)                     | Um 1890 | Markanter stattlicher Bau am äußeren Altstadtring, baugeschichtlich und städtebaulich von Bedeutung. Polygonsockel, darüber überaus stattlicher zweigeschossiger Putzbau über rechtwinkligem Grundriss, Putznutung bei Kopfbau und an hervortretenden flachen Risaliten, im Obergeschoss gerade Fensterabschluss, Dreiecksbedachung am Kopfbau und an den Risaliten, kräftig profiliertes, umlaufendes Gurt- und Kranzgesims, seitlicher Anbau im Obergeschoss mit Klinkerfassade, stark hervortretender Mittelrisalit mit Zwillingsfenstermotiv in beiden Geschossen sowie Dachausbau, geschweifter Giebelabschluss, reiche Dachlandschaft, Dachausbau, Mansarddach, Biberschwanzdeckung. | 08958253 |
|                                         | Wohn- und Geschäftshaus (mit zwei Hausnummern) in halboffener Bebauung | Mozartallee 143, 145 (Karte)                                         | 1912 | Stattlicher Gebäudekomplex über annähernd U-förmigem Grundriss und in weitgehend authentischem Erhaltungszustand, Gliederung der Fassaden durch Lisenen und Profile, einige Fenster mit Rahmungen, weniger akzentuierender Schmuck, Teile der Ausstattung aus der Entstehungszeit erhalten, bemerkenswertes Beispiel der versachlichten und dennoch anspruchsvollen Architektur aus dem Anfang des 20. Jahrhunderts, baugeschichtlich und ortsgeschichtlich sowie künstlerisch bedeutend. Zweigeschossiger Putzbau über U-förmigem Grundriss, reiche Putzgliederung durch Lisenen und Pilaster, im Mittelbau halbrunder Verandenanbau, originale Fenster und Türen, rechts und links der Veranda profilierte Steingewände und Dreiecksgiebelbedachung, Eingangsbereich von Nummer 145 aufwendig durch Relief über der Tür gestaltet (Personengruppe mit Arbeitsutensilien), Dachausbau, Mansarddach, Biberschwanzdeckung. Der zurückgesetzte Teil stammt bis zum ersten Obergeschoss von einem Vorgängerbau aus dem Jahre 1873. Dieser zweigeschossige Bau mit vier Fensterachsen wurde von einem Walmdach bedeckt. Der Umbau dieses vergleichsweise bescheidenen Gebäudes erfolgte 1912 auf Veranlassung des Bauherren und Lederhändlers Kammilo Berger. Entwurf und Ausführung lagen in den Händen des Architekten Emil Möller. Der vorhandene Bau von 1873 wurde um ein Mansarddach mit ausgebautem Dachgeschoss und Dachreiter erhöht, im Erdgeschoss um einen halbrunden Vorbau (Veranda) erweitert und durch eine markante Fassadengestaltung im Zeitgeschmack bereichert. Außerdem kamen zwei Flügelanbauten hinzu (möglicherweise ist der rechte Flügel etwas später als 1912 entstanden). | 08958265 |
|                                         | Geschäftshaus | Mozartallee 182 (Karte)                                              | 2. Hälfte 19. Jahrhundert                                                                                                   | Stattlicher Bau als Beispiel für französisch inspirierten Historismus in markanter Straßenlage am Altstadtring, baugeschichtlich von Bedeutung. Stattlicher massiver zweigeschossiger Putzbau mit einachsigem Mittelrisalit und je einem dreiachsigen Seitenrisalit, im Erdgeschoss und Obergeschoss profilierte Steingewände, zum Teil mit Putzquadern, überwiegend Rundbogenfenster, profiliertes Gurt- und Kranzgesims, im Obergeschoss Putzband zwischen den Fenstern, Mittelrisalit mit Zwillings-Rundbogenfenster und Eckbetonung sowie Dachfenster mit Voluten, in einem Kuppeldach endend, Seitenrisalite mit Dachfenstern, in Walmdächern endend, Satteldach, Schieferdeckung. Bis September 2008 irrtümlich unter Neumarktgasse 3 in der Denkmalliste. | 08958445 |
| Direkt Bild zu diesem Denkmal hochladen | Seitengebäude und Scheune eines Gehöfts | Mühlstraße 9 (Karte)                                                 | Um 1800 (Wirtschaftsgebäude); Mitte 19. Jahrhundert (Gutsscheune)                                                           | Seitengebäude mit Fachwerk-Obergeschoss, Scheune massiver Putzbau, Teil der alten Ortsstruktur, Relikt ländlicher Bauweise in veränderter Umgebung, wirtschaftsgeschichtlich und ortsgeschichtlich von Bedeutung. - Seitengebäude: Erdgeschoss massiv, Obergeschoss Fachwerk, originale Fenster (Schiebefenster), Segmentbogentor, Satteldach, saniert - Scheune: Bruchsteinbau, verputzt, mit lisenenartiger Putzgliederung, Gurtgesims und Okuli, Zwillingsfenster zwischen zwei großen Segmentbogentoren, Sandsteingewände, Satteldach Anlage war Rittergut, angeblich bis ins 12. Jahrhundert nachweisbar. | 08958207 |
| Direkt Bild zu diesem Denkmal hochladen | Türgewände mit Schlussstein | Mühlstraße 10 (Karte)                                                | Bezeichnet mit 1836 | Sandsteinportal, Relikt der ländlichen Bauweise, handwerklich-künstlerisch von Bedeutung. Schlussstein bezeichnet mit „1836 J.G.H.“, in den Zwickeln Sonnenmotiv. | 08958208 |
| Direkt Bild zu diesem Denkmal hochladen | Bürgersteig | Naundorfer Straße (Karte)                                            | 18. Jahrhundert | Seltenes Beispiel eines noch erhaltenen angeböschten Granitpflasterfußweges, von stadtentwicklungs- und verkehrsgeschichtlicher Bedeutung. Angeböschter Fußweg mit Granitpflastersteinen und Granitplatten. | 09302552 |
|                                         | Wohnhaus in geschlossener Bebauung | Naundorfer Straße 5 (Karte)                                          | Im Kern um 1800, später überformt                                                                                           | Mit Laden, interessant gestaltete Putzfassade, baugeschichtlich und straßenbildprägend von Bedeutung. Zweigeschossiger Putzbau mit Ecknutung, Putzfaschen in beiden Geschossen, stehende Dachfenster, Biberschwanz-Kronendeckung. | 08958344 |
| Direkt Bild zu diesem Denkmal hochladen | Türblatt eines Hauseingangs und Kachelofen im Haus | Naundorfer Straße 8 (Karte)                                          | Um 1830 (Haustür); um 1900 (Ofen)                                                                                           | Weitgehend original erhaltene Bauteile im bzw. am Gebäude, handwerklich-künstlerisch von Bedeutung. - originales Türblatt: zweiflügelig, mit Säulenschaft- und Fächermotiv, mit Türknäufen, originales Lichtfenster im oberen Bereich - Kachelofen: mit grünen Kacheln, auf Sockel | 08958459 |
| Direkt Bild zu diesem Denkmal hochladen | Wohnhaus in geschlossener Bebauung mit rückwärtigem Anbau (Eckhardt-Haus), Orangerie und Einfriedungsmauern des Gartens (heute Diakonisches Werk der ev.-luth. Gemeinde) | Naundorfer Straße 9 (Karte)                                          | Mitte 18. Jahrhundert | Schlichter Putzbau, ortsgeschichtlich von Bedeutung. - Wohnhaus: zweigeschossiger Putzbau mit Dacherker, original profiliertes Eingangsportal mit originalem Türblatt, profiliertes Gurtgesims, Kranzgesims, Satteldach - Orangerie: eingeschossiger Putzbau über längsrechteckigem Grundriss, zur Hofseite sechs große Rundbogenfenster mit vielfacher Sprossung, profilierte Steingewände, darüber Rundbogenfries, in den Zwickeln Blend-Okuli mit Sternmotiv, mittige Anordnung der hohen Rundbogentür mit Sprossung, über dem Eingang Bekrönung mit Blumenschalen, Rückseite Putzgliederung, flaches Dach | 08958520 |
| Direkt Bild zu diesem Denkmal hochladen | Wohnhaus in geschlossener Bebauung | Naundorfer Straße 10 (Karte)                                         | 2. Hälfte 19. Jahrhundert                                                                                                   | Mit Laden, Teil der innerstädtischen Bebauung in zeittypischem Stil der Gründerzeit, städtebaulich von Bedeutung. Dreigeschossiger Putzbau mit Putznutung und Eckrustizierung, profilierte Steingewände, teils Dreiecksgiebel-, teils gerade Bedachung, im zweiten Obergeschoss Sohlbänke auf Konsolen, hier Zahnschnittbedachung, Ladeneinbau aus dem 19. Jahrhundert. | 08958346 |
| Direkt Bild zu diesem Denkmal hochladen | Relief | Naundorfer Straße 12 (Karte)                                         | Laut Gurlitt um 1480 | Relikt eines Renaissance-Reliefs mit bildlicher Darstellung, kunstgeschichtlich von Bedeutung. Sandsteinrelief mit der Darstellung eines Mannes, den Drachen bekämpfend, vermutlich heiliger Georg, im Hintergrund Felsdarstellung mit Höhle, aus der ein Tierkopf schaut. Siehe auch Gurlitt: Beschreibende Darstellung der älteren Bau- und Kunstdenkmäler des Königreichs Sachsen., 38. Heft, 1914, S. 72/73. | 08958475 |
| Direkt Bild zu diesem Denkmal hochladen | Gasthof „Großenhainer Hof“ in geschlossener Bebauung | Naundorfer Straße 14 (Karte)                                         | Bezeichnet mit 1745 | Repräsentativer zweigeschossiger Bau in geschlossener Bebauung, ehemals Restaurant und Hotel Storz, ursprünglich mit Brennerei, ortsgeschichtlich von Bedeutung. Zweigeschossiger Putzbau mit Putznutung im Erdgeschoss, im Obergeschoss Putzgliederung, Segmentbogentor mit Schlussstein, dort bezeichnet mit 1745, profiliertes Gurtgesims, Dachausbau, Satteldach. | 08958349 |
| Direkt Bild zu diesem Denkmal hochladen | Wohnhaus in geschlossener Bebauung | Naundorfer Straße 15 (Karte)                                         | Um 1900 | Weitgehend original erhaltener Bau, städtebaulich von Bedeutung. Zweigeschossiger Putzbau, profiliertes Gurtgesims, im Erdgeschoss Putznutung, im Obergeschoss Putzgliederung, originale Fenster, Dachhäuschen, Satteldach, Biberschwanz-Kronendeckung. | 08958478 |
| Direkt Bild zu diesem Denkmal hochladen | Wohnhaus in geschlossener Bebauung | Naundorfer Straße 17 (Karte)                                         | Mitte 18. Jahrhundert | Mit Laden, Teil der innerstädtischen Bebauung nach dem Stadtbrand von 1744, baugeschichtlich und städtebaulich von Bedeutung. Zweigeschossiger Putzbau, Steingewände, Ladeneinbau aus dem 19. Jahrhundert im Erdgeschoss, hohes Satteldach. | 08958345 |
| Direkt Bild zu diesem Denkmal hochladen | Wohnhaus in geschlossener Bebauung | Naundorfer Straße 20 (Karte)                                         | Um 1890 | Zeittypisches Gebäude der Gründerzeit am Altstadtrand, städtebaulich von Bedeutung. Polygonsockel, darüber zweigeschossiger Putzbau mit Putzgliederung, profilierte Fenstergewände, profiliertes Gurt- und Kranzgesims, Fenster mit gerader Bedachung, originale Tür, Dachausbau, Mansarddach. | 08958351 |
| Direkt Bild zu diesem Denkmal hochladen | Wohnhaus in halboffener Bebauung | Naundorfer Straße 22 (Karte)                                         | Bezeichnet mit 1744 | Erhaltenes Beispiel der Erstbebauung am Rande des Altstadtkerns nach dem Stadtbrand von 1744, baugeschichtlich und städtebaulich von Bedeutung. Zweigeschossiger Putzbau mit Segmentbogenportal und Schlussstein, darin bezeichnet mit „J.M.E 1744“, originale Tür und Fenster, Satteldach. | 08958352 |
| Direkt Bild zu diesem Denkmal hochladen | Türgewände und Türblatt | Naundorfer Straße 27 (Karte)                                         | Um 1820 | Sehr gut erhaltenes Beispiel einer frühklassizistischen Tür, handwerklich-künstlerisch von Bedeutung. Originales Türblatt, dunkelbraun gefasst, mit goldenen, orientalisierenden Vasenmotiven und Zierleisten. | 08958350 |
| Direkt Bild zu diesem Denkmal hochladen | Pfarrhaus in geschlossener Bebauung (Eckhardt-Stiftung), dazu rückwärtiger Garten mit Gartenpavillon | Naundorfer Straße 29 (Karte)                                         | Bezeichnet mit 1888, im Kern älter (1748)                                                                                   | Markantes Gebäude im Straßenzug, im Kern barock, ortsgeschichtlich von Bedeutung. Dreigeschossiger Putzbau um einen Innenhof, Putzgliederung, profiliertes Gurtgesims, Kranzgesims, Innenhof = Gartenhof, hinter dem Gebäude von Natursteinmauern eingefasster Garten mit Eckpavillon, mittlerer Achse und zwei gusseisernen Stangen, mit Naundorfer Straße 33 durch einen Stadtmauerdurchgang verbunden. | 08958353 |
| Direkt Bild zu diesem Denkmal hochladen | Gasthaus „Bräustübl“ in geschlossener Bebauung | Naundorfer Straße 31 (Karte)                                         | Mitte 18. Jahrhundert | Im Kern barockes Gebäude, baugeschichtlich und städtebaulich von Bedeutung. Zweigeschossiger Putzbau, Putzgliederung, Fenster mit Putzfaschen, stehende Dachhäuschen, Satteldach. | 08958354 |
| Direkt Bild zu diesem Denkmal hochladen | Wohnhaus in halboffener Bebauung, dazu der Garten mit Einfriedung | Naundorfer Straße 33 (Karte)                                         | 1908 | Wohnhaus für den zweiten Pfarrer (=Archidiakon), zeittypischer Bau am Rande des Altstadtkerns, Anwesen bau- und ortsgeschichtlich bedeutend. Zweigeschossiger Putzbau mit Volutengiebel, Porphyrtuffsockel, Eingangstür und Tordurchfahrt gerahmt durch Quader aus Porphyrtuff, im Giebel Zierfachwerk, Dachausbau, rückwärtig Holzbalkon, hinter dem Gebäude Gartenanlage auf dem Gelände des aufgefüllten Wallgrabens (Zwinger) mit Wasserbecken aus Sandstein über rundem Grundriss, Zwischenmauer einschl. Durchgang, Torpfeiler aus Sandstein, Fontänenbecken, Nischenbauwerk, Wegeführung, zum Teil Sandsteinplatten, Treppenanlagen, bewegtem Gartenrelief und prägendem Altbaumbestand. | 08958355 |
| Weitere Bilder                          | Klosterruine des Nonnenklosters und angrenzende Gebäude der ehemaligen Amtshauptmannschaft (heute Bibliothek, zwei Häuser: Neumarkt 1a und Poststraße 10) | Neumarkt 1a (Poststraße 10) (Karte)                                  | 2. Hälfte 15. Jahrhundert (Klosterruine); 1599 (Amtshaus)                                                                   | Ehemals Magdalenenkloster, heute Karl-Preusker-Bücherei. Klosterruine von ortshistorischer Bedeutung, Bibliothek als erste deutsche Volksbücherei in Großenhain, von ortsgeschichtlicher und wissenschaftlicher Bedeutung. Siehe Dehio, Seite 418, Cornelius Gurlitt: Beschreibende Darstellung der älteren Bau- und Kunstdenkmäler des Königreiches Sachsen, 38. Heft, 1914, S. 24–43, | 08958403 |
| Direkt Bild zu diesem Denkmal hochladen | Gasthaus „Zur blauen Laterne“ in Ecklage und in geschlossener Bebauung | Neumarkt 2 (Karte)                                                   | Mitte 18. Jahrhundert | Baugeschichtlich und ortsgeschichtlich von Bedeutung. Breitgelagerter zweigeschossiger Putzbau, im Erdgeschoss profilierte Segmentbogenfenster- und -türgewände mit Zierfries, Walmdach. | 08958359 |
| Direkt Bild zu diesem Denkmal hochladen | Wohnhaus in Ecklage | Neumarkt 6 (Karte)                                                   | Um 1745 | Mit Laden, Teil der alten Bebauung im Stadtkern, baugeschichtlich und städtebaulich von Bedeutung. Zweigeschossiger Putzbau mit 7:6 Achsen, Erdgeschoss stark veränderter durch Ladeneinbau, hohes Walmdach, am Eingangsbereich eingezogener Kielbogen. | 08958476 |
|                                         | Wohnhaus (mit älterem Sitznischenportal) in Ecklage und in geschlossener Bebauung | Neumarkt 11 (Karte)                                                  | Bezeichnet mit 1583 (Sitznischenportal); 2. Hälfte 19. Jahrhundert, im Kern älter (Wohnhaus)                                | Wertvolles Renaissance-Sitznischenportal, überliefertes Zeugnis der Renaissance-Bebauung innerhalb der Stadt, baugeschichtlich und hausgeschichtlich von Bedeutung. Zweigeschossiger Putzbau mit 3:9 Achsen, an Langseite Renaissance-Sitznischenportal, in gerader Portalbedachung bezeichnet mit 1583, profilierte Gewände mit Zahnschnitt, Diamantquadern und Eierstab, rechts und links davon je ein Fenster mit profilierten Gewänden, Walmdach mit Dacherker. Bis Oktober 2008 irrtümlich unter Gabelsberger Straße 11 in der Denkmalliste geführt. | 08958388 |
| Direkt Bild zu diesem Denkmal hochladen | Ehemaliges Gasthaus „Zur Börse“ (heute Wohnhaus) | Neumarkt 12 (Karte)                                                  | 2. Hälfte 19. Jahrhundert (im Kern), später überformt                                                                       | In Kirchplatznähe gelegen, von städtebaulicher und ortshistorischer Bedeutung. Zweigeschossiger Putzbau mit einfacher Putzgliederung, 4:4 Achsen, im Erdgeschoss profilierte Steingewände, im Obergeschoss Putzfaschen, zwei Dachhäuschen, Walmdach mit Biberschwanz-Kronendeckung. | 08958390 |
| Direkt Bild zu diesem Denkmal hochladen | Mietshaus in geschlossener Bebauung | Neumarkt 13 (Karte)                                                  | Um 1900 | Markantes Wohngebäude um 1900 mit vergleichsweise aufwendiger historisierender Fassade, baugeschichtlich und stadtentwicklungsgeschichtlich bedeutend. Das dreigeschossige massive Gebäude Neumarkt 13 in Großenhain wurde um 1900 errichtet. Es zeigt eine für die Zeit typische historisierende Fassade. Über einem gequaderten Erdgeschoss erheben sich zwei Vollgeschosse mit einer Vielzahl von Gestaltungselementen. Etagenprofile gliedern die Front. Akzente setzen verschiedenartiger Brüstungsschmuck und unterschiedliche Bedachungen über den hochrechteckigen Fenstern. Der markante Bau ist ein charakteristisches und weitgehend ursprünglich erhaltenes Zeugnis für die sich an althergebrachten Stilen orientierende historisierende Architektur, vor allem Ende des 19. Jahrhunderts und um 1900. Darüber hinaus dokumentiert der Neumarkt 13 die Weiterentwicklung Großenhains zu einer modernen sächsischen Kleinstadt im Zeitalter der industriellen Revolution. | 09303691 |
| Direkt Bild zu diesem Denkmal hochladen | Wohnhaus in Ecklage und in geschlossener Bebauung | Neumarktgasse 1 (Karte)                                              | 2. Hälfte 19. Jahrhundert, im Kern wohl älter                                                                               | Mit Ladeneinbau, gründerzeitlicher Putzbau in markanter Ecklage, wesentlicher Bestandteil der Stadterweiterung nach dem Stadtbrand, städtebaulich von Bedeutung. Dreigeschossiger Putzbau mit 4:7 Achsen, im Erdgeschoss Ladeneinbau mit gusseiserner kannelierter Säule, mit Putznutung umrahmt, profiliertes Gurtgesimse, profilierte Steingewände mit gerader Bedachung im ersten Obergeschoss, profilierte Sohlbänke, zum Teil mit floralen Ornamenten, profiliertes Kranzgesims, Walmdach, im Erdgeschoss Fensterläden. | 08958389 |
| Direkt Bild zu diesem Denkmal hochladen | Wohnhaus in geschlossener Bebauung | Neumarktgasse 5 (Karte)                                              | Mitte 19. Jahrhundert | Bau aus der Mitte des 19. Jahrhunderts, möglicherweise aus zwei älteren Gebäuden entstanden, gekrümmte Rückwand des Gebäudes markiert den Verlauf der alten Stadtmauer an dieser Stelle, Anwesen von bau- und stadtentwicklungsgeschichtlicher Bedeutung. Zweigeschossiger Putzbau mit einfacher Putzgliederung an der Rückseite, im Erdgeschoss Fensterläden, Dachausbau, Satteldach. | 08958453 |
| Direkt Bild zu diesem Denkmal hochladen | Wohnhaus in geschlossener Bebauung | Neumarktgasse 7 (Karte)                                              | 2. Hälfte 18. Jahrhundert                                                                                                   | Als Teil der alten Stadtbebauung und Bestandteil der Stadtmauer von stadtentwicklungsgeschichtlicher Bedeutung. Zweigeschossiger Bruchsteinbau, verputzt, fünf Achsen, im Erdgeschoss Fensterläden, Rückseite Bruchsteinmauerwerk sichtbar (vermutlich Bestandteil der alten Stadtmauer), Krüppelwalm- und Satteldach. | 08958446 |
| Direkt Bild zu diesem Denkmal hochladen | Schulgebäude | Neumarktgasse 9 (Karte)                                              | 19. Jahrhundert | Einfaches Gebäude am Altstadtrand, als ehemalige Mädchenschule sozialgeschichtlich und ortsgeschichtlich von Bedeutung. Breitgelagerter dreigeschossiger Putzbau mit Sandsteingewände, Walmdach, doppelte Biberschwanzdeckung. | 08958494 |
| Weitere Bilder                          | Sowjetisches Ehrenmal mit Soldatenfriedhof | Öhringer Straße (Karte)                                              | 1945–1948 | Anlage mit Einzel- und Gemeinschaftsgräbern und großer Ehrenhain mit Bepflanzung, geschichtlich von Bedeutung. Zweistufiger grober Granitsockel, darauf großer Granitkubus aus Einzelquadern mit polierter Inschrifttafel, darauf polierter turmartiger, aus fünf Einzelstelen bestehender Aufbau mit Kugel aus Sandstein als Abschluss, Vorderansicht mit Sowjetstern, Hammer und Sichel, Einfriedung aus Hecken mit Rhododendron-Büschen, sehr gepflegt, Eingang zu den Gärten durch roten Granit-Torbogen aus einzelnen Quadern, mit Schlussstein und rotem Stern. In Einzel- und Gemeinschaftsgräbern ruhen 325 Gefallene der Frühjahrskämpfe 1945 und fünf Angehörige der Roten Armee, die nach 1945 verstorben sind. Neben sechs großen Namenssteinen für 109, 34, 48, 34, 47 und 53 Gefallene, erhebt sich im Zentrum das Denkmal: auf einer dreistufigen Plattform quadratischer Sockel, an der Vorderseite Tafel mit ehrendem Text, darüber gegliederter, turmartiger Aufbau, gekrönt von Kugel. Material: roter Granit, Höhe ca. 1.000 cm, errichtet 1947. | 08958210 |
| Direkt Bild zu diesem Denkmal hochladen | Wohnhaus in Ecklage und in geschlossener Bebauung | Poststraße 1 (Karte)                                                 | Im Kern nach 1744 | Mit Laden, markantes Gebäude in Marktnähe, baugeschichtlich und städtebaulich von Bedeutung. Zweigeschossiger Putzbau mit Putzgliederung im Obergeschoss, Putzfaschen, horizontale Putzgliederung durch zwei Gurtgesimse mit dazwischenliegendem Putzband, mächtiges Walmdach. | 08958331 |
| Direkt Bild zu diesem Denkmal hochladen | Wohnhaus in geschlossener Bebauung | Poststraße 6 (Karte)                                                 | Mitte 18. Jahrhundert, später überformt                                                                                     | Gründerzeitliche Putzfassade, im Kern barock, baugeschichtlich und städtebaulich von Bedeutung. Dreigeschossiger Putzbau mit Segmentbogentür im Erdgeschoss, im ersten Obergeschoss Fenster mit gerader Bedachung, Putzgliederung, im zweiten Obergeschoss Segmentsturzbögen, Satteldach. | 08958437 |
| Direkt Bild zu diesem Denkmal hochladen | Wohnhaus in geschlossener Bebauung | Poststraße 7 (Karte)                                                 | Bezeichnet mit 1744 | Weitgehend original erhaltener Bau im Altstadtbereich, mit Segmentbogenportal, baugeschichtlich und städtebaulich von Bedeutung. Zweigeschossiger Putzbau mit Steingewänden im Obergeschoss, Erdgeschoss im 19. Jahrhundert überformt, scharriertes Sandsteintürgewände mit Schlussstein, dort bezeichnet mit „JDS 1744“, originale Türblatt und Klinke, im oberen Bereich der Tür Butzenscheiben erhalten, Dacherker, Satteldach. | 08958488 |
| Direkt Bild zu diesem Denkmal hochladen | Wohnhaus in geschlossener Bebauung | Poststraße 8 (Karte)                                                 | Ende 19. Jahrhundert | Mit Laden, stattlicher Gründerzeitbau im Altstadtbereich, baugeschichtlich und städtebaulich von Bedeutung. Dreigeschossiger Putzbau mit profilierten Steingewänden, im ersten Obergeschoss Dreiecksgiebel mit Lorbeerkranz, im zweiten Obergeschoss gerade Bedachung, Dachausbau, Satteldach. | 08958438 |
| Direkt Bild zu diesem Denkmal hochladen | Klosterruine des Nonnenklosters und angrenzende Gebäude der ehemaligen Amtshauptmannschaft (heute Bibliothek, zwei Häuser: Neumarkt 1a und Poststraße 10) | Poststraße 10 (Neumarkt 1a) (Karte)                                  | 2. Hälfte 15. Jahrhundert (Klosterruine); 1599 (Amtshaus)                                                                   | Ehemals Magdalenenkloster, heute Karl-Preusker-Bücherei. Klosterruine von ortshistorischer Bedeutung, Bibliothek als erste deutsche Volksbücherei in Großenhain, von ortsgeschichtlicher und wissenschaftlicher Bedeutung. Siehe Dehio, Seite 418, Cornelius Gurlitt: „Beschreibende Darstellung der älteren Bau- und Kunstdenkmäler des Königreiches Sachsen“, 38. Heft, 1914, S. 24–43. | 08958403 |
| Direkt Bild zu diesem Denkmal hochladen | 600 Titel in der Großenhainer Karl-Preusker-Bücherei | Poststraße 10 (Karte)                                                | 1833–1911 | Karl Benjamin Preusker (1786–1871) war 1828 der Begründer der ersten deutschen Volksbücherei, wissenschaftlich und ortsgeschichtlich von Bedeutung. Aus dem sogenannter Preusker-Nachlass, aufgeführt 1998 in Nachricht von der Stadtbibliothek zu Großenhain. Katalog der überlieferten Bestände. | 08958521 |
| Direkt Bild zu diesem Denkmal hochladen | Denkmal für Karl Benjamin Preusker | Poststraße 10 (neben) (Karte)                                        | Nach 1871 | Ortsgeschichtlich von Bedeutung. Steinstele mit Metallbüste und Inschrift „Karl Benjamin Preusker/1786–1871“, Rentamtmann und Begründer der ersten deutschen Volksbücherei in Großenhain, auf dem Vorplatz zum Eingang der Bibliothek befindlich. | 08958405 |
| Direkt Bild zu diesem Denkmal hochladen | Wohnhaus in geschlossener Bebauung | Poststraße 13 (Karte)                                                | Nach 1744 | Mit Laden, Teil der alten Stadtstruktur nach dem Stadtbrand von 1744, baugeschichtlich und städtebaulich von Bedeutung. Zweigeschossiger Putzbau, im Erdgeschoss profiliertes Segmentbogenfenstergewände und Segmentbogentür, Ladeneinbau 19. Jahrhundert, zwei profilierte Gurtgesimse, im Obergeschoss Rechteckfenster mit Schlussstein als Diamantquader und einfache Putzgliederung, profiliertes Kranzgesims, Satteldach. | 08958455 |
| Direkt Bild zu diesem Denkmal hochladen | Sogenanntes schriftsässiges Vorderhaus und ehemaliges Klosterhaus (mit Konventsaal, darin wertvolles Gewölbe), später Hotel „Gesellschaftshaus“ | Poststraße 15 (Karte)                                                | Im Kern 2. Hälfte 15. Jahrhundert                                                                                           | Bestandteile des ehemaligen Magdalenenklosters, ab dem späten 19. Jahrhundert als Hotel „Gesellschaftshaus“ genutzt, ortsgeschichtlich und kunstgeschichtlich von Bedeutung. Vorderhaus dreigeschossig, massiv, in neuerer Zeit stark verändert. | 08958404 |
|                                         | Mord- und Sühnekreuz | Priestewitzer Straße (Karte)                                         | 15. Jahrhundert, Mittelalter                                                                                                | Ortsgeschichtlich von Bedeutung. Gut erhaltenes Sühnekreuz aus dem Mittelalter, Sandstein, davorliegende Tafel mit Inschrift „Steinkreuz aus dem Mittelalter, es stand hier an der Weichbildgrenze der Stadt. Seine eigentliche Bedeutung ist nicht überliefert.“. | 08958196 |
| Direkt Bild zu diesem Denkmal hochladen | Wohnhaus in geschlossener Bebauung | Radeburger Platz 4 (Karte)                                           | Um 1840 | Bestandteil der älteren Bebauung der Stadterweiterung, baugeschichtlich und städtebaulich von Bedeutung. Zweigeschossig, mit Korbbogentürgewände und Schlussstein, im Erdgeschoss Fensterläden, Satteldach, Biberschwanzdeckung. | 08958324 |
|                                         | Ehemaliges Gasthaus „Rotes Haus“ (heute Wohnhaus) | Radeburger Platz 11 (Karte)                                          | 1. Hälfte 19. Jahrhundert                                                                                                   | Ortsgeschichtlich von Bedeutung, markante Lage an einer Straßenkreuzung. Massiver zweigeschossiger Putzbau, im Erdgeschoss Segmentbogenfenster, 3:11 Achsen, Krüppelwalmdach. | 08958227 |
| Direkt Bild zu diesem Denkmal hochladen | Toreinfahrt | Radeburger Platz 16 (Karte)                                          | Um 1880 | Städtebaulich von Bedeutung, originales Eisentor. Wohnhaus in Ecklage und in offener Bebauung: zweigeschossiger Putzbau mit Mezzaningeschoss, im Erdgeschoss Putzgliederung, Segmentbogenfenster, Gurtgesims, flacher Mittelrisalit mit erhöhtem Dachabschluss, im Giebel Drillingsfenstermotiv, zum Teil originale Fenster, Satteldach, Holzwetterhäuschen. Wohnhaus und Holzwetterhäuschen 2012 abgebrochen. | 08958228 |
| Direkt Bild zu diesem Denkmal hochladen | Gasthof „Zum Goldenen Stern“ | Radeburger Straße 12 (Karte)                                         | Bezeichnet mit 1697 | Gehören zu den ältesten erhaltenen Gebäuden im Vorstadtbereich, bau- und ortsgeschichtlich von Bedeutung. - Gasthaus: stattlicher, breitgelagerter zweigeschossiger Putzbau mit zentraler Toreinfahrt, flacher achtachsiger Mittelrisalit, Putzfaschen, profiliertes Gurt- und Kranzgesims, Walmdach mit Dachausbau, stark saniert, Schlussstein bezeichnet mit „D.N. 1697“ mit Wappen, darauf sechsstrahliger Stern, im Inneren über der rückwärtigen Eingangstür weitere Datierung 1698, Gasthaus heute zu gewerblichen Zwecken genutzt bzw. leerstehend - Seitengebäude (Nummer 12c, vor 2011 abgebrochen): zweigeschossiger Putzbau mit 9:4 Achsen, im Erdgeschoss profilierte Fenstergewände, Segmentbogen im Eingangsbereich, Dachhäuschen, Krüppelwalmdach, Seitengebäude erbaut Ende 16. Jahrhundert, später überformt | 08958418 |
| Direkt Bild zu diesem Denkmal hochladen | Wohnhaus in offener Bebauung | Radeburger Straße 16 (Karte)                                         | Um 1880 | Stattlicher gründerzeitlicher Bau an einer Ausfallstraße, in dörflichem Kontext des Ortsteils Naundorf, baugeschichtlich von Bedeutung. Stattlicher dreigeschossiger Bruchsteinbau, verputzt, Sandsteingewände, Erdgeschoss Rundbogenfenster, 8:4 Achsen, seitliche Risalite, Dachausbau Anfang 20. Jahrhundert, teils originale Fenster, originale bauzeitliche Haustür, originales Treppenhaus, im ersten Obergeschoss gerade Fensterbedachung, Gurtgesims. Bis September 2008 irrtümlich unter Nummer 16a in der Denkmalliste. | 08958420 |
| Direkt Bild zu diesem Denkmal hochladen | Wohnstallhaus eines ehemaligen Dreiseithofes, mit Zufahrtsbrücke über die Große Röder | Radeburger Straße 26 (Karte)                                         | Mitte 19. Jahrhundert | Zeit- und landschaftstypische Bauweise im alten Ortskern von Naundorf, mit Steinbogenbrücke als Zufahrt, baugeschichtlich und sozialgeschichtlich von Bedeutung. - Wohnstallhaus: Bruchsteinbau, verputzt, mit einfacher Putzgliederung im Giebel, Sandsteingewände, originale Fenster und Winterfenster, Satteldach, doppelte Biberschwanz-Kronendeckung, Zwillings-Rundbogenfenster im Giebel - Steinbogenbrücke vor Gehöftzugang - Ausgedinge (vor 2011 abgebrochen): eingeschossiger Bruchsteinbau, verputzt, Sandsteingewände, zum Teil originale Fenster, Satteldach, doppelte Biberschwanz-Kronendeckung | 08958218 |
| Direkt Bild zu diesem Denkmal hochladen | Doppelmietshaus | Radeburger Straße 27, 29 (Karte)                                     | Um 1900 | Zeugnis für städtische Bauweise der Gründerzeit im alten Ortskern von Naundorf, stadtentwicklungsgeschichtlich von Bedeutung. Polygonsockel mit Eckbetonung, zweigeschossiger massiver Putzbau mit aufwendiger Putzfassadengliederung, Gurtgesims, kräftig profiliertes Kranzgesims mit Konsolen, zwei seitliche, leicht hervortretende zweiachsige Risalite, profilierte Steingewände, im Erdgeschoss Fenster mit Schlussstein und liegendem Diamantquader, im Obergeschoss gerade Bedachung und Konsolen, ausgebautes Mansarddach, Schieferdeckung. | 08958217 |
| Direkt Bild zu diesem Denkmal hochladen | Zufahrtsbrücke über die Große Röder | Radeburger Straße 30 (vor) (Karte)                                   | Mitte 19. Jahrhundert | Steinbogenbrücke als Zugang zum Gehöft, typischer Gehöftzugang über Bachlauf, Besonderheit im Ort. Steinbogenbrücke aus Naturstein, zum Teil verputzt. | 08958219 |
| Direkt Bild zu diesem Denkmal hochladen | Wohnstallhaus, Seitengebäude und Scheune eines Dreiseithofes | Radeburger Straße 47 (Karte)                                         | Bezeichnet mit 1880 | Wohnstallhaus mit schönem Drillingsfenster im Giebel, baugeschichtlich von Bedeutung. - Wohnstallhaus: zweigeschossiger Putzbau mit profilierten Sandsteingewänden, 3:9 Achsen, Tür im Obergeschoss, gerade Türbedachung, darunter Inschrifttafel (Sandstein) „Falkenberg / Erbauet 1880“, Satteldach, Drillingsbogenfenster, originale Fenster im Giebel - Seitengebäude: zweigeschossiger Putzbau, Sandsteinfenstergewände - Scheune: massiver Putzbau, große Toreinfahrt (Segmentbogen) | 08958204 |
| Direkt Bild zu diesem Denkmal hochladen | Wohnstallhaus eines ehemaligen Dreiseithofes | Radeburger Straße 73 (Karte)                                         | 2. Hälfte 19. Jahrhundert                                                                                                   | Obergeschoss Fachwerk, Teil der alten Ortsstruktur, baugeschichtlich von Bedeutung, bildet Dreiseithof mit Nummer 73a. Erdgeschoss massiv, Giebel Fachwerk, verputzt, Satteldach. | 08958202 |
| Direkt Bild zu diesem Denkmal hochladen | Wohnstallhaus, Seitengebäude und Scheune eines Dreiseithofes | Radeburger Straße 98 (Karte)                                         | 2. Hälfte 19. Jahrhundert                                                                                                   | Weitgehend originales, in seiner Struktur erhaltenes Hofensemble, baugeschichtlich und wirtschaftsgeschichtlich von Bedeutung. - Wohnstallhaus: zweigeschossiger Putzbau, im Obergeschoss profilierte Fenstergewände, im Giebel Triforienmotiv, über Eingangstür gerade Bedachung aus Sandstein, Satteldach - Seitengebäude mit Remise: zweigeschossiger Putzbau, Steingewände, im Giebel Zwillingsfenstermotiv, Remise mit Segmentbogenfenster - Scheune: massiver Putzbau mit zwei Segmentbogentoren, Satteldach | 08958200 |
| Direkt Bild zu diesem Denkmal hochladen | Denkmal für die Gefallenen des Ersten Weltkrieges | Radeburger Straße 98 (vor) (Karte)                                   | Nach 1918 | Ortsgeschichtlich von Bedeutung. Zweistufiger Sockel aus grobem Granit, Postament mit Granitkubus, flankiert von vier Stützpfeilern, nach oben walmartiger Abschluss, vier Ausluchtseiten, schwarze, polierte Inschrifttafel „1914–1918/ Vergeßt uns nicht“, Eisernes Kreuz, Tafeln mit Namen der Gefallenen. | 08958199 |
| Direkt Bild zu diesem Denkmal hochladen | Ehemalige Fabrikantenvilla, zur Textilfabrik zugehörig | Radeburger Straße 100 (Karte)                                        | Um 1900 | Gründerzeitgebäude, ortsgeschichtlich von Bedeutung. Zweigeschossiger massiver Putzbau mit profilierten Sandsteinfenstergewänden in beiden Geschossen, gerade Fensterbedachung, Seitenrisalit durchgehend, zwei Fensterachsen über zwei Geschosse, Pilastergliederung, Konsolen und Sandstein-Putzspiegel, zum Teil originale Fenster, an rechter Seite Auslucht mit Traufgesims und Zahnschnitt, darüber Fenster (Triforienmotiv), Sandsteingewände, eine Seite Walmdach, die andere Satteldach, zur Textilfabrik (später Textilveredlungswerk) gehörend. | 08958201 |
| Weitere Bilder                          | Fabrikgebäude mit zwei Turmanbauten (an der Rückseite einst als Wasserturm) und Verwaltungsgebäude (ehemals Blaudruckfabrik Gebr. Jentsch, später Textilveredlung Großenhain) | Radeburger Straße 102, 102a (Karte)                                  | Bezeichnet mit 1910 | Baugeschichtlich, ortsgeschichtlich und technikgeschichtlich von Bedeutung. Verwaltungsgebäude mit Verbindungsgang zur Fabrik: zweigeschossiger Putzbau mit Segmentbogenfenstern, am hinteren Drittel des Gebäudes Klinkerverblendmauerwerk, Traufgesims und Eckbetonung aus Klinkern, an einer Giebelseite Übergang durch Segmentbogendurchfahrt zur Fabrikhalle, Walmdach mit Dachfenstern, zweigeschossiges Fabrikgebäude mit integriertem Wasserturm aus roten Klinkern, im Erdgeschoss und Obergeschoss große Rechteckfenster, an allen Gebäudeteilen vertikale Gliederung durch Lisenen, sechsfach abgestuftes Kranzgesims, Wasserturm mit Walmdach und zwei Knäufen sowie kleinen Schleppluken, im Gebäudewinkel weiterer dreigeschossiger Turmbau mit Lisenengliederung, Rundbogenfenster im Obergeschoss und Uhr, abgestuftes Kranzgesims, Walmdach mit zwei Knäufen, zwei Schleppluken, an Frontseite bezeichnet mit 1910, weitere Bezeichnung am Fabrikgebäude: O. Juhrich, Architekt, Leipzig. | 08958186 |
| Direkt Bild zu diesem Denkmal hochladen | Husarenkaserne (Sachgesamtheit) | Remonteplatz 1, 2, 3, 4, 5, 7, 8, 9, 10 (Husarenstraße 1, 3) (Karte) | Um 1880 | Sachgesamtheit Husarenkaserne mit folgenden Einzeldenkmalen: Offizierskasino, 4 Mannschaftsgebäuden, 4 Pferdeställen und Einfriedung (Remonteplatz 1–5 und 7–10, siehe 08958416) und Reithalle (Husarenstraße 1/3, siehe 08958417) sowie Turnhalle, Freiflächen und einstigem Exerzierplatz als Sachgesamtheitsteilen; baugeschichtlich, ortsgeschichtlich und militärgeschichtlich von Bedeutung | 09302212 |
| Direkt Bild zu diesem Denkmal hochladen | Offizierskasino, 4 Mannschaftsgebäuden, 4 Pferdeställen sowie Einfriedung (Einzeldenkmale zu ID-Nr. 09302212) | Remonteplatz 1, 2, 3, 4, 5, 7, 8, 9, 10 (Karte)                      | 1875–1876, 1. Eskadron | Einzeldenkmale der Sachgesamtheit Husarenkaserne; baugeschichtlich, ortsgeschichtlich und militärgeschichtlich von Bedeutung | 08958416 |
| Direkt Bild zu diesem Denkmal hochladen | Villa | Riesaer Straße 1 (Karte)                                             | Um 1910 | Stattliches zeittypisches Gebäude, Gründerzeitbau mit Fachwerkelementen, baugeschichtlich von Bedeutung. Eingeschossiger Putzbau auf vielgliedrigem Grundriss, profilierte Steingewände, Holzbalkon, Auslucht, Dachausbau, reiche Dachlandschaft, an den Giebeln Zierfachwerk, Biberschwanzdeckung. | 08958443 |
| Direkt Bild zu diesem Denkmal hochladen | Wohnstallhaus (ohne Anbau) eines Dreiseithofes | Riesaer Straße 10 (Karte)                                            | 1. Hälfte 19. Jahrhundert                                                                                                   | Relikt der ländlichen Fachwerkbauweise im Ortsteil Großraschütz, baugeschichtlich von Bedeutung. Erdgeschoss massiv, Obergeschoss Fachwerk, originale Fenster, Giebel massiv, mit Sandsteingewänden, zum Teil originale Fenster und Winterfenster, Segmentbogentür mit Schlussstein, stark verwittert, Krüppelwalmdach. | 08958175 |
| Direkt Bild zu diesem Denkmal hochladen | Wohnstallhaus eines Bauernhofes | Riesaer Straße 12 (Karte)                                            | Bezeichnet mit 1832 | Relikt der ländlichen Fachwerkbauweise im Ortsteil Großraschütz, baugeschichtlich von Bedeutung. Erdgeschoss massiv, Obergeschoss Fachwerk, originale Fenster, Giebel massiv, Segmentbogentür mit Schlussstein, bezeichnet mit 1832, Krüppelwalmdach. | 08958174 |
| Direkt Bild zu diesem Denkmal hochladen | Wohnhaus | Riesaer Straße 20 (Karte)                                            | Bezeichnet mit 1807 | Ländliches Wohnhaus, Teil der alten Ortsstruktur im Ortsteil Großraschütz, baugeschichtlich von Bedeutung. Zweigeschossiger Putzbau, Satteldach, Segmentbogenportal mit Schlussstein, bezeichnet mit 1807. | 08958173 |
| Direkt Bild zu diesem Denkmal hochladen | Spritzenhaus | Riesaer Straße 21 (Karte)                                            | Mitte 19. Jahrhundert | Einfaches Zeugnis dörflicher Infrastruktur, im Ortsteil Großraschütz, sozialgeschichtlich von Bedeutung. Eingeschossiger Bruchsteinbau, verputzt, zwei gerade abgeschlossene Tore, Satteldach, Biberschwanz-Kronendeckung. | 08958176 |
| Direkt Bild zu diesem Denkmal hochladen | Wohnstallhaus (ohne Anbau) eines Dreiseithofes | Riesaer Straße 23 (Karte)                                            | 1. Hälfte 19. Jahrhundert                                                                                                   | Teil der alten Fachwerk-Bebauung im Ortsteil Großraschütz, baugeschichtlich von Bedeutung. Erdgeschoss massiv, Obergeschoss Fachwerk, verputzt, im hinteren Teil originale Fenster, Giebel massiv, Steingewände, zum Teil Sandsteingewände vorhanden, Satteldach, Biberschwanz-Kronendeckung. | 08958177 |
| Direkt Bild zu diesem Denkmal hochladen | Wohnstallhaus und Scheune sowie Einfriedungsreste und zwei Torpfeiler eines Dreiseithofes | Riesaer Straße 24 (Karte)                                            | Um 1800 | Teil der alten Ortsstruktur im Ortsteil Großraschütz, Wohnstallhaus mit Fachwerk-Obergeschoss, baugeschichtlich und wirtschaftsgeschichtlich von Bedeutung. - Wohnstallhaus: Erdgeschoss massiv, Obergeschoss Fachwerk, Giebel massiv, mit Sandsteingewänden, originale Fenster, zum Teil Winterfenster, Krüppelwalmdach, Biberschwanzdeckung - Scheune: Bruchstein, verputzt, zwei Segmentbogentore, Satteldach, Biberschwanzdeckung - Toranlage: zwei Torpfeiler und Reste der Bruchstein-Einfriedungsmauer | 08958172 |
| Direkt Bild zu diesem Denkmal hochladen | Wohnhaus, Seitengebäude und Scheune eines Bauernhofes sowie drei Torpfeiler und Reste der Einfriedung | Riesaer Straße 25 (Karte)                                            | Um 1870 (Bauernhaus); 2. Hälfte 19. Jahrhundert (Seitengebäude und Scheune)                                                 | Weitgehend authentisch erhaltenes Hofensemble im Ortsteil Großraschütz, Teil der alten Ortsstruktur, baugeschichtlich und wirtschaftsgeschichtlich von Bedeutung. - Wohnhaus: zweigeschossiger Putzbau mit Putzgliederung und Ecknutung, profiliertes Gurtgesims, profilierte Steingewände, Krüppelwalmdach - Seitengebäude: Bruchstein, verputzt, Sandsteingewände, Segmentbogenfenster, Satteldach - Scheune: massiver Putzbau mit zwei großen Segmentbogentoren und zwei dazwischenliegenden kleinen Fenstern, Satteldach, Biberschwanzdeckung - Einfriedung: aus drei Pfeilern der Toranlage und Resten der Bruchsteinmauer | 08958171 |
| Direkt Bild zu diesem Denkmal hochladen | Denkmal für die Gefallenen des Ersten Weltkrieges | Riesaer Straße 31 (neben) (Karte)                                    | Nach 1918 | Ortsgeschichtlich von Bedeutung. Granitsockel, darauf behauener Granitkubus mit spitz zulaufendem Abschluss, Eisernes Kreuz, Inschrift verwittert. | 08958170 |
| Direkt Bild zu diesem Denkmal hochladen | Wohnstallhaus, Auszugshaus und Seitengebäude eines Dreiseithofes | Riesaer Straße 40 (Karte)                                            | 1. Hälfte 19. Jahrhundert                                                                                                   | Wohnstallhaus mit Fachwerk-Obergeschoss, Teil der alten Ortsstruktur im Ortsteil Großraschütz, baugeschichtlich von Bedeutung. - Wohnstallhaus: Erdgeschoss massiv, Sandsteingewände, Obergeschoss und Giebel Fachwerk, Dachausbau, Krüppelwalmdach - daran angebautes Auszugshaus: Erdgeschoss massiv, Obergeschoss Fachwerk, Giebel Sandsteingewände, Satteldach, Frackdach - Seitengebäude: eingeschossiger Bruchsteinbau, verputzt, zum Teil profilierte Gewände, Krüppelwalmdach, im Giebel Rundbogenfenster - das vierte Gebäude im Hof ist kein Denkmal | 08958169 |
| Direkt Bild zu diesem Denkmal hochladen | Wohnhaus | Riesaer Straße 42 (Karte)                                            | Mitte 19. Jahrhundert | In Fabriknähe liegend, vermutlich Angestelltenwohnungen, sozialgeschichtlich von Bedeutung. Polygonsockel, darauf eingeschossiger Putzbau, an der Ecke halbrunde Auslucht, hohes Krüppelmansarddach, zur Straßenseite mächtiger Giebelanbau mit Balkon, Dachausbau, Steingewände, Biberschwanz-Kronendeckung. | 08958167 |
| Weitere Bilder                          | Empfangsgebäude des Bahnhofs (Berliner Bahnhof) | Rosa-Luxemburg-Straße 1 (Karte)                                      | 1875 | Repräsentatives Gründerzeitgebäude, technik- und verkehrsgeschichtlich von Bedeutung. - Empfangsgebäude: zweigeschossiger Putzbau (mit eingeschossigem Anbau) auf vielgliedrigem Grundriss, in beiden Geschossen große Rundbogenfenster mit profilierten Steingewänden, profiliertes Gurtgesims, im Mittelbau Mezzaningeschoss mit Okuli, giebelartiger Uhrenaufbau, Mittelbau wird flankiert durch zwei Turmbauten mit flachem Zeltdach, das durch Holzkonsolen getragen wird, im oberen Drittel der Türme Drillingsfenster - Lokschuppen gegenüber Nummer 1, Flstk. 1188/10 (Abbruch vor 2011): Fachwerkgebäude mit gemauerten Gefachen, diese mit Putzgliederung, rundbogiges Holztor, dreiecksförmig abschließende Fenster mit Metallsprossung, Satteldach (wiss. Dokumentation) | 08958302 |
| Direkt Bild zu diesem Denkmal hochladen | Mietshaus in offener Bebauung mit Einfriedung | Rosa-Luxemburg-Straße 8 (Karte)                                      | Um 1900 | Gründerzeitlicher Putzbau, in weitgehend original erhaltenem Zustand in Bahnhofsnähe, baugeschichtlich von Bedeutung. Zweigeschossiger Putzbau mit Putznutung im Erdgeschoss, profilierte Steinfenstergewände in beiden Geschossen, profiliertes Gurtgesims, im Obergeschoss gerade Bedachung, Mittelrisalit mit Dreiecksgiebelaufbau, im Giebel Zwillingsfenster und Okulus, einfache Putzgliederung im Obergeschoss, Rückseite mit zweigeschossigen Holzbalkonen und hölzernem Windfang vor Eingangstür, Walmdach, im Treppenhaus schöne Bodenfliesen, Biberschwanz-Kronendeckung. | 08958412 |
| Direkt Bild zu diesem Denkmal hochladen | Mietvilla | Rosa-Luxemburg-Straße 16 (Karte)                                     | Um 1900 | Zeittypisches gründerzeitliches Gebäude in Bahnhofsnähe als Teil der Stadterweiterung, baugeschichtlich von Bedeutung. Polygonsockel, darauf zweigeschossiger Putzbau mit Auslucht und Wintergarten, profilierte Steingewände in beiden Geschossen, an den Ecken Putzgliederung in Form von flachen Quadern, im Erdgeschoss zum Teil originale Fenster, in Dach- und Giebelbereichen Zierfachwerk, rechte Gebäudeseite mit Erker ins Dachgeschoss gehend, seitlich Eingangsbereich mit Holzkonstruktion und originaler Tür, reiche Dachlandschaft. | 08958444 |
| Direkt Bild zu diesem Denkmal hochladen | Villa | Rosa-Luxemburg-Straße 22 (Karte)                                     | Um 1900 | Zeittypisches gründerzeitliches Gebäude als Teil der Stadterweiterung in Bahnhofsnähe, baugeschichtlich von Bedeutung. Sockelgeschoss, darüber zweigeschossiger Putzbau mit Auslucht über zwei Geschosse, an den Ecken Putznutung, profilierte Steingewände, profiliertes Gurtgesims im ersten Obergeschoss, zum Teil Fenster mit gerader Bedachung, Balkon mit schmiedeeiserner Brüstung, an Giebelseite Halbrunderker, Mansarddach mit Dachausbau. | 08958504 |
| Direkt Bild zu diesem Denkmal hochladen | Wohnhaus in offener Bebauung | Rosa-Luxemburg-Straße 26 (Karte)                                     | Um 1900 | Weitgehend original erhaltener, zeittypischer Gründerzeitbau in Bahnhofsnähe, baugeschichtlich von Bedeutung. Sockelgeschoss mit flachen Sandstein-Segmentbogenfenstern, darüber dreigeschossiger massiver Putzbau mit giebelbekröntem, flachem Mittelrisalit, am Risalit und an den Gebäudeecken Putznutung, profilierte Gurtgesimse, im ersten Obergeschoss Fensterrahmung durch kannelierte Pilaster, Fensterbedachung durch Ornamentband und Ädikula, im zweiten Obergeschoss Rechteckfenster mit gerader Bedachung auf Konsolen, Walmdach. | 08958503 |
| Direkt Bild zu diesem Denkmal hochladen | Wohnhaus in Ecklage und in geschlossener Bebauung | Salzgasse 1 (Karte)                                                  | Nach 1744 | Mit Laden, Teil der Marktplatzbebauung nach dem Stadtbrand, baugeschichtlich und städtebaulich von Bedeutung. Dreigeschossiger Putzbau mit 3:4 Achsen, Putznutung über alle drei Geschosse, flache Eckpilaster, im ersten und zweiten Obergeschoss profilierte Fenstergewände mit gerader Bedachung, Walmdach, Biberschwanzdeckung. | 08958335 |
| Direkt Bild zu diesem Denkmal hochladen | Wohnhaus in Ecklage und in geschlossener Bebauung | Salzgasse 2 (Karte)                                                  | Mitte 18. Jahrhundert | Mit Laden, reiche Gründerzeitfassade, Teil der Marktplatzbebauung nach dem Stadtbrand, baugeschichtlich und städtebaulich von Bedeutung. Dreigeschossiger Putzbau mit 3:6 Achsen, Putznutung über alle drei Geschosse, Eckrustika, profiliertes Gurtgesims, reich profilierte Fenstergewände mit Sohlbänken auf Konsolen in beiden Obergeschossen, Walmdach mit Dachausbau. | 08958336 |
| Direkt Bild zu diesem Denkmal hochladen | Wohnhaus in geschlossener Bebauung (Fleischerladen mit historischen Fliesen ausgestattet) | Salzgasse 6 (Karte)                                                  | Nach 1744 | Mit Laden, gut gegliederte Putzfassade, städtebaulich und handwerklich-künstlerisch von Bedeutung. Zweigeschossiger Putzbau mit 10:5 Achsen, mit aufgeputzter Ecknutung, zwei profilierte Gurtgesimse, Fenster mit Putzfaschen, im Obergeschoss gerade Fensterbedachung und Konsolbänke zur Gabelsbergerstraße, profiliertes Kranzgesims, hohes Walmdach, im Erdgeschoss originale Fliesen des ehemaligen Fleischerladens. | 08958456 |
| Direkt Bild zu diesem Denkmal hochladen | Mietshaus in halboffener Bebauung | Schillerstraße 4 (Karte)                                             | Um 1900 | Gründerzeitliche Klinkerfassade, zeittypische Bebauung aus der Stadterweiterungsphase um die Jahrhundertwende, städtebaulich von Bedeutung. Polygonsockel, Erdgeschoss verputzt, im ersten und zweiten Obergeschoss Klinkerverblendmauerwerk, Gurtgesims, Putzbänder, im ersten Obergeschoss Rundbogenmotiv aus Klinkern, mit Schlussstein als Fensterbedachung, im zweiten Obergeschoss Segmentbogen als Fensterbedachung, Satteldach, Biberschwanzdeckung, originale Haustür. | 08958266 |
| Direkt Bild zu diesem Denkmal hochladen | Mietshaus in geschlossener Bebauung | Schillerstraße 6 (Karte)                                             | Um 1900 | Mittenbetonte gründerzeitliche Klinkerfassade, zeittypische Bebauung aus der Stadterweiterungsphase um die Jahrhundertwende, städtebaulich von Bedeutung. Polygonsockel, Erdgeschoss verputzt, mit Putznutung, Mittelrisalit mit Giebelabschluss, im ersten und zweiten Obergeschoss Klinkerverblendmauerwerk, am Risalit mit Putzbändern verziert, Gurtgesims, Satteldach, originale Tür, Dachhäuschen. | 08958267 |
| Direkt Bild zu diesem Denkmal hochladen | Mietshaus in halboffener Bebauung | Schillerstraße 8 (Karte)                                             | Um 1900 | Gründerzeitliche Klinkerfassade, zeittypische Bebauung aus der Stadterweiterungsphase um die Jahrhundertwende, städtebaulich von Bedeutung. Polygonsockel, Erdgeschoss verputzt, im ersten und zweiten Obergeschoss Klinkerverblendmauerwerk, Sandsteinfenstergewände in beiden Geschossen, profiliertes Gurtgesims, Kranzgesims, Satteldach, originale Tür. | 08958268 |
| Direkt Bild zu diesem Denkmal hochladen | Mietshaus in halboffener Bebauung | Schillerstraße 15 (Karte)                                            | Um 1900 | Weitgehend original erhaltenes, zeittypisches Gebäude mit auffälliger Putzgliederung, städtebaulich von Bedeutung. Polygonsockel, dreigeschossiger Putzbau mit Putznutung im Erdgeschoss, in beiden Obergeschoss Kolossalordnung durch genutete Pilastergliederung, acht Achsen, zwischen erstem und zweitem Obergeschoss Putzspiegel, kräftig profiliertes Gurt- und Kranzgesims, originale Fenster und Türen, Mansarddach mit Dachausbau. | 08958269 |
| Direkt Bild zu diesem Denkmal hochladen | Doppelwohnhaus in halboffener Bebauung | Schillerstraße 20, 22 (Karte)                                        | Um 1880 | Orts- und zeittypisches Gebäude der Gründerzeit mit einfacher Putzgliederung, weitgehend originaler Erhaltungszustand, städtebaulich von Bedeutung. Polygonsockel, darüber zweigeschossiger Putzbau mit Putznutung im Erdgeschoss, im Obergeschoss profilierte Fenstergewände mit geraden Bedachungen, Putzspiegel unter den Fenstern, profiliertes Gurtgesims, Dachausbau, Mansarddach, originale Türen, zum Teil Winterfenster. | 08958270 |
| Weitere Bilder                          | Schloss, heute Kulturzentrum, weiterhin Schlossbrücke und Stützmauern im ehemaligen Schlossgrabenbereich | Schloßplatz 1 (Karte)                                                | 16./17. Jahrhundert, später überformt                                                                                       | Schloss im 19. Jahrhundert als Brauerei, später als Fabrik verwendet, baugeschichtlich, landesgeschichtlich und ortsgeschichtlich von Bedeutung. - Schlossruine (Dehio Sachsen I, S. 418): Das mittelalterliche Schloss 1540 abgebrannt. Im 16. und 17. Jahrhundert mehrfach Um- und Ausbauten. Nach dem Stadtbrand von 1744 ist die Ruine im 19. Jahrhundert als Brauerei, später als Fabrik (Färberei, Holzverarbeitung und Ofenbaubetrieb) verwendet worden. Erhalten ist neben einem Teil des Schlossgrabens nur der Turmstumpf mit abgefasten Ecken. Im unteren Teil Bruchstein, darüber Ziegelmauerwerk. - Pferdestall/Marstall: Zweigeschossiger Putzbau mit flachem Dach, im Erdgeschoss Kreuzgratgewölbe und zwei freistehende Sandsteinsäulen, farbig gefasst und mit Ornamenten verziert. Seltenheitswert. Auch originaler Fußboden (Pflasterung) erhalten. Obergeschoss ein langer Flur und davon abgehende Stuben, teilweise alte Dielung und Holztüren (mit Beschlägen) erhalten. | 08958402 |
| Direkt Bild zu diesem Denkmal hochladen | Bürgersteig | Schloßstraße (Karte)                                                 | 18. Jahrhundert | Seltenes Beispiel eines noch erhaltenen angeböschten Granitpflasterfußweges, von stadtentwicklungs- und verkehrsgeschichtlicher Bedeutung. Angeböschter Fußweg mit Granitpflastersteinen und Granitplatten. | 09302554 |
| Direkt Bild zu diesem Denkmal hochladen | Wohnhaus in halboffener Bebauung | Schloßstraße 1 (Karte)                                               | Mitte 18. Jahrhundert | Teil des einheitlich gestalteten Straßenzuges des 18. Jahrhunderts, baugeschichtlich und städtebaulich von Bedeutung. Zweigeschossiger Putzbau mit profilierten Steingewänden, im Erdgeschoss Segmentbogenfenster und Putzspiegel, profiliertes Gurt- und Kranzgesims, Dachausbau, Satteldach. | 08958421 |
| Direkt Bild zu diesem Denkmal hochladen | Wohnhaus in geschlossener Bebauung | Schloßstraße 3 (Karte)                                               | Mitte 18. Jahrhundert | Teil des einheitlich gestalteten Straßenzuges des 18. Jahrhunderts, baugeschichtlich und städtebaulich von Bedeutung. Zweigeschossiger Putzbau mit Segmentbogendurchfahrt, profilierte Steingewände, profiliertes Gurtgesims, Kranzgesims, Dachausbau, Satteldach. | 08958422 |
| Direkt Bild zu diesem Denkmal hochladen | Wohnhaus in Ecklage und in geschlossener Bebauung (bestehend aus zwei Gebäudeteilen Schloßstraße 5 und Apothekergasse 8, nur Gebäudeteil an der Ecke Schloßstraße unter Schutz) | Schloßstraße 5 (Apothekergasse 8) (Karte)                            | Bezeichnet mit 1745 | Mit Laden, Teil des einheitlich gestalteten Straßenzuges des 18. Jahrhunderts in markanter Ecklage, baugeschichtlich und städtebaulich von Bedeutung. Zweigeschossiger Putzbau mit 8:4 Achsen, betonter Eckbereich durch eingezogene Ecke mit Kielbogen, Segmentbogentür mit Schlussstein, dort bezeichnet mit 1745, Segmentbogensteingewände im Erdgeschoss, Fenster mit zum Teil gerader Bedachung im Obergeschoss, Sohlbänke auf Konsolen, unter Traufgesims Rundbogenfries, Dachhäuschen, Walmdach. | 08958423 |
|                                         | Wohnhaus in geschlossener Bebauung | Schloßstraße 7 (Karte)                                               | Ende 19. Jahrhundert | Mit Ladenzone, gründerzeitliche Klinkerfassade, städtebaulich von Bedeutung. Dreigeschossiger Putzbau, im Erdgeschoss Ladenzone, im Obergeschoss Klinkerverblendmauerwerk, profilierte Sandsteingewände mit gerader Bedachung, im ersten Obergeschoss Gurtbänder zwischen den Fenstern, Segmentsturzbögen in beiden Geschossen, Dachausbau, Satteldach. | 08958425 |
|                                         | Wohnhaus in geschlossener Bebauung | Schloßstraße 9 (Karte)                                               | Bezeichnet mit 1746 | Gehört zur alten Stadtteilbebauung in der Schloßstraße, baugeschichtlich und städtebaulich von Bedeutung. Zweigeschossiger Putzbau mit Tordurchfahrt und Schlussstein, dort bezeichnet mit 1746, Steingewände, profiliertes Kranzgesims, Satteldach, Biberschwanz-Kronendeckung. | 08958426 |
|                                         | Wohnhaus in Ecklage und in geschlossener Bebauung (bauliche Einheit mit Dresdner Straße 10) | Schloßstraße 15 (Karte)                                              | Mitte 18. Jahrhundert | Gehört zur alten Stadtteilbebauung in der Schloßstraße, baugeschichtlich und städtebaulich von Bedeutung. Zweigeschossiger Putzbau mit 6:6 Achsen, im Obergeschoss profilierte Steingewände mit gerade Bedachung und Schlussstein, Eckbetonung durch Putzquaderung, profiliertes Gurt- und Kranzgesims, Dachausbau, Walmdach. | 08958427 |
| Direkt Bild zu diesem Denkmal hochladen | Wohnhaus in geschlossener Bebauung | Schloßstraße 16 (Karte)                                              | Bezeichnet mit 1747 | Teil der barocken Neubebauung nach dem Stadtbrand von 1744, Fassade später überformt, baugeschichtlich und stadtentwicklungsgeschichtlich von Bedeutung. Zweigeschossiger Putzbau, Sandsteintürgewände mit Schlussstein, dort bezeichnet mit 1747, Satteldach. | 09302419 |
| Direkt Bild zu diesem Denkmal hochladen | Wohnhaus in geschlossener Bebauung | Schloßstraße 18 (Karte)                                              | Nach 1744 | Mit Laden, einfaches Beispiel als Teil der ursprünglichen Bebauung nach dem Stadtbrand von 1744, baugeschichtlich und städtebaulich von Bedeutung. Zweigeschossiger Putzbau, im Erdgeschoss Segmentbogengewände aus Naturstein, bauzeitliche Haustür, im Obergeschoss Steingewände, Dachausbau, Satteldach. | 08958505 |
| Direkt Bild zu diesem Denkmal hochladen | Türgewände mit Schlussstein | Schloßstraße 20 (Karte)                                              | Bezeichnet mit 1747 | Sandsteinportal, Zeugnis für den Wiederaufbau nach dem Stadtbrand von 1744, handwerklich-künstlerisch von Bedeutung. Sandsteintürgewände mit Schlussstein, von Zifferblatt eingerahmt „J.G.F. 1747“. | 08958483 |
| Direkt Bild zu diesem Denkmal hochladen | Mietshaus in Ecklage und in geschlossener Bebauung | Siegelgasse 1 (Karte)                                                | Um 1880 | Zeittypischer Gründerzeitbau in markanter Ecklage zum Frauenmarkt, baugeschichtlich und städtebaulich von Bedeutung. Dreigeschossiger Bau mit 4:10 Achsen sowie einachsiger abgeflachter Ecke, Erdgeschoss Putznutung, die Obergeschoss mit Klinkerverblendmauerwerk, profilierte Steingewände mit Sohlbänken, an abgeflachter Ecke Balustradenmotiv, zwei Dacherker mit Zwillingsfenstern, ein Dacherker mit einem Fenster, im hinteren Gebäudeteil Dachausbau, weitere Fassadengliederung durch glasierte Ziegel, Konsolen über Fensterbedachung im ersten und zweiten Obergeschoss, Gurtbänder zwischen den Fenstern. | 08958370 |
|                                         | Wohnhaus in geschlossener Bebauung | Siegelgasse 9 (Karte)                                                | Mitte 19. Jahrhundert | Mit Laden, weitgehend original erhaltenes, zeittypisches Gebäude im Altstadtbereich, städtebaulich von Bedeutung. Zweigeschossiger Putzbau mit Putznutung im Erdgeschoss und Putzgliederung im Obergeschoss, profiliertes Gurtgesims, Segmentbogenfenster im Erdgeschoss, Fensterläden, hölzerner Ladeneinbau. | 08958358 |
|                                         | Wohnhaus in geschlossener Bebauung | Siegelgasse 11 (Karte)                                               | Bezeichnet mit 1746, später überformt                                                                                       | Dreigeschossiger Putzbau mit Segmentbogenportal, ehemals Siegelhaus, ortsgeschichtlich von Bedeutung. Dreigeschossiger Putzbau mit Sandsteinfenstergewänden, im zweiten Obergeschoss profilierte Steingewände, Sandsteintürgewände mit Schlussstein, dort bezeichnet mit 1746, historisches Türblatt, Satteldach, mit historischen Balken mit Zimmermannszeichen. | 08958497 |
| Direkt Bild zu diesem Denkmal hochladen | Wohnhaus in Ecklage und in geschlossener Bebauung | Siegelgasse 16 (Karte)                                               | Mitte 18. Jahrhundert, später überformt                                                                                     | Gründerzeitliche Putzfassade, im Kern barock, baugeschichtlich und städtebaulich von Bedeutung. Zweigeschossiger Putzbau mit 6:4 Achsen, im Erdgeschoss Putznutung, Sandsteingewände, profiliertes Gurtgesims, im Obergeschoss profilierte Steingewände, originale Fenster, Dachausbau, Walmdach. | 08958348 |
| Direkt Bild zu diesem Denkmal hochladen | Denkmal für die Gefallenen des Ersten Weltkrieges, mit Einfriedungsmauer | Skassaer Straße 28 (neben) (Karte)                                   | Nach 1918 | Ortsgeschichtlich von Bedeutung. Dreistufiger Sockel, darauf poliertes graues Granitpostament mit den Namen der Gefallenen, pyramidaler Aufbau mit Inschrift „Unseren gefallenen Helden / 1914–1918 / Die Gemeinde Kleinraschütz“, oben Eisernes Kreuz mit Eichenlaub. Einfriedung: Abgrenzung zur Straße durch Polygonmauer aus Naturstein, Tor und Bepflanzung. | 08958188 |
| Direkt Bild zu diesem Denkmal hochladen | Wohnstallhaus eines Dreiseithofes | Skassaer Straße 55 (Karte)                                           | 1. Hälfte 19. Jahrhundert                                                                                                   | Breitgelagerter Putzbau, Teil der alten Ortsstruktur, baugeschichtlich von Bedeutung. Massiver, breitgelagerter zweigeschossiger Bruchsteinbau, verputzt, 3:8 Achsen, Sandsteingewände, im Giebel zwei Rundbogenfenster, Sandstein-Eingangsportal mit Segmentbogen und Schlussstein, verwittert, Reste eines gerade abschließenden Eingangsportals im Stallbereich, Satteldach. | 08958187 |
| Direkt Bild zu diesem Denkmal hochladen | Mietshaus in geschlossener Bebauung | Thomas-Mann-Straße 11 (Karte)                                        | Um 1908 | Einfache Jugendstilfassade, Teil der gründerzeitlichen Bebauung in der Nähe des Altstadtringes, baugeschichtlich und städtebaulich von Bedeutung. Dreigeschossiger Putzbau mit Runderker, Putzbänder mit floraler Ornamentik, Volutengiebel, Mansarddach mit Dachausbau, im Erdgeschoss Rundbogenfenster, originales Treppengeländer und Fußbodenfliesen im Inneren. | 08958223 |
| Direkt Bild zu diesem Denkmal hochladen | Mietshaus in geschlossener Bebauung | Thomas-Mann-Straße 13 (Karte)                                        | Bezeichnet mit 1908 | Einfache Jugendstilfassade, Teil der gründerzeitlichen Bebauung in der Nähe des Altstadtringes, baugeschichtlich und städtebaulich von Bedeutung. Steinsockel, darauf dreigeschossiger Putzbau, profilierte Steingewände, durch Jugendstilornamentik betonte Mittelachse und Eingangstür, zwischen erstem und zweitem Obergeschoss Maskenmotiv, mächtiger Spitzbogengiebel, Mansarddach mit Dachausbau. | 08958222 |
| Direkt Bild zu diesem Denkmal hochladen | Mietshaus in geschlossener Bebauung | Thomas-Mann-Straße 15 (Karte)                                        | Bezeichnet mit 1907 | Mit barockisierender Fassade, Teil der gründerzeitlichen Bebauung in der Nähe des Altstadtringes, baugeschichtlich und städtebaulich von Bedeutung. Dreigeschossiger Putzbau mit Pilastergliederung, mittig betonter Eingangsbereich, über Eingangstür ovales Fenster mit Stuckbekrönung, Gurtgesimse, profilierte Fenster- und Türgewände, Volutengiebelaufsatz, Mansarddach mit Dachausbau, im Giebel bezeichnet mit „A.N. 1907“, Mansarddach mit Biberschwanz-Kronendeckung, Schieferdeckung, Reste von Fliesen im Treppenhaus | 08958221 |
| Direkt Bild zu diesem Denkmal hochladen | Mietshaus in halboffener Bebauung | Thomas-Mann-Straße 17 (Karte)                                        | Um 1900 | Teil der gründerzeitlichen Bebauung in der Nähe des Altstadtringes, baugeschichtlich und städtebaulich von Bedeutung. Polygonsockel, dreigeschossiger Putzbau, Gurtgesims, profilierte Fenstergewände, 2:5 Achsen, leicht hervortretender Mittelrisalit mit Volutengiebelabschluss, im ersten Obergeschoss Dreiecksgiebelabschluss über den Fenstern, im zweiten Obergeschoss gerade Bedachung (im Risalit Rundbogenabschluss), Krüppelwalmdach. | 08958220 |
| Direkt Bild zu diesem Denkmal hochladen | Bürgersteig | Töpfergasse (Karte)                                                  | 18. Jahrhundert | Seltenes Beispiel eines noch erhaltenen angeböschten Granitpflasterfußweges, von stadtentwicklungs- und verkehrsgeschichtlicher Bedeutung. Angeböschter Fußweg mit Granitpflastersteinen und Granitplatten. | 09302551 |
| Direkt Bild zu diesem Denkmal hochladen | Wohnhaus in geschlossener Bebauung | Töpfergasse 3 (Karte)                                                | Bezeichnet mit 1747 | Teil der barocken Neubebauung nach dem Stadtbrand von 1744, baugeschichtlich und stadtentwicklungsgeschichtlich von Bedeutung. Zweigeschossiger Putzbau, Fassade Ende 19. Jahrhundert überformt, Satteldach, Sandsteintürgewände mit Schlussstein, dort bezeichnet mit „ICM 1747“. | 08958400 |
| Direkt Bild zu diesem Denkmal hochladen | Wohnhaus in geschlossener Bebauung | Töpfergasse 6 (Karte)                                                | Bezeichnet mit 1744 | Putzbau mit herausgehobenem Schlussstein am Tor, ortshistorische von Bedeutung, von hier aus breitete sich am 8. Juni 1744 ein Feuer zum Stadtbrand aus. Zweigeschossiger Putzbau, Gewände des segmentbogigen Tores aus Sandstein, mit Schlussstein (bezeichnet mit „J.C.S. Anno 1744“, mittiger Schafs- oder Rinderkopf mit zwei gekreuzten Hackebeilen), historisches Türblatt, sechs Achsen, hohes Satteldach | 08958401 |
|                                         | Pulverturm (Einzeldenkmal zu ID-Nr. 09303913) | Topfmarkt (Karte)                                                    | Um 1500 | Einzeldenkmal der Sachgesamtheit Stadtmauer und Ringanlage; Rest der alten Stadtbefestigung, ortsgeschichtlich von Bedeutung. Turmartiger Bruchsteinbau auf nahezu quadratischem Grundriss, vereinzelte Wandöffnungen, Satteldach, Biberschwanzdeckung. | 08958283 |
| Direkt Bild zu diesem Denkmal hochladen | Portal einer Turnhalle | Turnstraße 5 (Karte)                                                 | 1863 | Neogotisches Sandsteinportal, original erhaltenes Bauteil der ersten Turnhalle der Stadt, sozialgeschichtlich von Bedeutung. Neogotisches Sandsteinportal, im oberen Teil Stadtwappen mit Kiefer und zwei Löwen, darunter Werkstein mit Aufschrift „Turnhalle“. | 08958393 |
| Direkt Bild zu diesem Denkmal hochladen | Wohnhaus in Ecklage und in geschlossener Bebauung | Waldaer Straße 7 (Karte)                                             | Bezeichnet mit 1898 | Breitgelagerter zeittypischer Bau der Gründerzeit, städtebaulich von Bedeutung. Sockelgeschoss, darüber zweigeschossiger Putzbau, zweiachsige abgeflachte Ecke mit seitlicher Putznutung, im Erdgeschoss Segmentbogenfenster, Gurtgesims, im Obergeschoss profilierte Steingewände, Putzspiegel, zum Teil Dreiecks- und Segmentbogenbedachung, Dachausbau, Walmdach, bezeichnet im Dacherker mit 1898. | 08958264 |
| Direkt Bild zu diesem Denkmal hochladen | Wohnhaus in geschlossener Bebauung | Waldaer Straße 9 (Karte)                                             | Um 1900 | Weitgehend original erhaltenes Gebäude aus der gründerzeitlichen Stadterweiterungsbauphase, städtebaulich von Bedeutung. Polygonsockel, zweigeschossiger Putzbau, Erdgeschoss Putznutung, profiliertes Gurtgesims, profilierte Sandsteinfenstergewände im Obergeschoss, darunter Putzspiegel, originale Haustür, Dachausbau, Satteldach. | 08958263 |
| Direkt Bild zu diesem Denkmal hochladen | Wohnhaus in halboffener Bebauung | Waldaer Straße 37 (Karte)                                            | Um 1900 | Zeittypischer, aufwendig gestalteter Bau aus der Jahrhundertwende, Klinkerfassade mit Putzgliederung, städtebaulich von Bedeutung. Dreigeschossiger massiver Putzbau, im Erdgeschoss Putznutung, erstes und zweites Obergeschoss mit Klinkermauerwerk verblendet, zwei leicht hervortretende Seitenrisalite mit kräftig profilierten Gurtgesimsen, Konsolen als Diamantquaderung an den Seitenrisaliten, profilierte Fenstergewände, originale Haustür, im ersten Obergeschoss im Mittelteil Segmentbogenabschluss, im zweiten Obergeschoss gerade Fensterbedachung, florale Elemente über den Fenstern im ersten Obergeschoss, Dachausbau, Mansarddach, saniert. | 08958211 |
|                                         | Ehemaliges Bürgerhospital, heute Volkshochschule | Weßnitzer Straße 1 (Karte)                                           | Bezeichnet mit 1898 | Repräsentatives Gebäude der Gründerzeit, im Stil der Deutschen Neorenaissance, Klinkerfassade mit Mittelrisalit und volutenähnlichem Giebel, baugeschichtlich und ortsgeschichtlich von Bedeutung. Polygonsockel, darauf zweigeschossiger Klinkerbau mit Mittelrisalit mit zweigeschossigem volutenähnlichem Giebel, aufwendig gestaltetes Rundbogenportal mit Eierstab, Wappen in den Zwickeln, Schlussstein, Metopenfries mit Guttae als Bedachung, profilierte Fenstergewände, Zwillingsfenster im Giebel, Okuli (vermutlich Uhr), im Erdgeschoss rustizierte Fensterabschlüsse mit Diamantquaderung, im Obergeschoss segmentbogenförmige Putzgliederung, profiliertes Kranzgesims, im Mittelrisalit bezeichnet mit 1898, Dachhäuschen in Holzkonstruktion, Walmdach, an den Schmalseiten im Obergeschoss Fenster mit Dreiecksgiebelabschluss, Eckbetonung durch Putznutung. Heute auch Musik- und Kunstschule Johannes Gredy. Gebäude diente im Ersten und Zweiten Weltkrieg als Lazarett. | 08958215 |
| Direkt Bild zu diesem Denkmal hochladen | Mietshaus mit Einfriedung in offener Bebauung | Weßnitzer Straße 3 (Karte)                                           | 1899–1900 | Repräsentatives Wohngebäude als zweigeschossiger gründerzeitlicher Klinkerbau mit betontem Mittelrisalit, baugeschichtlich und straßenbildprägend von Bedeutung. Polygonsockel, darauf zweigeschossiger Klinkerbau mit betontem Mittelrisalit, in beiden Geschossen profilierte Fenstergewände, im Erdgeschoss Konsolen unter Sohlbänken, oberer Fensterabschluss als Muschelmotiv, im Obergeschoss geschweifter Abschluss mit Schlussstein, Putznutung an den Ecken, originale Eingangstür, darüber Balkon auf Konsolen, Dachausbau, Walmdach, 2:9 Achsen. | 08958214 |
| Direkt Bild zu diesem Denkmal hochladen | Zwei Mietshäuser, über Eck aneinandergebaut | Weßnitzer Straße 74a, 74b (Karte)                                    | 1930 | Putzbauten mit Einfluss der Neuen Sachlichkeit, baugeschichtlich und städtebaulich von Bedeutung. Hoher Polygonsockel, dreigeschossiger Putzbau über rechtwinkligem Grundriss, mit betontem Eingangsbereich, ein Winkel mit zweiachsigem Mittelrisalit und abgetrepptem Giebel, vertikale Fensterbänder im Eingangsbereich, auch hier abgetreppter Giebelabschluss, alle Fensterumrahmungen, Zierformen und Gliederungselemente (Lisenen) mit rotbraunem Klinker, Walmdach. Einfriedung: aus Polygonpfeilern, in regelmäßigen Abständen mit Eisenstangen verbunden. Bei bisheriger Renovierung wurde auf Wärmedämmung verzichtet, Innentreppen in zeitgemäßen Formen, Rückseite mit Balkonen, teilweise zu Wintergärten verformt. Profiliertes Traufgesims (Holz), bei Renovierung auf Wetterseite mit Schiefer verkleidet (unpassend, fällt aber nicht sehr ins Gewicht). Laut ALK nur eine Hausnummer (Nummer 74). | 08958212 |
| Weitere Bilder                          | Sachgesamtheit Königlich-Sächsische Triangulierung („Europäische Gradmessung im Königreich Sachsen“); Station 34, Raschütz | Wildenhainer Straße (Karte)                                          | 1869–1870 | Basisendpunkt der sogenannten Grundlinie (siehe auch 08958658, Lampertswalde Ortsteil Quersa); erhalten untere Steine der Bodenvermarkung, Grundmauern des Basishauses und vier Sicherungssteine, Station 1. Ordnung, bedeutendes Zeugnis der Geodäsie des 19. Jahrhunderts, vermessungsgeschichtlich von Bedeutung | 09306853 |
| Direkt Bild zu diesem Denkmal hochladen | Fabrikantenvilla und Fabrikgebäude mit Esse sowie Einfriedung (Maschinenfabrik Herrmann Haussmann) | Wildenhainer Straße 2 (Karte)                                        | Um 1900 | Gründerzeitgebäude, ortsgeschichtliche und baukünstlerische Bedeutung. - Fabrik: U-förmiger zweigeschossiger Putzbau mit Putzgliederung, große Fenster im Obergeschoss, zum Teil mit Segmentbögen, Lisenengliederung, Mansarddach mit Dachausbauten und teilweise Dreiecksgiebel, dort barockisierende Schmuckformen, oktogonale Esse aus Klinkern - Villa: Polygonsockel, darüber zweigeschossiger Putzbau über unregelmäßigem Grundriss, profilierte Steinfenstergewände in beiden Geschossen, originale Fenster, an Frontseite Erker, im Obergeschoss darüber Balkon, vorgezogenes Dach mit Holzkonstruktion, rückwärtige Terrasse mit Balustrade, reiche Dachlandschaft mit Dachgaupen, Biberschwanzdeckung - Einfriedung: mit originalen schmiedeeisernen Zaunfeldern | 08958414 |
|                                         | Denkmal für eine sowjetische Fliegerdivision | Zum Fliegerhorst (Karte)                                             | 1993 aufgestellt | Bestandteil des ehemaligen Militärflughafens für die von 1945 bis 1993 in Großenhain stationierte sowjetische Fliegerdivision, von militär- und ortshistorischer Bedeutung. Auf sternenförmigem Fuß (rotlackiert) steht nach unten konische Betonplatte, die ursprünglich mit Emblem und Jahreszahlinschrifttafel dekoriert war, jetzt Tafel verloren und Farbe des Emblems verwittert. Ursprünglich Emblem mit russischer Inschrift „Vaterländischer Krieg“ mit Hammer und Sichel im Kreisrund und zwei übereinander platzierten fünfzackigen Sternen und gekreuzten Degen und Gewehr. Leider zurzeit desolater Zustand, aber dennoch historisches Dokument, aufgestellt vor dem Abzug der stationierten russischen Division. Umsetzung entsprechend denkmalschutzrechtlicher Genehmigung 2004/1/37/579, Bescheid vom 19. November 2004. | 08955380 |
| Weitere Bilder                          | Zwei Bunker | Zum Fliegerhorst (Karte)                                             | 1972–1974 | Typ „Granit“ für die Zwischenlagerung von Sonderwaffen, Teil der ehemals in Großenhain stationierten Fliegerdivision der Sowjetarmee, besonderes Zeugnis für die militärische Geschichte Großenhains und die Präsenz der Truppen der UdSSR in Deutschland Bunker 1 und 2 in gleicher Ausführung, mit mächtigen kassettierten zweiflügeligen Stahltüren, als Tarnung mit Gras überwachsen. | 08958241 |
|                                         | Ehemalige Flugzeughalle | Zum Fliegerhorst 2, 4 (Karte)                                        | Nach 1913 | Bestandteil des ehemaligen Militärflughafens, eine der ältesten original erhaltenen Flugzeughallen Deutschlands, militärhistorisch von besonderer Relevanz. Flacher, langgestreckter eingeschossiger Baukörper mit vier abgegrenzten Unterständen für Flugzeuge, je fünf Einfahrten, Flachdach (zum Platz hin mit Mansardmotiv). | 08958236 |
| Weitere Bilder                          | Hangar (mit Kopfbau) einer Kaserne | Zum Fliegerhorst 11 (Karte)                                          | Nach 1930 | Bestandteil des ehemaligen Militärflughafens, militärgeschichtlich von Bedeutung. Originale Türen und Tore, Dach aus frei tragender Stahlkonstruktion, eine dieser Stahlkonstruktionen genietet, die andere geschweißt. Hallensonderbau, der bisher auf keinem weiteren Fliegerhorst nachgewiesen werden konnte, diente als Wärmeschutzhalle für einsatzbereite Flugzeuge, im Kopfbau war vermutlich Sitz der technischen Betriebsleitung. | 08958240 |
| Weitere Bilder                          | Hangar (mit Kopfbau) einer Kaserne | Zum Fliegerhorst 13 (Karte)                                          | Nach 1930 | Bestandteil des ehemaligen Militärflughafens, militärgeschichtlich von Bedeutung. Originale Türen und Tore, Dach aus frei tragender Stahlkonstruktion, eine dieser Stahlkonstruktionen genietet, die andere geschweißt. Hallensonderbau, der bisher auf keinem weiteren Fliegerhorst nachgewiesen werden konnte, diente als Wärmeschutzhalle für einsatzbereite Flugzeuge, im Kopfbau war vermutlich Sitz der technischen Betriebsleitung. | 08958239 |
| Weitere Bilder                          | Flugzeughalle (Hangar) einer Kaserne | Zum Fliegerhorst 21 (Karte)                                          | Um 1937 | Bestandteil des ehemaligen Militärflughafens, militärgeschichtlich von Bedeutung. Langgestreckter Hallenbaukörper mit weit überspanntem segmentbogenartigem Dach, originale Deckenkonstruktion in Nietkonstruktion vorhanden, originale Türen und Tore erhalten, heute auf dem Gelände der Flugplatz Großenhain Betreibergesellschaft mbH befindlich. | 08958243 |
| Weitere Bilder                          | Flugzeughalle (Hangar) einer Kaserne | Zum Fliegerhorst 23 (Karte)                                          | 1939 | Bestandteil des ehemaligen Militärflughafens, militärgeschichtlich von Bedeutung. Flacher eingeschossiger Putzbau mit sehr flachgeneigtem Satteldach, Standard-Flugzeughalle, Sanierung durch neuen Eigentümer (KILIAN). | 08958242 |
| Weitere Bilder                          | Vier Shelter oder geschlossene Unterstände für Kampfflugzeuge | Zum Fliegerhorst 25 (Karte)                                          | 1960er Jahre | Bestandteil des ehemaligen sowjetischen Militärflughafens nördlich von Großenhain, militärgeschichtlich von Bedeutung. Halbrunde, tonnenartige Unterstände für die Flugzeuge, aus Bruchstein gemauert, Tarnung durch Erdabdeckung und Grasbewuchs, Flugzeuge konnten mit eigener Turbine auf Fahrbahn herausrollen, Eigentum der Flugplatz Großenhain Betreibergesellschaft mbH. | 08958244 |

## Ehemalige Denkmäler
| Bild                                    | Bezeichnung                                                          | Lage                             | Datierung       | Beschreibung | ID       |
| --------------------------------------- | -------------------------------------------------------------------- | -------------------------------- | --------------- | --- | -------- |
| Direkt Bild zu diesem Denkmal hochladen | Eisenbahnbrücke der Strecke Dresden–Berlin                           | (Strecke Dresden–Berlin) (Karte) | 19. Jahrhundert | Technik- und verkehrsgeschichtliche Bedeutung. Einbogige Eisenbahnbrücke aus Naturstein, Tonne mit Ziegeln ausgemauert, flankiert durch zwei Stützmauern aus Naturstein. 2017 im Rahmen eines Streckenausbaus abgerissen und durch Neubau ersetzt.      | 08958190 |
| Direkt Bild zu diesem Denkmal hochladen | Brücke der Eisenbahnlinie Dresden–Berlin (parallel zur Pollmerallee) | (Strecke Dresden–Berlin) (Karte) | 19. Jahrhundert | Steinbogenbrücke, verkehrshistorisch von Bedeutung. Einbogige Brücke mit Flanken aus Naturstein. 2017 im Rahmen eines Streckenausbaus abgerissen und durch Neubau ersetzt.                                                                              | 08958195 |
| Direkt Bild zu diesem Denkmal hochladen | Eisenbahnbrücke (über die Röder) der Strecke Dresden–Berlin          | (Strecke Dresden–Berlin) (Karte) | 19. Jahrhundert | Technik- und verkehrsgeschichtliche Bedeutung. Eisenkonstruktion, auf Natursteinpfeilern aufliegend. 2017 im Rahmen eines Streckenausbaus abgerissen und durch Neubau ersetzt.                                                                          | 08958191 |
| Direkt Bild zu diesem Denkmal hochladen | Fassade eines Wohnhauses in geschlossener Bebauung                   | Beethovenallee 97 (Karte)        | Um 1850         | Relikt der vorstädtischen Bebauung, städtebaulich von Bedeutung. Schlichter zweigeschossiger Bruchsteinbau mit Sandsteinfenstergewänden in beiden Geschossen, Türsturz aus Sandstein, originale Fenster, Satteldach. Zwischen 2009 und 2014 abgerissen. | 08958313 |
| Direkt Bild zu diesem Denkmal hochladen | Fassade eines Wohnhauses in geschlossener Bebauung                   | Beethovenallee 99 (Karte)        | Um 1850         | Relikt der vorstädtischen Bebauung, städtebaulich von Bedeutung. Zweigeschossiger Bruchsteinbau, verputzt, Putzfaschen, originale Fenster, Satteldach, Biberschwanzdeckung. Zwischen 2009 und 2014 abgerissen.                                          | 08958314 |
| Direkt Bild zu diesem Denkmal hochladen | Steinbogenbrücke der Eisenbahnstrecke Berlin–Dresden                 | Großraschützer Straße (Karte)    | 19. Jahrhundert | Von technikgeschichtlicher Relevanz. Brücke aus rotem Granit, mit Flanken. 2017 im Rahmen eines Streckenausbaus abgerissen und durch Neubau ersetzt. | 08958231 |
| Direkt Bild zu diesem Denkmal hochladen | Eisenbahnbrücke der Strecke Berlin–Dresden                           | Parkstraße (Karte)               | 19. Jahrhundert | Steinbogenbrücke, eisenbahngeschichtlich und technikgeschichtlich von Bedeutung. Brücke aus Naturstein mit Flanken. 2017 im Rahmen eines Streckenausbaus abgerissen und durch Neubau ersetzt.                                                           | 08958232 |

## Tabellenlegende
- Bild: Bild des Kulturdenkmals, ggf. zusätzlich mit einem Link zu weiteren Fotos des Kulturdenkmals im Medienarchiv Wikimedia Commons. Wenn man auf das Kamerasymbol klickt, können Fotos zu Kulturdenkmalen aus dieser Liste hochgeladen werden:
- Bezeichnung: Denkmalgeschützte Objekte und ggf. Bauwerksname des Kulturdenkmals
- Lage: Straßenname und Hausnummer oder Flurstücknummer des Kulturdenkmals. Die Grundsortierung der Liste erfolgt nach dieser Adresse. Der Link (Karte) führt zu verschiedenen Kartendiensten mit der Position des Kulturdenkmals. Fehlt dieser Link, wurden die Koordinaten noch nicht eingetragen. Sind diese bekannt, können sie über ein Tool mit einer Kartenansicht einfach nachgetragen werden. In dieser Kartenansicht sind Kulturdenkmale ohne Koordinaten mit einem roten bzw. orangen Marker dargestellt und können durch Verschieben auf die richtige Position in der Karte mit Koordinaten versehen werden. Kulturdenkmale ohne Bild sind an einem blauen bzw. roten Marker erkennbar.
- Datierung: Baubeginn, Fertigstellung, Datum der Erstnennung oder grobe zeitliche Einordnung entsprechend des Eintrags in der sächsischen Denkmaldatenbank
- Beschreibung: Kurzcharakteristik des Kulturdenkmals entsprechend des Eintrags in der sächsischen Denkmaldatenbank, ggf. ergänzt durch die dort nur selten veröffentlichten Erfassungstexte oder zusätzliche Informationen
- ID: Vom Landesamt für Denkmalpflege Sachsen vergebene, das Kulturdenkmal eindeutig identifizierende Objekt-Nummer. Der Link führt zum PDF-Denkmaldokument des Landesamtes für Denkmalpflege Sachsen. Bei ehemaligen Kulturdenkmalen können die Objektnummern unbekannt sein und deshalb fehlen bzw. die Links von aus der Datenbank entfernten Objektnummern ins Leere führen. Ein ggf. vorhandenes Icon  führt zu den Angaben des Kulturdenkmals bei Wikidata.

## Ausführliche Denkmaltexte
1. ↑  Einzeldenkmale der Sachgesamtheit Stadtfriedhof Großenhain:
Zu den denkmalwerten Grabstätten gehören folgende Male:
  - 1. Gläser, Paul, Kirchenmusikdirektor (geboren 22. März 1871, gestorben 4. April 1937), Alma Gläser, geborene Knoth (geboren 23. April 1870, gestorben 24. Dezember 1951), Grabstein rötlicher Sandstein mit Bronze-Skulptur (Kopf), C:1:1
  - 2. Oehme/Globig, Emil Anton Oehme, Kaufmann und Prokurist (geboren 30. Juni 1848, gestorben 21. März 1908), Max Herrmann Globig, Kaufmann (geboren 17. April 1861, gestorben 6. Dezember 1928), Emil Hermann Johannes Globig Dr. med. Prakt. Arzt (geboren 24. Juli 1889, gestorben 23. April 1945), Emilie Bertha Oehme, geborene Peterson (geboren 29. Juli 1848, gestorben 10. März 1906), Bertha Toska Elisabeth Globig, geborene Oehme (geboren 9. November 1867, gestorben 6. Mai 1935), Margot Globig, geborene Ihssen (geboren 24. August 1907, gestorben 15. September 1935), große Grabstellenwand aus Sandsteinsäulen und -platten, dachförmiger Aufsatz auf Mittelteil mit eingehauener Verzierung (Fam. 4/5)
  - 3. Preusker, Karl Benjamin, Ehrenbürger der Stadt Großenhain, Rentsamtmann (geboren 22. September 1786, gestorben 15. April 1871), Gedenkstein aus Sandstein mit Bronze-Skulptur (Kopf), gestiftet von den Gewerbevereinen Sachsens, enthüllt am 9. Dezember 1871, 1986 restauriert (Fam.34)
  - 4. Hegemeister, Friedrich Gottlieb August, Zinngießer und Ehrenbürger der Stadt Großenhain (geboren 9. Januar 1793, gestorben 3. Januar 1870),  Marie Sofie Hegemeister, geborene Schlegel (geboren 27. November 1791, gestorben 24. Dezember 1868), große Grabstellenwand aus Sandsteinsäulen und -platten (Fam. 85)
  - 5. Eckhardt, Friedrich Michael, Spinnereifabrikbesitzer, (geboren 25. Juli 1767, gestorben 24. Februar 1864), Carl Oscar Xaver von Lentz, Königlich-Sächsischer Oberst a. D. Ritter des Heinrichsordens (geboren 26. Juni 1814, gestorben 1870),  Augustine Wilhelmine Eckhardt, geborene Fiedler (geboren 30. April 1797, gestorben 12. Juli 1887), Emilie Therese von Lentz, geborene Eckhardt (geboren 12. Dezember 1819, gestorben 10. April 1901), große Grabstelle aus Sandsteinsäulen und -platten mit vielen Figuren und Verzierungen (Fam. 94)
  - 6. Blochwitz, Eduard Hermann, Glasermeister in Großraschütz (geboren 12. Januar 1834, gestorben 1. Mai 1877), Alma Christian Blochwitz, geborene Müller (geboren 28. Dezember 1836, gestorben 29. Juli 1901), Johann Gotthelf Blochwitz, Dachdeckermeister (geboren 26. April 1876, gestorben 10. März 1949), Grabstellenwand aus Sandsteinsäulen und -platten mit Zierkanten und Türmen (Fam. 103)
  - 7. Gading, Adolph Ferdinand, Färbereibesitzer (geboren 27. August 1811, gestorben 5. Januar 1888), Paul Julius Rudolph Gading, Färbereibesitzer (geboren 25. Januar 1850, gestorben 18. November 1906), Christiane Amalie Gading, geborene Meißner (geboren 31. Oktober 1815, gestorben 22. März 1881), Amalie Meta Gading, geborene Schnitzing (geboren 7. Oktober 1862, gestorben 19. Januar 1947), Grabstellenwand bestehend aus einer breiten Mittelsäule aus Sandstein mit eingehauenem Kopf und aus Sandsteinplatten (Fam. 125)
  - 8. Leppelt, August Leppelt, Schuhmachermeister (geboren 7. Februar 1873, gestorben 26. Juli 1952), Martha Anna Leppelt, geborene Förster (geboren 15. März 1873, gestorben 15. März 1958), Christian Friedrich Händel, Fleischermeister (geboren 13. September 1809, gestorben 16. Juni 1878), Johanna Christine Sophie Händel, geborene Gruber (geboren 13. Mai 1811, gestorben 24. März 1883), Grabstellenwand aus Sandsteinsäulen und -platten mit Verzierungen, Mittelteil mit auf Säulen sitzenden Aufsatz besonders kunstvoll (Fam. 139)
  - 9. Zocher, Christfried, Stadtbrauereibesitzer, geboren 31. Juli, gestorben 26. Juli 1881, Karl Emil Zocher, Brauereibesitzer (geboren 22. Februar 1857, gestorben 27. März 1894), Caroline Ernestine Zocher, geborene Mielsch (geboren 14. November 1832, gestorben 30. Juli 1901), Arwina Marie Zocher, geborene Schneider (geboren 11. Juni 1866, gestorben 10. November 1893), Grabstellenwand und seitliche Begrenzungsmauer aus Sandsteinsäulen und -platten (Fam. 150)
  - 10. Kirchner, Karl Heinrich Emil, Glasermeister (geboren 16. September 1829, gestorben 26. März 1890), Henriette Wilhelmine Kirchner, geborene Heidrich (geboren 19. April 1826, gestorben 4. März 1902), Karl Friedrich Emil Kirchner,  Baufabrikant (geboren 10. Dezember 1861, gestorben 19. März 1942), Emilie Dora Kirchner,  geborene Hauptmann (geboren 13. Juli 1867, gestorben 29. Oktober 1898), Dr. phil. Theodor Richard Kirchner, Direktor des fürstlichen Schönburgischen Lehrerseminars in Waldenburg (geboren 25. August 1849, gestorben 22. Mai 1899), Marie Elise Kirchner, geborene Miersch (geboren 29. April 1860, gestorben 5. April 1929), Grabstellenwand aus Sandsteinsäulen und -platten (Fam. 161)
  - 11. Hofmann, Ernst Wilhelm, Schlossermeister (geboren 29. März 1833, gestorben 29. Februar 1916), Klara Thekla Hofmann, geborene Reißig (geboren 22. Januar 1856, gestorben 10. Oktober 1900), Grabstellenwand aus Sandsteinsäulen und -platten, Grufteinstieg auf der Grabstelle aus Sandstein, Grabsteineinfassung aus Sandsteinplatten (Fam. 170)
  - 12. Schilling, Ernst Emil, Tuchfabrikant (geboren 10. Dezember 1843, gestorben 13. Dezember 1885), Anna Emilie Schilling, geborene Winkler (geboren 16. April 1848, gestorben 22. Mai 1934), Grabstellenwand aus Sandsteinsäulen und -platten, vorstehender Sockel am Mittelteil, Aufsatz auf darauf stehenden Säulen, Grabstelleinfassung aus Sandsteinplatten (Fam. 175)
  - 13. Protze, Karl Heinrich, Fleischermeister (geboren 21. April 1857, gestorben 11. März 1928), Wilhelmine Alma Protze, geborene Mammitzsch (geboren 10. August 1859, gestorben 12. Dezember 1920), Ferdinand Theodor Herrmann, Fleischermeister (geboren 27. Februar 1835, gestorben 26. Mai 1914), Friederika Wilhelmina Herrmann, geborene Raum (geboren 3. April 1824, gestorben 21. Oktober 1904), große Grabstellenwand aus Sandsteinsäulen und -platten, auf Säulen des Mittelteils bogenförmiger Aufsatz (Fam. 176)
  - 14. Pollmar, Friedrich Robert, Kaufmann (geboren 14. September 1824, gestorben 21. November 1892), Gottlob Reinhard Emil Buchwald, Tuchfabrikant (geboren 12. Juli 1852, gestorben 21. Februar 1946), Bertha Pauline Pollmar, geborene Lehmann (geboren 7. Juli 1839, gestorben 9. November 1867), Pauline Martha Buchwald, geborene Pollmar (geboren 17. April 1859, gestorben 22. Oktober 1884), große Grabstellenwand aus Sandsteinsäulen und -platten, Mittelteil betont durch verzierte Säulen mit Aufsatz und auf Sockel stehender Figur, Grabstelleneinfassung aus Sandsteinplatten (Fam. 180)
  - 15. Eißner, Heinrich Franz, Bäckermeister (geboren 23. Oktober 1843, gestorben 22. März 1916), Ida Clementine Eißner, geborene Eichhorn (geboren 18. September 1838, gestorben 16. Oktober 1884), Grabstellenwand aus Sandsteinsäulen und -platten, verzierter Sims unter Dachabdeckung, Figur auf dem Dach, Grabstelleneinfassung aus Sandsteinplatten (Fam. 181)
  - 16. Eckhardt, Eduard Adolf Michael, Tuchfabrikbesitzer (geboren 6. Mai 1818, gestorben 12. März 1894), Georg Michael von Eckhardt, Rittmeister, Major a. D. (geboren 24. Oktober 1850, gestorben 22. April 1931), Anna Amalia Eckhardt, geborene von Wolf (geboren 24. April 1824, gestorben 17. März 1909), Gertrud von Eckhardt, geborene Senft von Pilsach (geboren 22. September 1867, gestorben 8. November 1936), große Grabstellenwand aus Sandstein auf Mittelstück dreieckförmiger Aufsatz mit Ornament (Kranz mit Schleife) (Fam. 220)
  - 17. Klotzsche, Karl Gottlieb Theodor, Klempnermeister (geboren 23. Januar 1843, gestorben 14. Mai 1923), Amalie Theresie Klotzsche, geborene Mietzsch (geboren 19. November 1837, gestorben 21. August 1914), Ernst Theodor Klotzsche, Klempnermeister (geboren 20. September 1873, gestorben 27. Mai 1960), Marie Anna Klotzsche, geborene Brendel (geboren 17. Februar 1874, gestorben 7. Februar 1953), Grabstellenwand aus Sandsteinsäulen und -platten, Figuren auf dem Dach (Fam. 221)
  - 18. Plasnick, Friedrich Carl Clemens, Buchdruckereibesitzer (geboren 4. April 1856, gestorben 5. Juni 1928), Auguste Bertha Plasnick, geborene Starke (geboren 12. Dezember 1859, gestorben 18. Juli 1945), große Grabstellenwand aus Sandsteinpfeiler und -platten, kompakter Aufsatz auf Mittelteil mit hervorhebenden Elementen (Fam. 314)
  - 19. Schaue, Otto Arthur Ewald, Handlungs-Kaufmann (geboren 27. Oktober 1896, gestorben 13. März 1983), Elsbeth Erna Schaue, geborene Riedel (geboren 20. September 1901, gestorben 6. August 1986), Gustav Adolf Eichhorn, Kaufmann (geboren 16. Mai 1832, gestorben 9. Oktober 1898), Ernst Emil Eichhorn (geboren 25. August 1843, gestorben 23. Januar 1907), Eugenie Lina Eichhorn, geborene Hohlfeld (geboren 23. Januar 1851, gestorben 24. Februar 1933), Anna Sophie Eichhorn, geborene Seidel (geboren 7. März 1840, gestorben 25. Juli 1922), Grabstellenwand aus Sandsteinplatten und breiter Mittelsäule aus Sandstein mit eingehauenem Kopf (Fam. 330)
  - 20. Kämpfe, Franz Karl Eduard, Ehrenbürger der Stadt Großenhain und Inhaber des Ritterkreuzes II. Klasse des Königlich Sächsischen Albrechtsordens, Ziegeleibesitzer (geboren 14. Dezember 1812, gestorben 26. Dezember 1894), Franz Eduard Julius Kämpfe, Ziegeleibesitzer, Stadtrat (geboren 1. Oktober 1842, gestorben 3. Februar 1908), Emma Aurelia Kämpfe, geborene Liebezeit (geboren 2. Mai 1821, gestorben 19. Oktober 1903), Henriette Marie Kämpfe, geborene Wendenburg (geboren 20. Januar 1853, gestorben 4. September 1898), Grabstellenwand aus Sandstein mit eigehauenen Verzierungen (Fam. 331)
  - 21. Scheumann, Dr. med. Johannes Martin, Sanitätsrat (geboren 6. November 1866, gestorben 11. November 1940), Dr. med. Johannes Heinrich Scheumann, Prakt. Arzt (geboren 9. Juni 1895, gestorben 25. Juli 1945), Meta Marie Scheumann, geborene Arnold (geboren 23. Juli 1867, gestorben 13. Oktober 1947), Rosa Carola Scheumann, geborene Rietz (geboren 9. Februar 1809, gestorben 4. März 1978), große Grabstellenwand aus Sandsteinplatten, begrenzt durch Sandsteinplatten (Fam. 366)
  - 22. Starke, Herrmann Richard, Buchdruckereibesitzer und Redakteur, (geboren 1858, gestorben 1891), Johann Gottfried (?, 1813-1876), Johann Leberecht Hermann Starke, Buchdruckereibesitzer (geboren 8. Februar 1808, gestorben 19. Juni 1886), Auguste Pauline Starke, geborene Hänsel (geboren 28. Dezember 1833, gestorben 8. August 1887), breite Grabstellenwand aus Sandsteinpfeilern- und -platten, kompakter Aufsatz auf Mittelteil mit hervorhebenden Elementen
  - 23. Greulich (um 1920), Wand- und Seitenwangen
  - 24. Hampe (nach 1917), Wand und Einfriedung
  - 25. Sicker (nach 1914), neobarockes Sandsteingrabmal in der Vorhalle der Friedhofskapelle
  - 26. acht schmiedeeiserne Grabkreuze in der Nähe des Friedhofsportals
  - 27. Oehmichen, Friedrich Adolph, Eisengrabkreuz
  - 28. Galvanofigur des Christus mit der Dornenkrone, um 1900
  - 29. Figurengrabmal einer Unbekannten aus Sandstein, Frauenfigur mit Schild, um 1730
  - 30. Charitasstatue aus Sandstein, um 1730, Frauenfigur mit zwei kleinen Kindern
  - 31. Seydewitz
  - 32. Franke
  - 33. Menzer
  - 34. Grille
  - 35. Barockgrab
2. ↑  Marienkirche (Dehio Sachsen, Bd. I, S. 416–417):

Einer der originellsten Bauten der Zentralbau-Tendenz im 18. Jahrhundert. Der Grundriss in Form eines „T“ kommt durch den Ausbau einer dem mittelalterlichen Vorgängerbau zugehörigen Kapelle im Süden zustande. Nach dem Stadtbrand von 1744 unter Einbeziehung der Umfassungswände der langgestreckten spätgotischen Hallenkirche bis 1748 hauptsächlich von Johann George Schmidt erbaut. 1975 Restaurierungsarbeiten am Turm, 1986/87 das Innere nach den Vorgaben der Erneuerung von 1901 in hellen Farbtönen gefasst.

Das verputzte Äußere zeigt noch die gotischen Strebepfeiler, sonst schlicht barockisierte Formen, Walmdach. Fenster rundbogig geschlossen. Der Turm, der besondere städtebauliche Bezüge besitzt, ist inmitten des mittelalterlichen, polygonal geschlossenen Chores errichtet. Der achteckigeTurmaufbau erst 1802 von Großenhainer Handwerkern ausgeführt. Die gotischen Strebepfeiler bleiben am Turm ohne Wasserschlag und werden pilasterartig über eine hohe Attika nach oben fortgesetzt. Über der Attika weitgekehlter Anschwung, der zum Oktogon überleitet. In dieser schiefergedeckten Kehle drei sehr große Gaupen, die das innenliegende Treppenhaus beleuchten. Darüber Haube und Laterne. Die von Schmidt beabsichtigte Chorturmlösung wirkt vor allem als städtebauliches Motiv: Von Osten aus ergibt sich das Bild eines Zentralbaues.

Im Inneren ein Muldengewölbe, das bis über die Höhe des Gesimses in den Dachstuhl hineingezogen und dort von einem direkt in die Holzkonstruktion eingreifendem Sprengring getragen wird. Zusätzlich gestützt wird es von rundbogigen Arkaden auf sehr schlanken Pfeilern mit pfeifenartig verzierten Kapitellen. Die Bährsche Idee der Predigtkirche ist in der Raumgestaltung klar zum Ausdruck gebracht: Die Konzentration des Raumes richtet sich ganz auf die in den Raum hineingewölbte Altarwand an der nördlichen Längsseite, gegenüber dem breiten Querflügel der ehem. Südkapelle. Mittig, von zweigeschossigen Logen flankiert, sind hier Altar, Kanzel und Orgel übereinander angeordnet. Alle Ecken des T-förmigen Raumes sind ausgerundet, der eindrucksvolle Wechsel von konkaven und konvexen Schwüngen wird besonders in den zwei umlaufenden Emporen und dem darunter befindlichen Betstübchenring deutlich. Die Betstübchen zum Teil noch mit alten Öfen, Tapeten und Mobiliar. Der polygonal gebrochene gotische Chorschluss ist von dem zentralisierten Raum abgetrennt. In seinem Inneren das raffiniert durchlichtete Treppenhaus angelegt. In der Mitte achteckiger Kern. Zwischen diesem und der Außenwand die Treppe angelegt.

Ausstattung: Großer Kanzelaltar von 1755, nach Plänen von Schmidt aus dem Jahr 1753 vereinfacht ausgeführt von Christian Wilhelm Mieth. Das Retabel mit der Reliefdarstellung des Abendmahles. Darüber auf Giebelanschwüngen lagernde Engel, die zum Kanzelgeschoss überleiten. Die Kanzel von zwei Kolossalsäulen flankiert, seitlich davon die Freifiguren des Moses und Johannes über Durchgangsöffnungen. Über den Figuren Reliefs, links die Erhöhung der ehernen Schlange, rechts die Kreuzigung Christi. Außen nochmals Kolossalsäulen. Der Rokoko-Orgelprospekt darüber fünfteilig, von Johann Gottlieb Mauer, 1776–78, darin Orgel von Jehmlich.
3. ↑  Wohnhaus Neumarktgasse 5:

Der langgestreckte, zweigeschossige Bau mit ausgebautem Dachgeschoss und Satteldach befindet sich im nordwestlichen Teil der Altstadt von Großenhain. Die leicht nach außen gekrümmte Rückwand des Hauses markiert den Verlauf der Stadtmauer (Ringmauer) mit der bereits im 13. Jahrhundert begonnen wurde. Möglicherweise ist die Rückwand auf der Stadtmauer gegründet. Eine Verbesserung und Erweiterung der Befestigung erfolgte 1370–1380. Seit dieser Zeit bestand die Anlage aus einem Wassergraben, der vorderen Zwingermauer, dem Zwinger und der Ringmauer. Stadtpläne aus der Mitte des 18. Jahrhunderts zeigen, dass bereits zu dieser Zeit an der Stelle des hier zu beurteilenden Objektes ein Gebäude gestanden hat.

In ihrer heutigen Form geht die Neumarktgasse 5 aber wohl vor allem auf die Mitte des 19. Jahrhunderts zurück. Vermutlich stecken zwei ältere Häuser in dem langgestreckten Bau. Darauf deuten die in der Gesamtschau eher ungewöhnliche Gliederung des Baus und das Vorhandensein unterschiedlicher Keller.

An der Straßenseite erscheint er mit einer axial gegliederten, zweigeschossigen Fassade. Die drei südlichen Fensterachsen werden durch Segmentbögen, Bedachungen und Vertiefungen für die Klappläden vom Rest des weitestgehend schmucklosen Hauses gestalterisch abgesetzt. Auch die Rückseite ist schlicht gehalten. Die gleichmäßig angeordneten Fensteröffnungen werden durch eine feine historisierende Putzgliederung belebt.

Das Innere mit Fachwerkstrukturen ist mittlerweile zum Großteil entkernt worden.

Die stadtentwicklungsgeschichtliche Bedeutung der Neumarktgasse 5 ergibt sich aus dem Umstand, dass sie den Verlauf der Stadtmauer an dieser Stelle markiert. Die baugeschichtliche Bedeutung resultiert aus der Zeitzeugenschaft für die Bebauung Großenhains im 18. und 19. Jahrhundert. Darüber hinaus gibt es einen spätmittelalterlichen Keller und wohl aus dem 18. Jahrhundert stammende derartige Anlagen.
4. ↑  Einzeldenkmale der Sachgesamtheit Husarenkaserne:
  - Remonteplatz 1 (Casino): Sockelgeschoss, stattlicher zweigeschossiger Putzbau mit vortretendem dreiachsigem Mittelbau und Ädikula, mit Putzgliederung im Erdgeschoss und Eckbetonung durch Putzquader, Sandsteingewände, Walm- und Satteldach, an Frontseite Freitreppe mit Balustrade, halbrunder Rosette im Giebel (Zinkwappen), saniert
  - Remonteplatz 2 (Mannschaftsgebäude): dreigeschossiger Putzbau mit zwei mittigen gegiebelten Risaliten, im Erdgeschoss Rundbogenfenster, doppeltes profiliertes Gurtgesims, profiliertes Steingewände im ersten und zweiten Obergeschoss, Okuli im Drempel, Walmdach, ist saniert, mit Eckquaderung und Putznutung im Erdgeschoss, Dreierfenstergruppe unterhalb des Dreiecksgiebels (identisch mit Remonteplatz 5, 7, 10)
  - Remonteplatz 3 (Elsterwerdaer Straße 28?, Pferdestall): ehemaliger Pferdestall, dreiflügeliger anderthalbgeschossiger Putzbau mit Eckquaderung und Walmdach, zum Teil noch mit originaler Ausstattung (z. B. Futterkrippen und Anbindevorrichtungen), hoher Authentizitätsgrad
  - Remonteplatz 4 (Pferdestall): ehemaliger Pferdestall, dreiflügeliger, anderthalbgeschossiger Putzbau mit Eckquaderung und Walmdach, zum Teil noch mit originaler Ausstattung (z. B. Futterkrippen und Anbindevorrichtungen), hoher Authentizitätsgrad
  - Remonteplatz 5 (Mannschaftsgebäude): dreigeschossiger Putzbau mit zwei mittigen gegiebelten Risaliten, im Erdgeschoss Rundbogenfenster, doppeltes profiliertes Gurtgesims, profiliertes Steingewände im ersten und zweiten Obergeschoss, Okuli im Drempel, Walmdach (identisch mit Remonteplatz 2, 7, 10)
  - Remonteplatz 7 (Mannschaftsgebäude): dreigeschossiger Putzbau mit zwei mittigen gegiebelten Risaliten, im Erdgeschoss Rundbogenfenster, doppeltes profiliertes Gurtgesims, profiliertes Steingewände im ersten und zweiten Obergeschoss, Okuli im Drempel, Walmdach (identisch mit Remonteplatz 2, 5, 10)
  - Remonteplatz 8 (Pferdestall): ehemaliger Pferdestall, dreiflügeliger, dreigeschossiger Putzbau mit Eckquaderung, (aufgestockt, ursprünglich anderthalbgeschossig), doppeltes Gurtgesims, Sandsteingewände, im Drempel rechteckige Fenster, profiliertes Kranzgesims, Walmdach, saniert
  - Remonteplatz 9 (Pferdestall): ehemaliger Pferdestall, dreiflügeliger, anderthalbgeschossiger Putzbau mit Eckquaderung und Walmdach, saniert
  - Remonteplatz 10 (Mannschaftsgebäude): dreigeschossiger Putzbau mit zwei mittigen gegiebelten Risaliten, im Erdgeschoss Rundbogenfenster, doppeltes profiliertes Gurtgesims, profiliertes Steingewände im ersten und zweiten Obergeschoss, Okuli im Drempel, Walmdach, ist saniert, mit Eckquaderung und Putznutung im Erdgeschoss, Dreierfenstergruppe unterhalb des Dreieckgiebels